# 大谷砂留

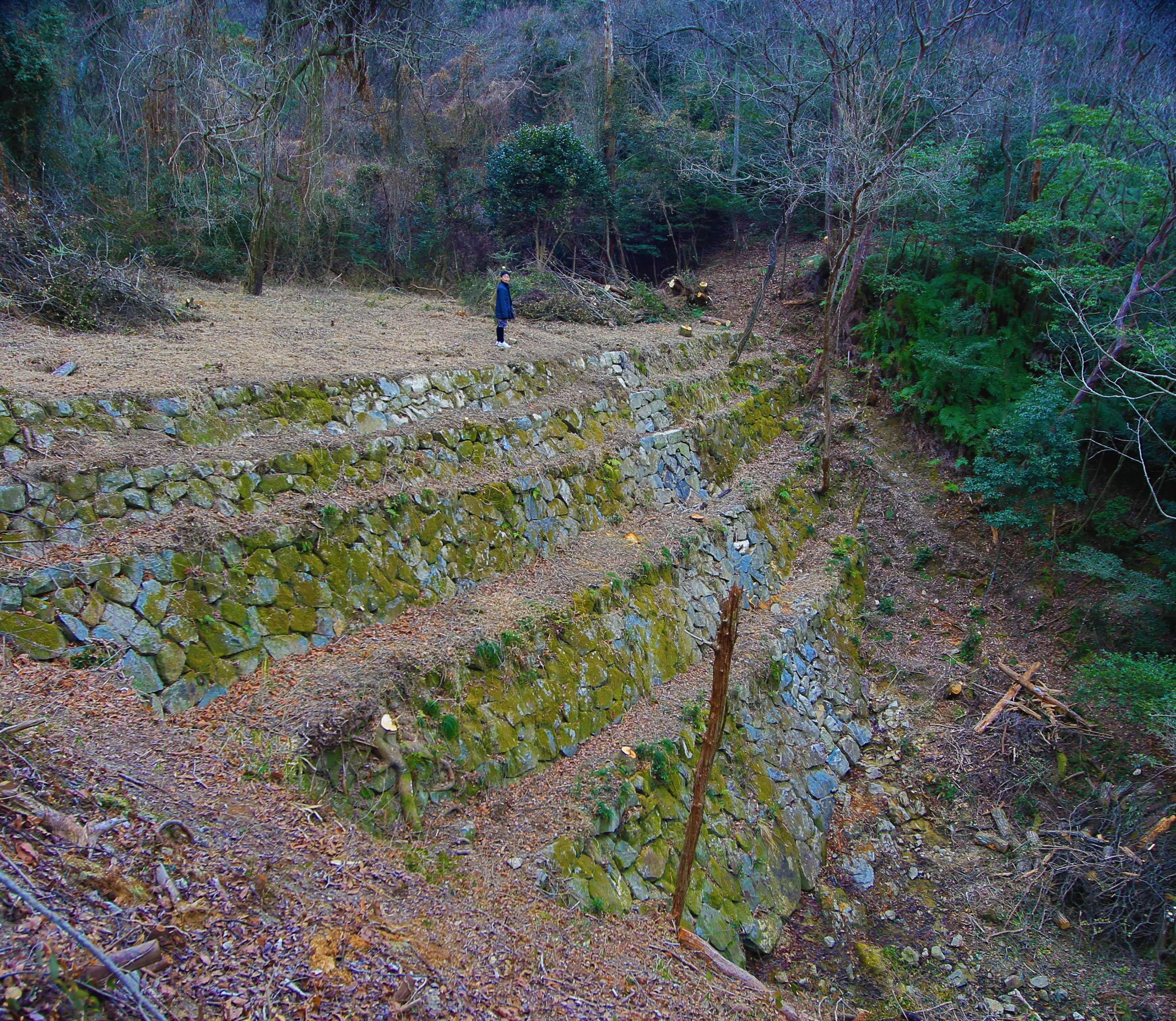
大谷第5砂留

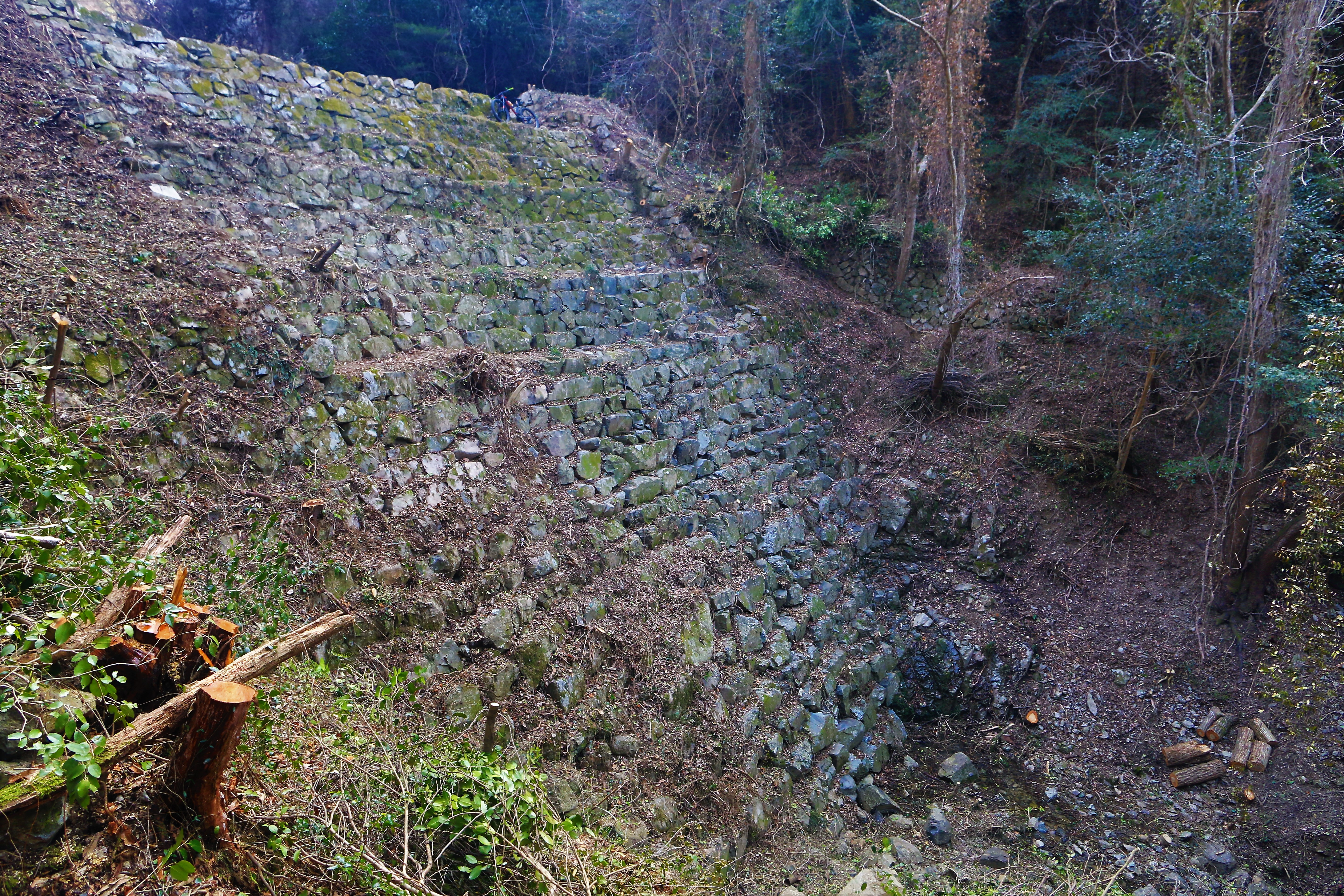
大谷第4砂留
比較のため自転車を上に配置

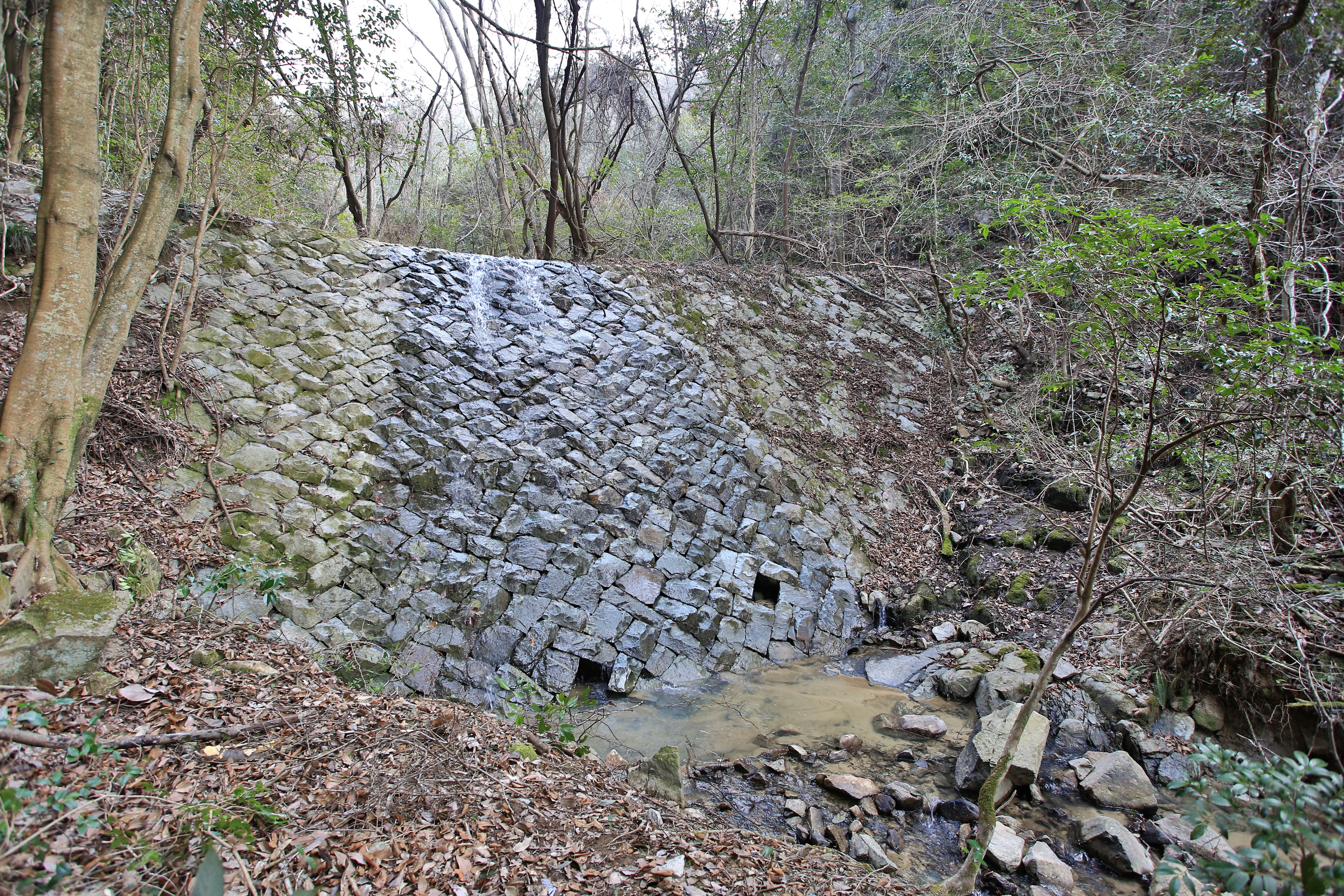
渓流Bの3番目の砂留

大谷砂留（おおたにすなどめ）は、広島県福山市芦田町上有地から下有地にかけて存在する砂防堰堤群。規模の大きな砂留は7基であるが、小規模な砂留を含めると2023年現在300基前後が発見されている。江戸時代に設置されたと考えられている。同じく福山市芦田町下有地福田にある別所砂留とは、山の峰を隔てた反対側に位置する。

## 背景
砂留とは、いわゆる砂防堰堤であり、多くは石積堰堤である。備後地方は比較的降水量が少ない地域であるが、地質学的には中生代の花崗岩で構成される山々が多く、それらは風化によって脆弱化しており、長雨によってしばしば土石流を伴った豪雨災害を引き起こした。加えて、江戸時代に人口の急増を受けての材木や薪・木炭材料としての森林需要は多いに活発化し、無計画な伐採の取り締まりが後手に回ったこともあり、山々は禿山となっていた。特にこの地区においては大谷鉱山から産出される銅鉱石の精錬のために、大量の木炭が必要とされた背景もある。そのため福山藩では1600年代半ばより長雨のたびに土石流によって下流の水田や住居に多大な被害が生じるようになった。このような問題は全国的にも見られ、1684年（貞享元年）には徳川幕府が『諸国山川掟』を発布している。時の福山藩藩主の水野勝種、そして続く藩主阿部正邦、阿部正福らは、この状況に対して土砂災害頻発地区への土砂溢漏防止工事を推進したとされる。その結果、1738年から1885年にかけて広島県の福山市を中心とした備後地方に、数多くの砂留が造られた。江戸期に大谷鉱山は鉱石の枯渇により閉山のなったものの、戦後に再び無秩序な伐採が行われ、付近の山々は荒廃を極め、砂留は引き続き活用されていた。

## 近世の歴史

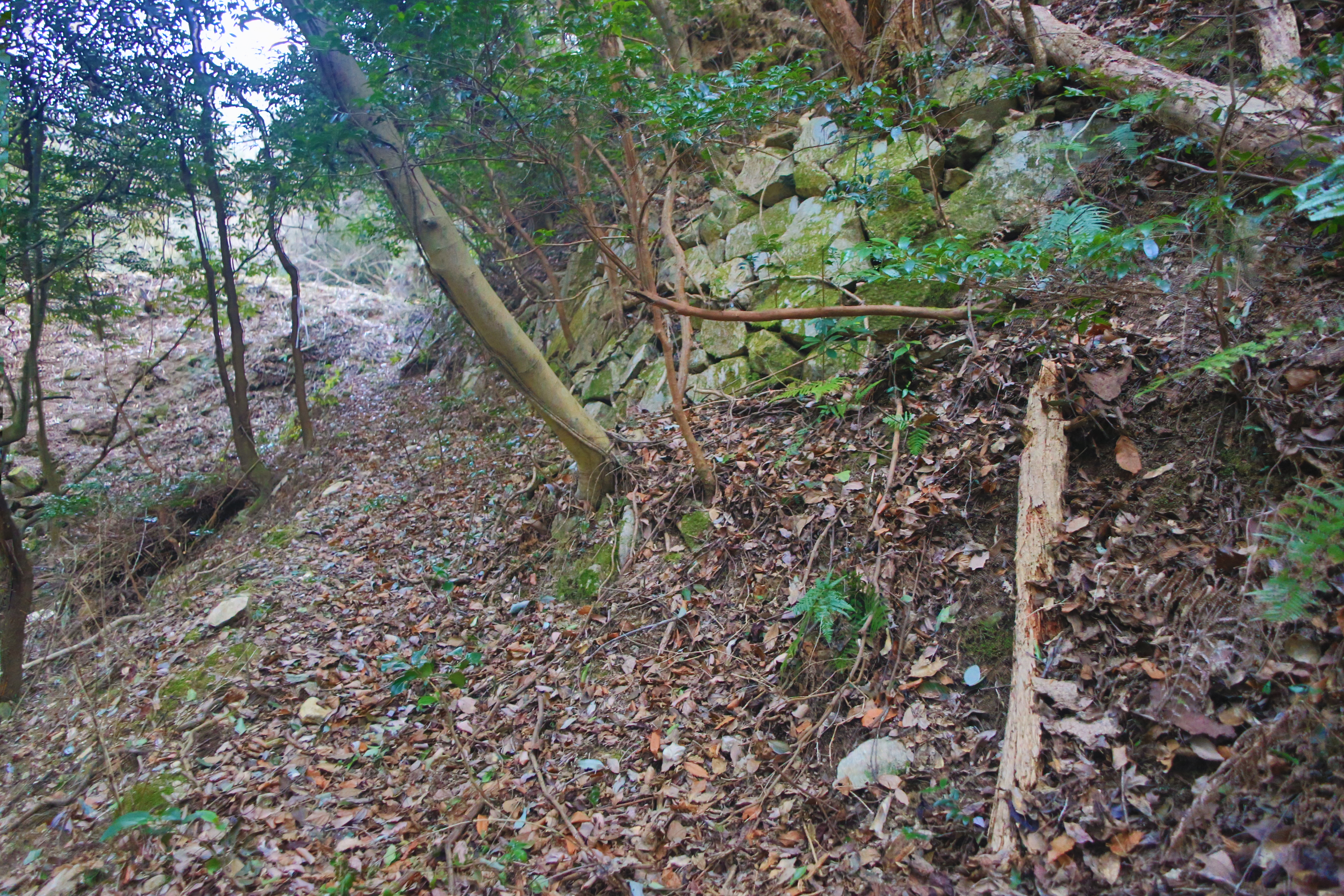
大谷砂留脇の登山道。石垣が施され、保存状態が良い部分。逆に土砂崩れで崩壊した部分も多数ある

大谷砂留が初めて古文書に登場するのは、福山藩によって命じられて1730年より山番として大谷山を管理していた神原家に伝わる安永2年（1773年）の「塲所帳」であり「砂留七ヶ所」という文字が読み取れる。「塲所帳」には大谷東谷に3基の砂留があると記載されているものの、記されている堤高と堤長は2016年からの調査での実測値と乖離しており、いずれの砂留とも一致しない。また明治時代以降に作成された「芦品郡有磨村字下有地大谷山全圖」には2016年からの調査で確認された7基の砂留が記載され、更に「芦品郡有磨村大字下有地字大谷山林畧圖」には、その上流側の3基の砂留の存在が描かれている。1960年（昭和35年）7月の集中豪雨で付近数十カ所で土砂崩れがあり、3カ年計画でコンクリート製の砂防ダムの設置や植林事業が行われた。1961年（昭和36年）に神原武雄により記載された「モデル治山治水大谷山観光森林公園圖」には堀町川東谷に6基の砂留の位置を記載されており、下流側から1番-4番とされている。堀町川東谷の渓流に砂留があることは古くから地元住民に知られており、4番砂留などは子供の遊び場にもなっていたが、全容に関する知見は次第に失われていた。広島県の砂防台帳には記載が残っていたが、1995年（平成7年）に広島県土木建築部が纏めた論文や、1997年（平成9年）に広島県がまとめた『福山藩砂留』には掲載されていない。

### 再発見
2016年5月から地元住民らによって本格的な探索が始まり、「モデル治山治水大谷山観光森林公園圖」を参考に2017年3月までに9基の砂留が再確認され、岡山大学大学院の土木史の専門家も招いて調査が行われた。林道入り口からの登山道は土砂崩れや土石流によって荒廃してしまっていたが、2017年11月地元有志によって「守る会」が結成され、3か年計画で整備が始まった。「守る会」のメンバーは2018年現在、芦田町の上有地、下有地、柞磨（たるま）の約40人で、2017年12月から土砂や樹木に覆われてしまった砂留の整備を始めた。その頃には、発見された砂留の累計は10基となった。2018年初頭には、別所10番砂留から稜線を超えて大谷4番砂留に至る長さ110mの登山道が整備され、案内板の設置が進められている。今後は、散策路や広場が設置される予定とされている。2018年3月からは、周囲の渓流群にも多数の砂留が発見されるようになった。

### 福山市最大規模の砂留
2020年12月から2021年3月までの「芦田大谷砂留守り隊」のメンバーや岡山大大学院の樋口輝久准教授による合計14回の調査により、新に195基の砂留が発見された。当時福山市文化振興課が確認していた市内砂留の数は72基であったが（大谷地区では7基のみがカウントされた状態）、これをこの調査によりその数を202基と大幅に更新し、大谷砂留は福山市最大規模の砂留群として認知された 。

## 特徴
調査に加わった専門家は、他の砂留に比べて築造時の形が残っており、後年に修復された箇所が少なく貴重であるとされている。また別所砂留と比較すると、谷が狭く、角度も急峻である。6番砂留の手前や堀町川沿いには「ため池」の遺構も残っている。

## 地理

### 堀町川東谷

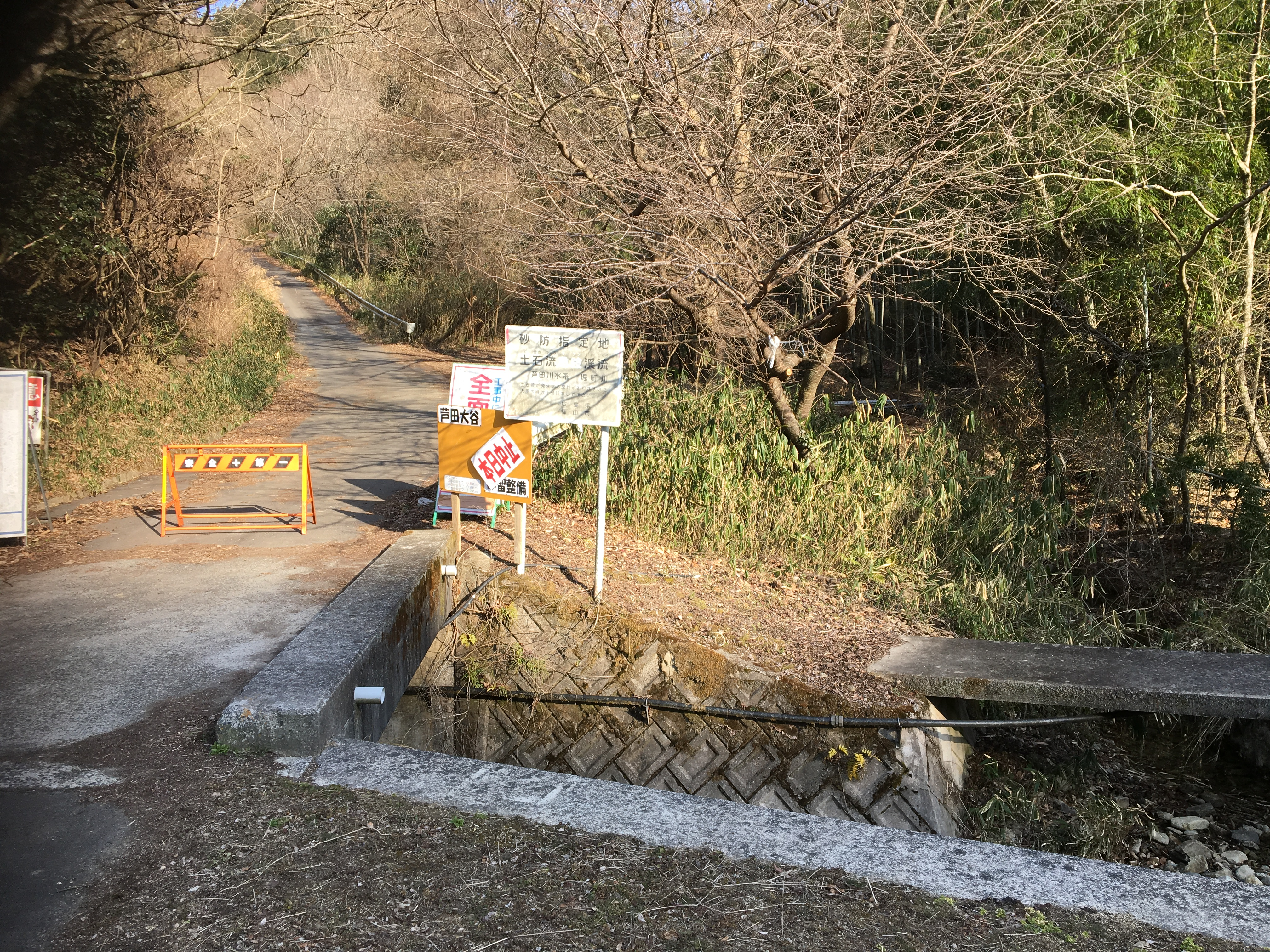
大谷砂留がある堀町川東谷の入り口。左側が林道、右側の藪に入ると第一砂留がある

かつて中国バスの天満線の終着であった天満バス停跡から大谷池方面へ広島県道158号線を南方向に登っていくと大谷池 を過ぎた辺りで、大谷山（標高400m） へ向かう「林道大谷線」に接続する林道があるのでそれを左折すると堀町川東谷がある。堀町川東谷を流れる渓谷 沿いを登る舗装路が続いている。この舗装路は1993年（平成5年）に大規模な改修工事を受けている。大谷砂留の大規模な砂留の多くはこの堀町川東谷に存在する。砂留の周囲の森は国有林（大谷山国有林）や共有林となっている。砂留に沿って山道や石垣が数多く残される。砂留へは渓流に沿った登山道を通るルートの他に、上記林道大谷線から直接降りるルートも整備されつつあり、林道の入り口から約500mの位置で第3砂留、900mの位置で第4砂留、1.3kmの位置で第5砂留に降りる仮設の道がある。砂留間の移動は基本徒歩であるが、第1-第4砂留間は比較的登山道の道幅が広く、下り方向への移動ならMTBでも移動可能。堀町川東谷の渓流は第4砂留から上流側で掌を広げたように小さな渓流に分かれる。1番から6番までの比較的大型の砂留の周囲や上流には多数の小型の砂留があるが、両者には構造的特徴に明確な差がある。

### 堀町川本谷
堀町川東谷にに入らず、広島県道158号線をそのまま松永方面に進むと約200m程の場所に「大谷温泉わらび荘」の廃墟が左手にあり（後述）、そこを過ぎると左手に降りる未舗装路がある。その未舗装路で堀町川を渡り、道なりに山の斜面を登っていくと、300m程の場所に大谷池の半分ほどの大きさの「青笹池」がある。この青笹池の上流の堀町川本谷にも数基の砂留が存在する。堀町川本谷の砂留は調査が行われておらず、番号も付けられていない。堀町川本谷にも荒廃した山道が残っている。大谷本谷は上流で左右に分枝し、右側に進むと渓流に沿った工事用の仮設道路跡が100mほど続き、やがてＹの字型に配置された中型のコンクリート製砂防ダムが表れる。この渓流の左手斜面にもかつて山道が整備されており立派な石垣が所々に残っているが、あちこちで激しい土砂崩れが起きているために、山道は寸断されている。一方、左右分枝を左側に進むと、一回り小型のコンクリート製砂防ダムが連続して現れ、鋼製の半円形導水管で接続されている。この沢を500m程登っていくと、林道大谷線を超える手前に大型のコンクリート製砂防ダムがあるが、こちらへの山道も土砂崩れで寸断されている。

### 渓流C

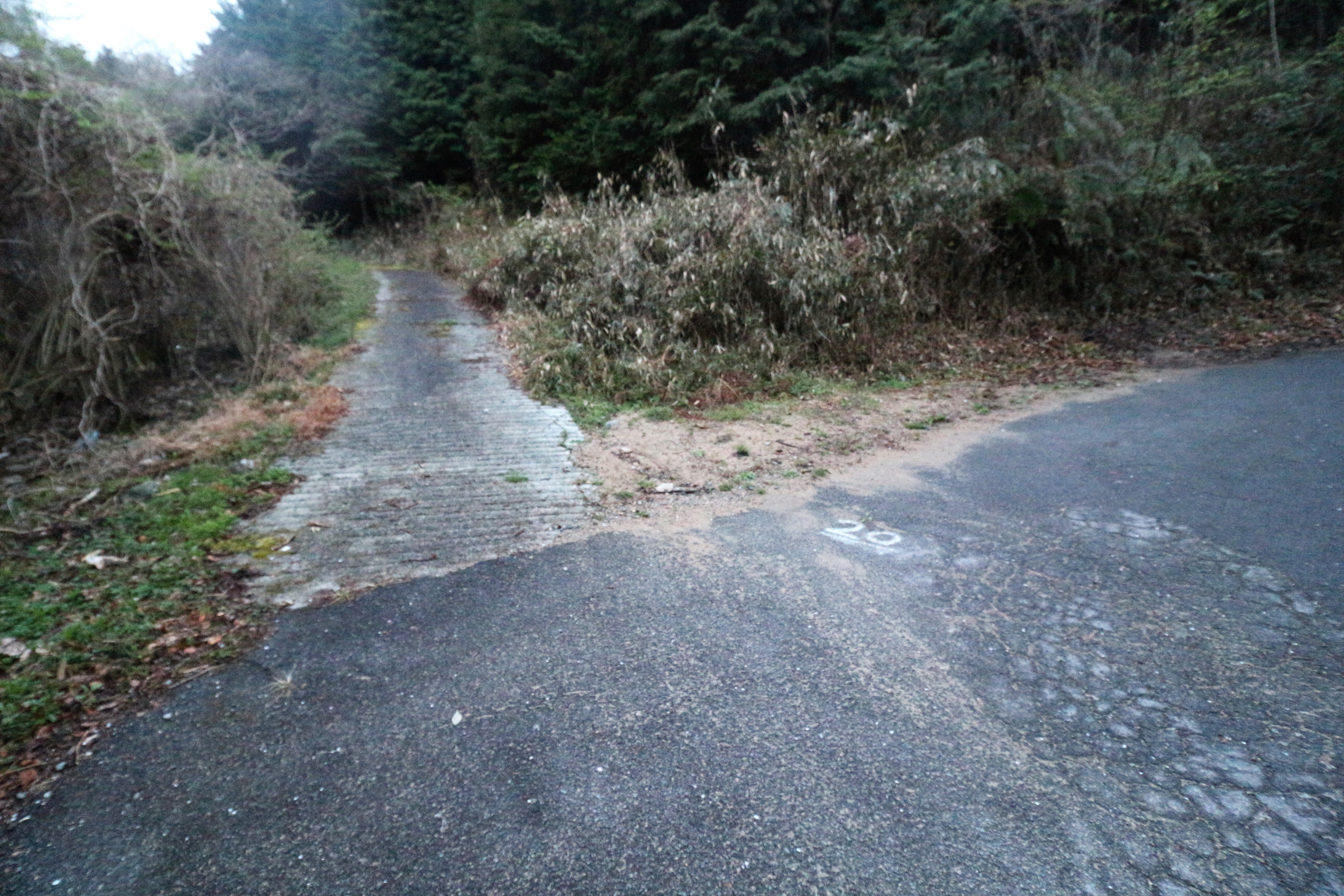
渓流Cの入口（左）

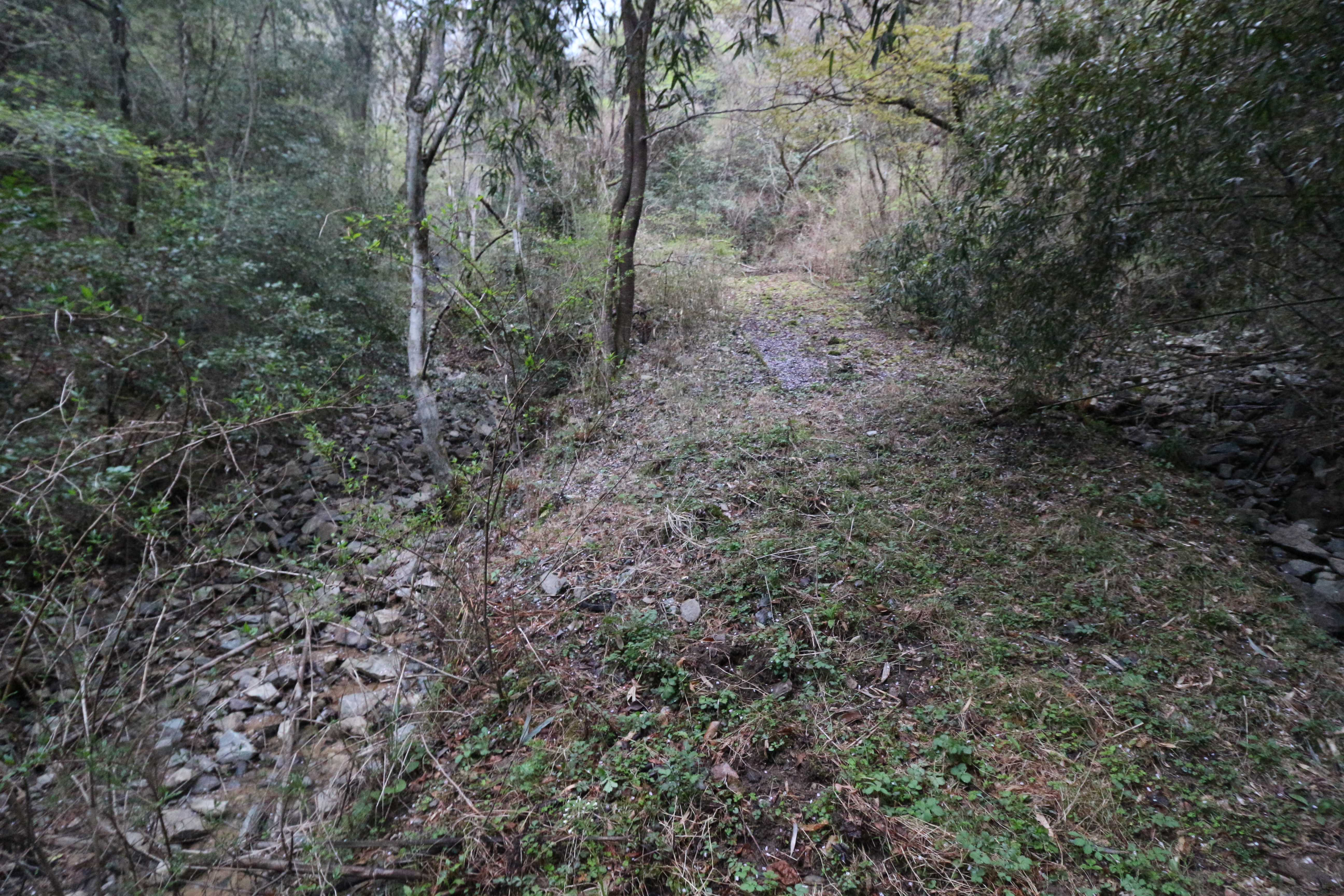
渓流Cの2基目の砂防ダムの上流で左右に係留が分かれる部分

堀町川本谷への分枝を超えて広島県道158号線をそのまま松永方面を進むと、県道は堀町川を橋で渡る。少し登った場所から左手にコンクリート舗装された枝道が県道から分枝しており、その県道に沿った渓流が渓流Cである。渓流Cの右側にも山道が残されている。昭和36年の絵図面には渓流Cに1つの砂留も描かれていないが、実際は小型の砂留が点在している。渓流Cに入ってすぐの場所に中型のコンクリート製砂防ダムが設置されており、その少し上流に小型の砂留が存在する。その小型の砂留の上流にはＹの字型に3基の中型のコンクリート製砂防ダムが表れる。山道は渓流の左右分枝の右側の渓流の左岸に沿って奥に続いており、Ｙ字に配置された中型のコンクリート製砂防ダムを過ぎると、奥に2基の小型の砂留がある。この2基の砂留を過ぎると、再び渓流が左右に分かれるが、右側の渓流は谷が狭く岩だらけの急斜面となっており、これ以上奥には砂留は存在しない。左側の渓流を進むと、さらに1基の砂留があり、ここで堰堤を渡って山道は渓流の右側へ移動する。更に上流側に進むと渓流は3分枝するが、右側と中央の渓流には砂留は存在しない。左側は未探査。またＹの字型の中型のコンクリート製砂防ダムの分枝を左側に進むと、その先の山道は途絶えており、その先は未探査となっている。

### 堀町川
堀町川には、下流側より順に、大谷池、堀町川東谷の合流部、ため池跡、堀町川本谷の合流部、渓流C合流部があり その後後県道を外れて山林の間を縫って遡上し「ため池B」に至る。絵図面には「ため池B」周囲に数多くの砂留が記載されているが、「ため池B」の少し手前に半場崩壊した小型の砂留が1つ残されているだけで、形状が保たれた砂留は残されていない。

## 主な構造物
※砂留の番号については基本的に下流側から番号が振られているが、まだ仮のものであり、今後変更される可能性もある。

### 堀町川東谷
| 砂留              | 堤高(m) | 堤長     | 水通しの幅 | 備考                          |
| ----------------- | ------- | -------- | ---------- | ----------------------------- |
| 1番砂留           | 5.49    | 26.3     | 10.1       | 巨石を使用                    |
| 2番砂留           | 8.60    | 35.9以上 | 17.8       | 左手が崩壊                    |
| 3番砂留           | 6.23    | 30.4     | 13.9       | 右手が崩壊                    |
| 4番砂留           | 13.93   | 36.2     | 14.9       | 江戸期では2番目に大きな堰堤高 |
| 5番砂留（ため池） | 5.98    | 17.3     |            | ため池として使用された        |
| 6番砂留           | 8.22    | 27.2     | 27.2       | 6番のみ全幅が石積構造         |
| 7番砂留           | 5.01    | 24.7     | 11.1       |                               |

#### 大谷1番砂留
標高130m、渓谷の入り口から約200mの距離にあり、登山道の左側に位置する。岩盤上の築かれている。下段には幅2m、高さ2.4mの巨石も使用されている。全高の3/4程度までは階段状の鎧積みで上段は比較的小さな岩を積んた壁面石積み構造（石壁堰堤型形状）でおり、後年にかさ上げ工事を受けたと考えられている。道なりに進むと2番砂留の下に到着する。

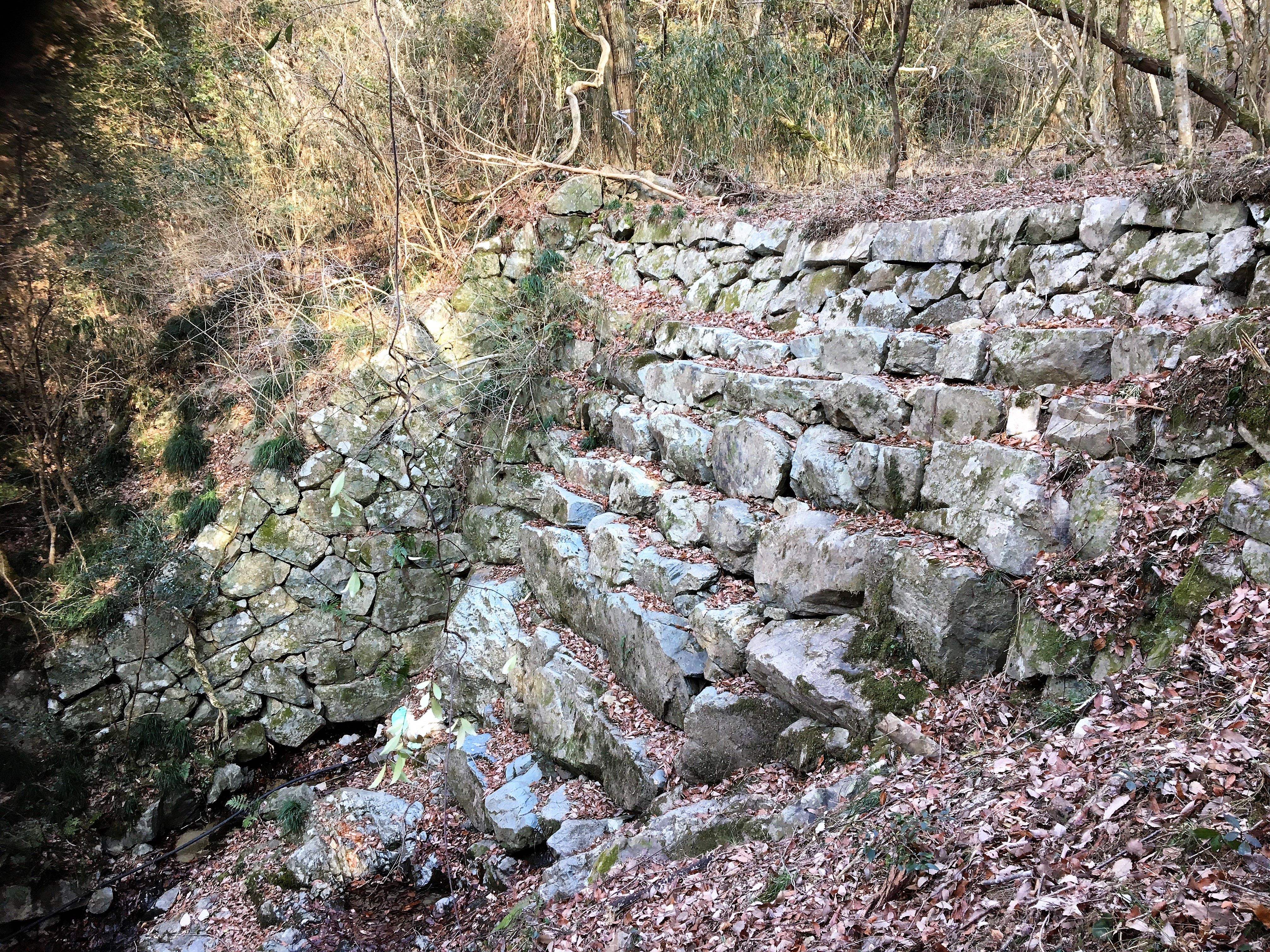
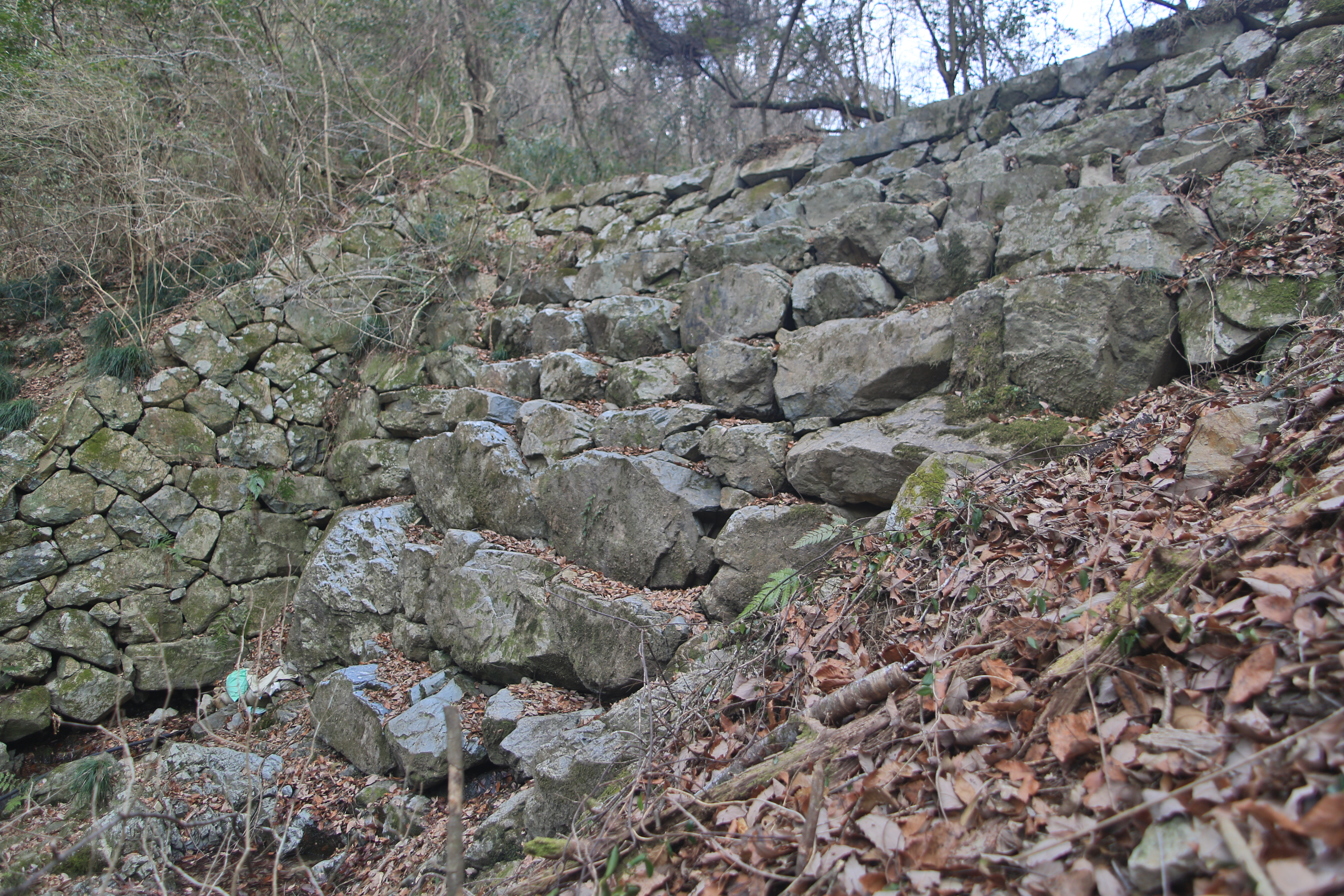
下部が鎧積み、上部が壁面石積み
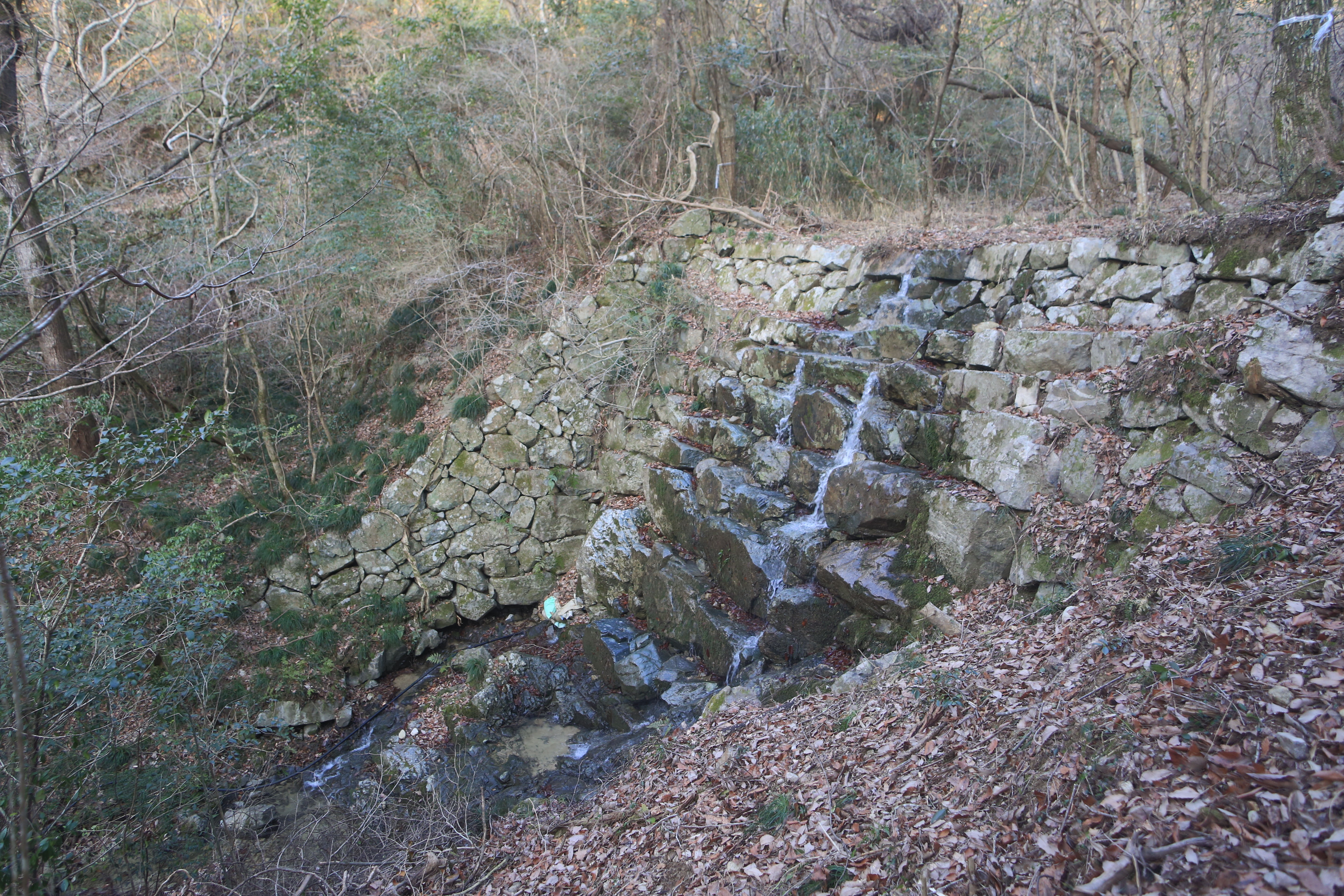
降雨後
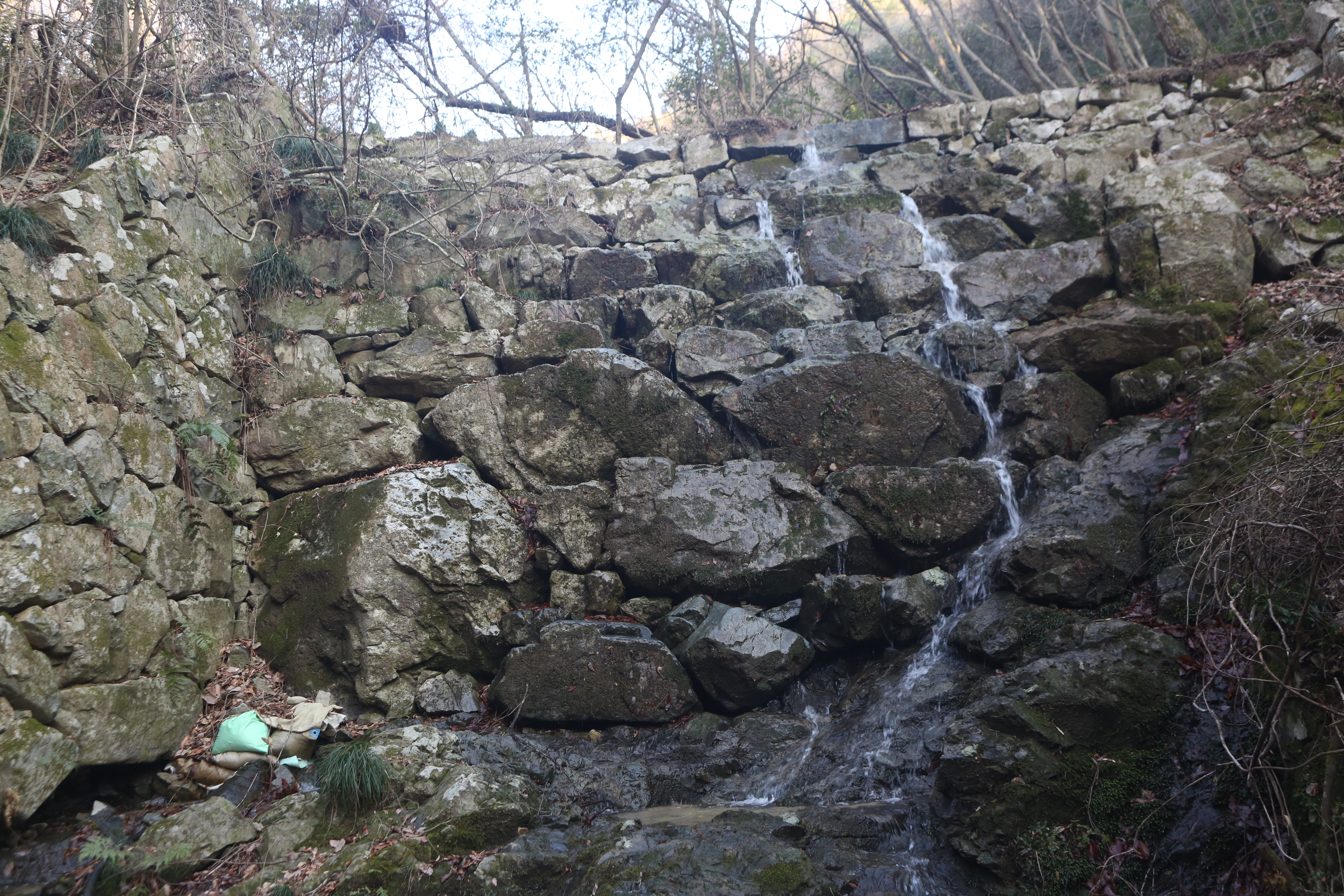
左下が巨石

#### 大谷2番砂留
1番砂留より80mほどの標高140mほどの場所にある。岩盤上の築かれ、壁面石積み構造。1番砂留よりも大規模な砂留であるが、左側の堰堤が大きく崩壊しており、下流側には崩れた岩が多数転がっている。また渓流は崩壊部分を流れている。2番砂留の下には小型トラックのタイヤが残されており、かつてここまでトラックが作業のために入っていたことが想像される。ここから3番砂留へは2番砂留の右側の斜面を登る。2番砂留を過ぎて直ぐに登山道は砂留の堰堤のような場所を渡り右手側が砂溜まりになっている場所があるが、下流側の石垣の大部分が渓流による浸食のために失われており、上流側の石垣と下流側の第3砂留側の石垣しか残されていない。

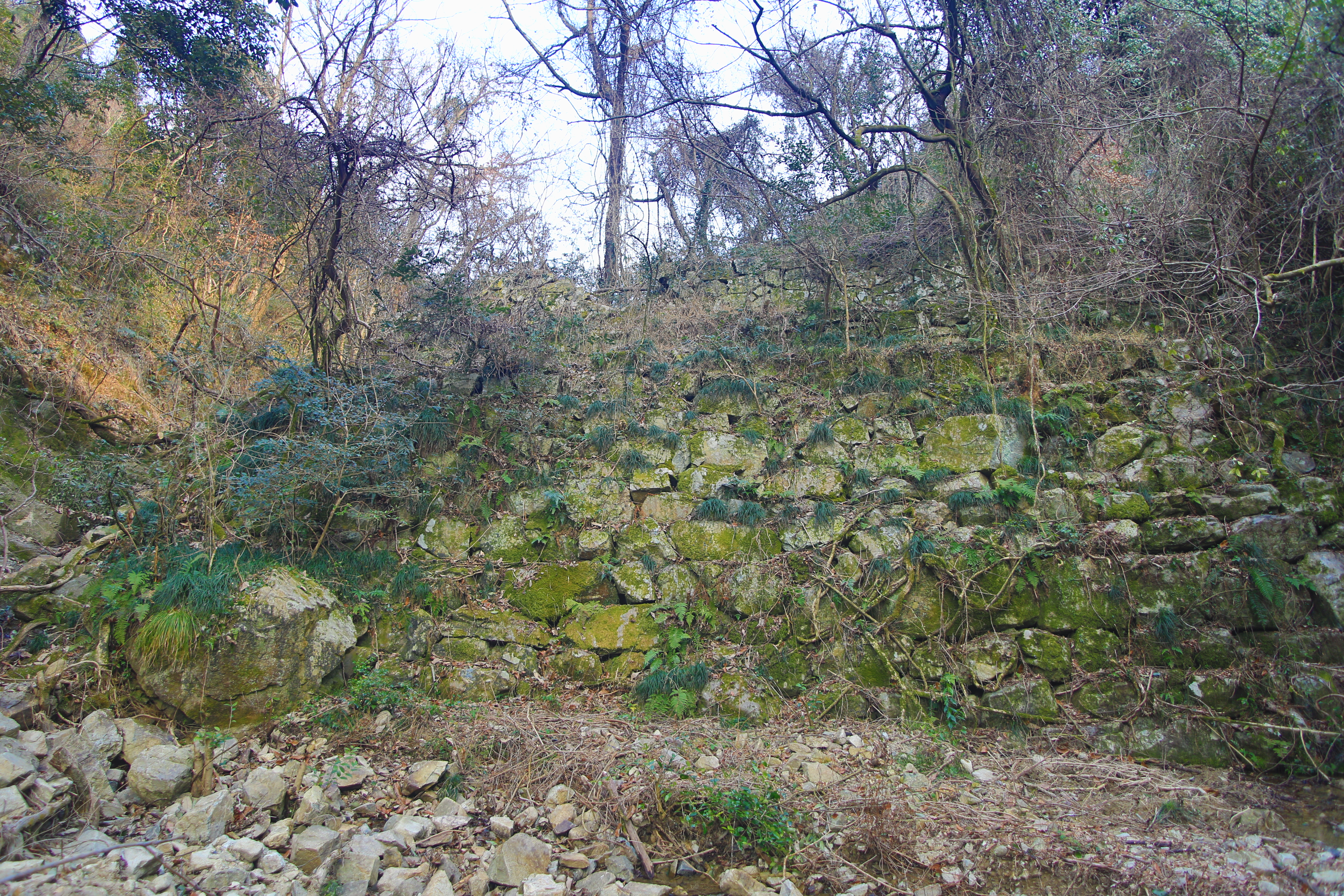
右岸側が大きく崩壊している
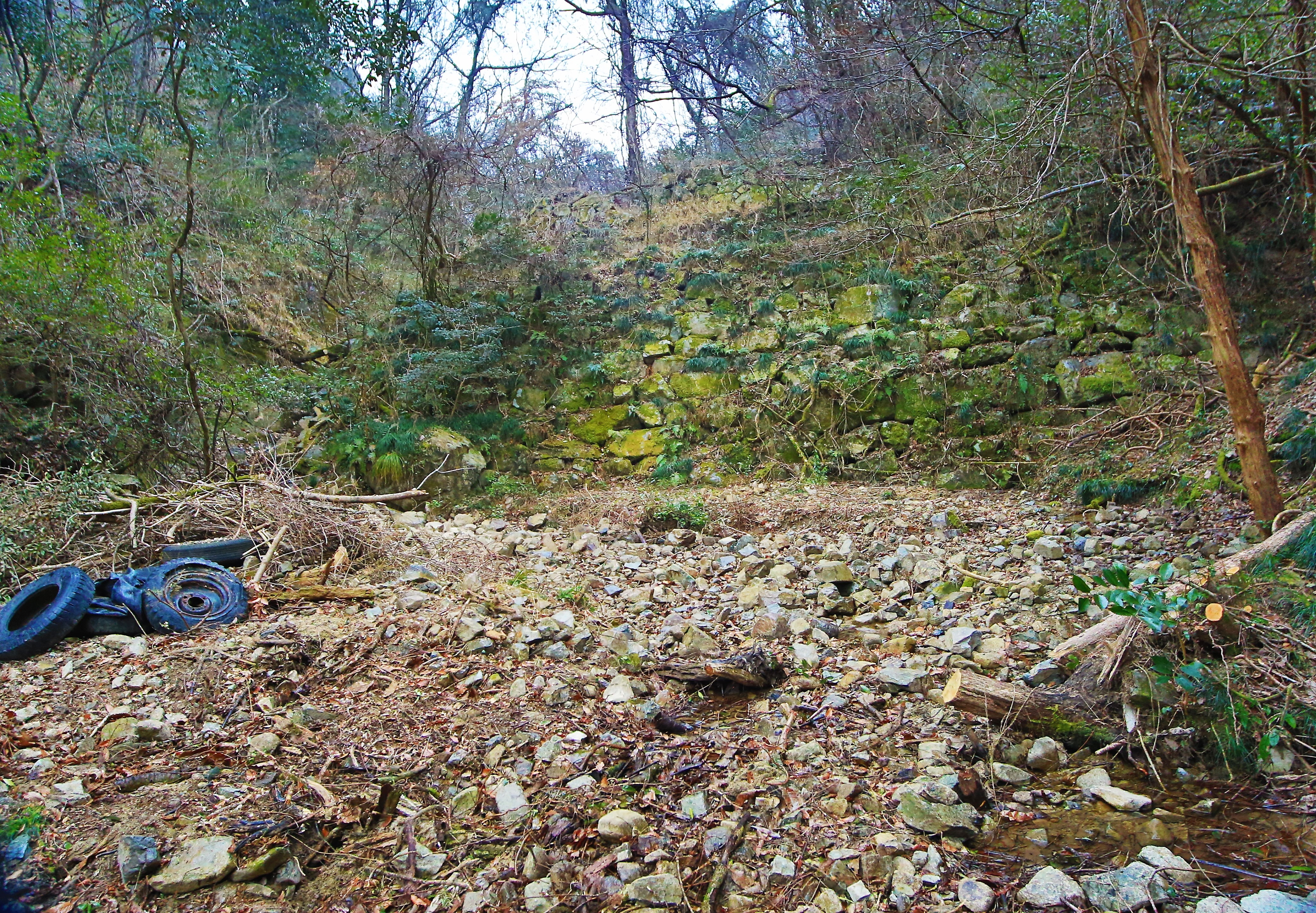
トラックのタイヤと砂留
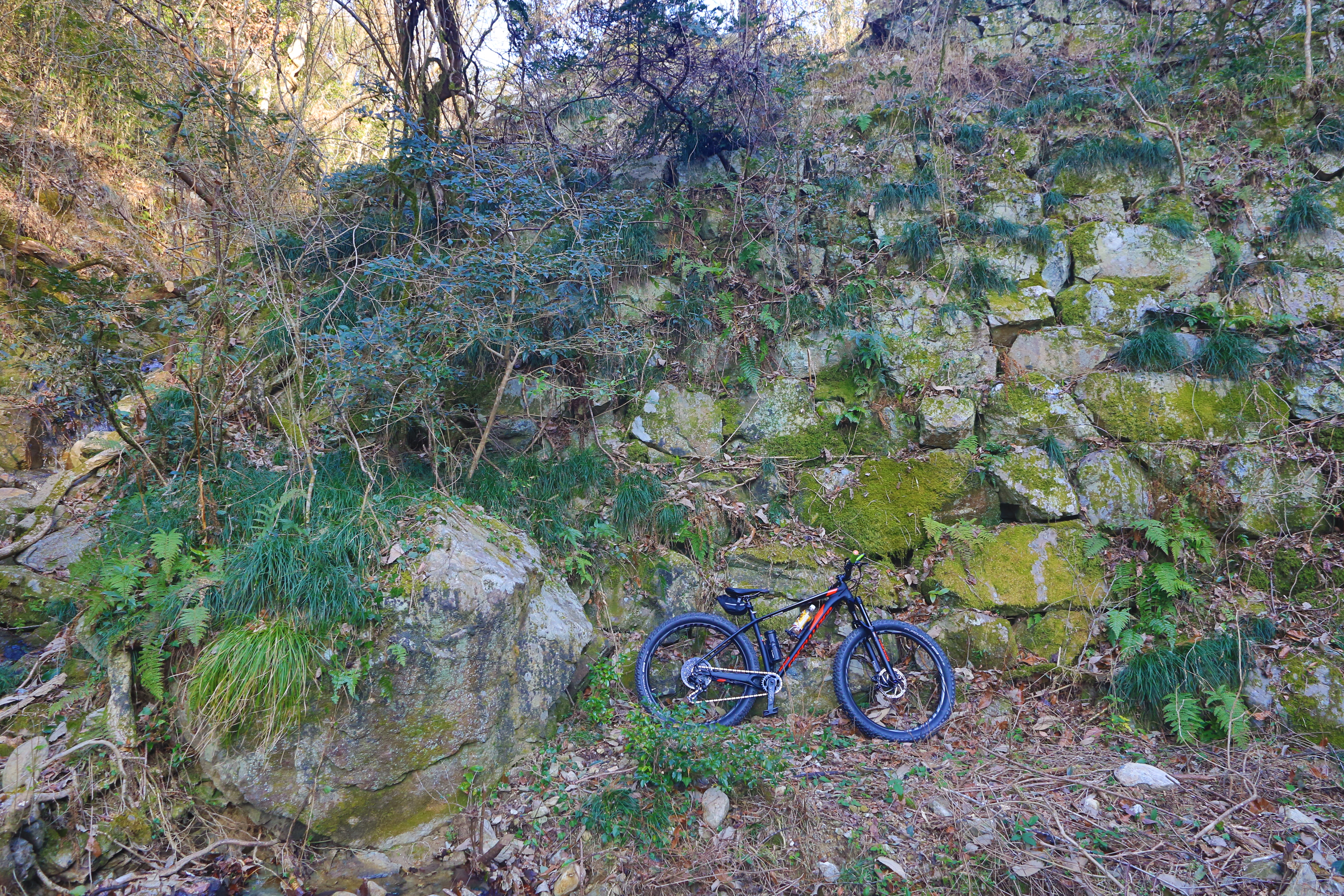
2番砂留の巨石

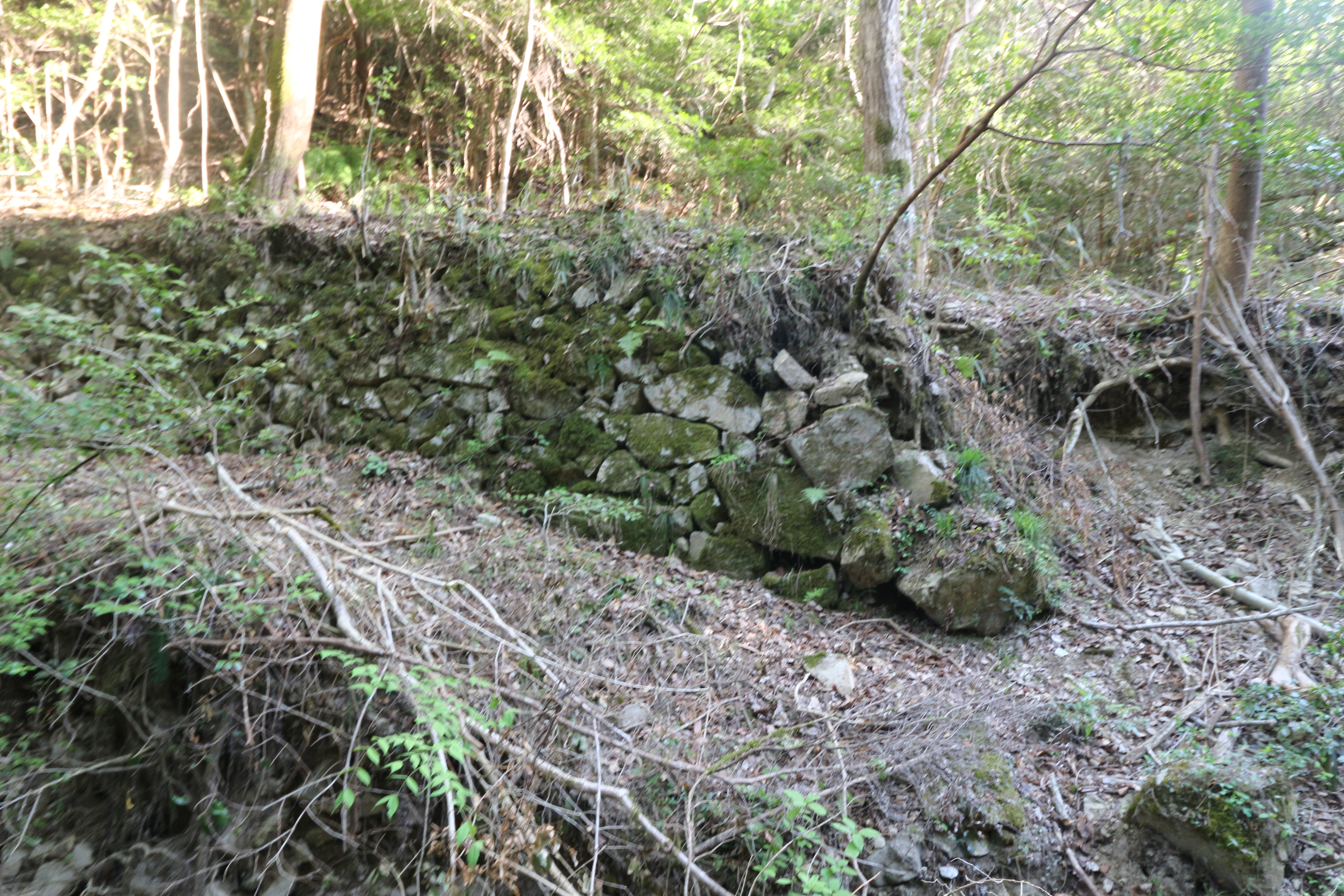
下流側の石垣は渓流に削られ、多くが失われている

#### 大谷3番砂留
標高180m、2番砂留より200mほどの場所にある。階段状に5段に石垣を積み上げた壁面石積み構造をしているが、右側が側方からの土石流によって一部崩壊している。第3砂留にも巨石が使用されている。地元の有志によって「林道大谷線」から直接3番砂留に降りれるように、斜面が開墾処理されている。3番から4番砂留への登山道は保存状態が良く道幅も広い。

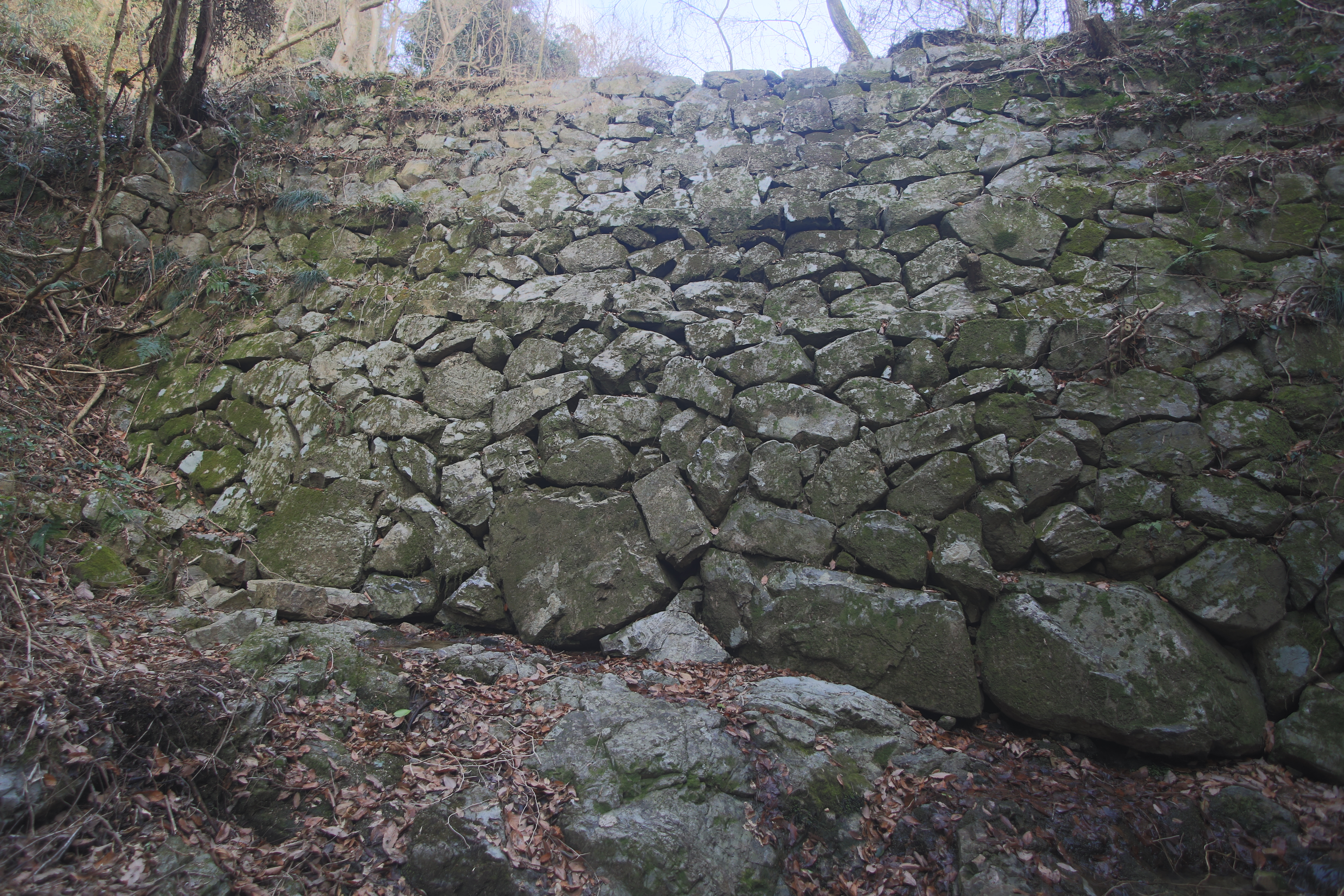
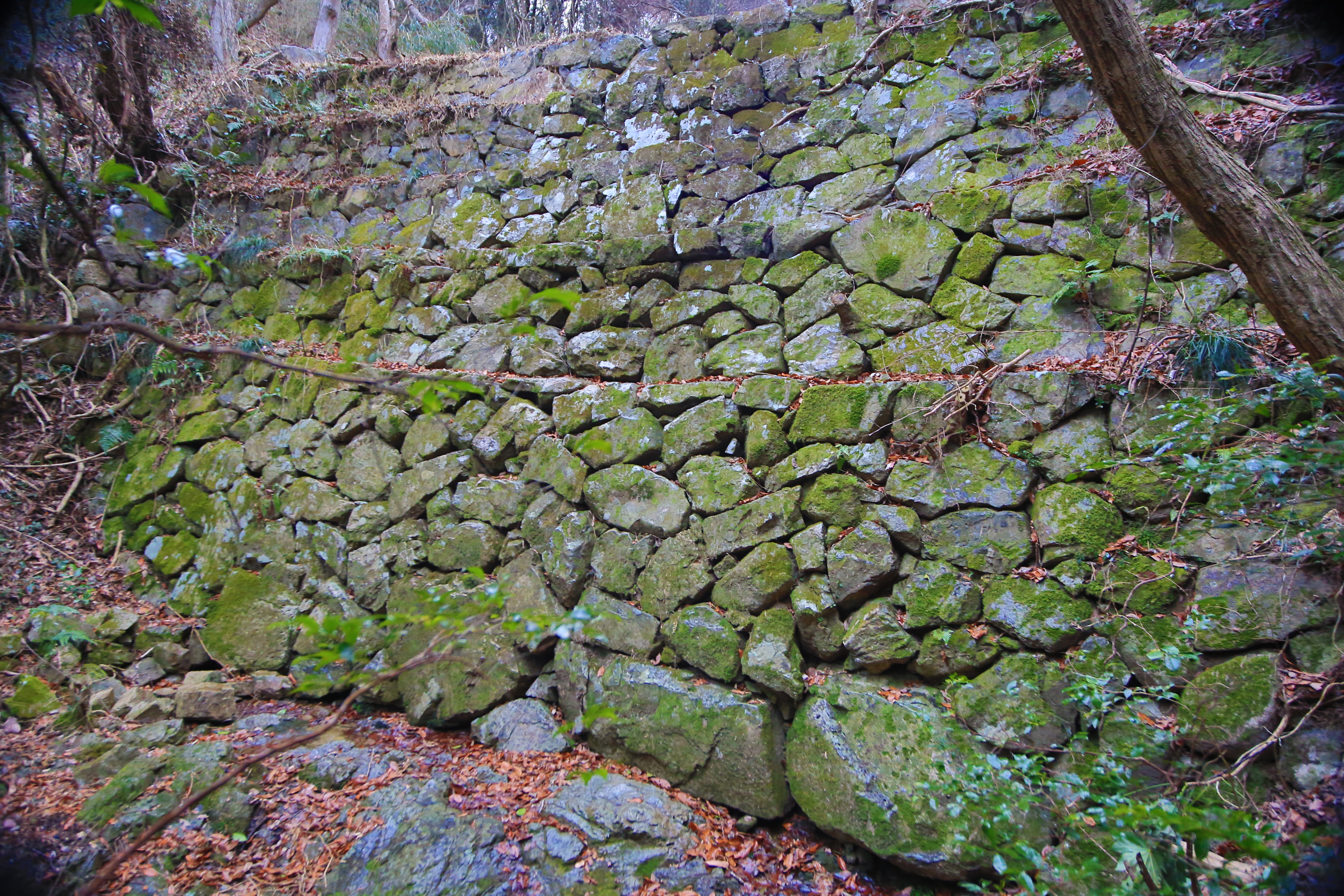
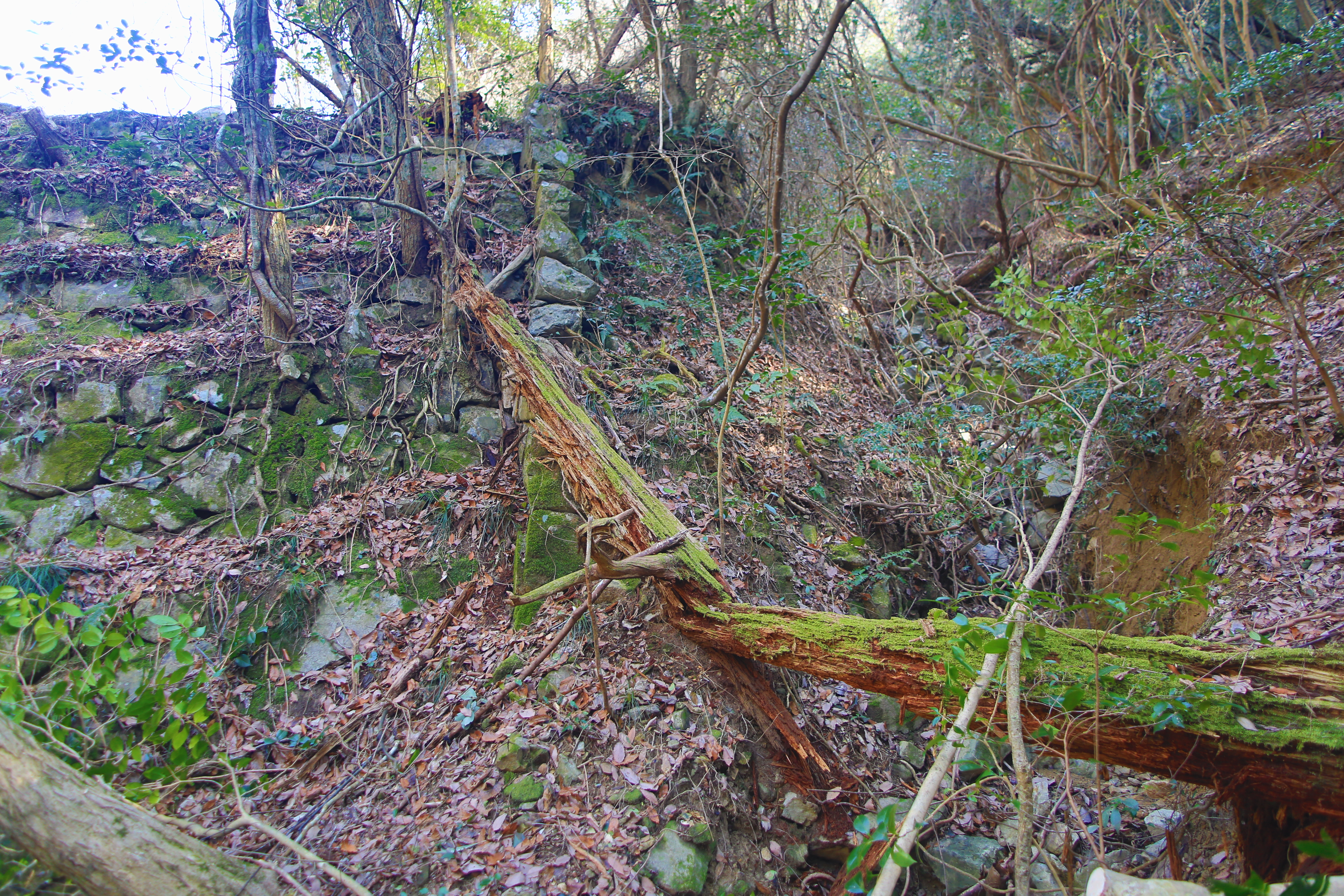
崩壊部分
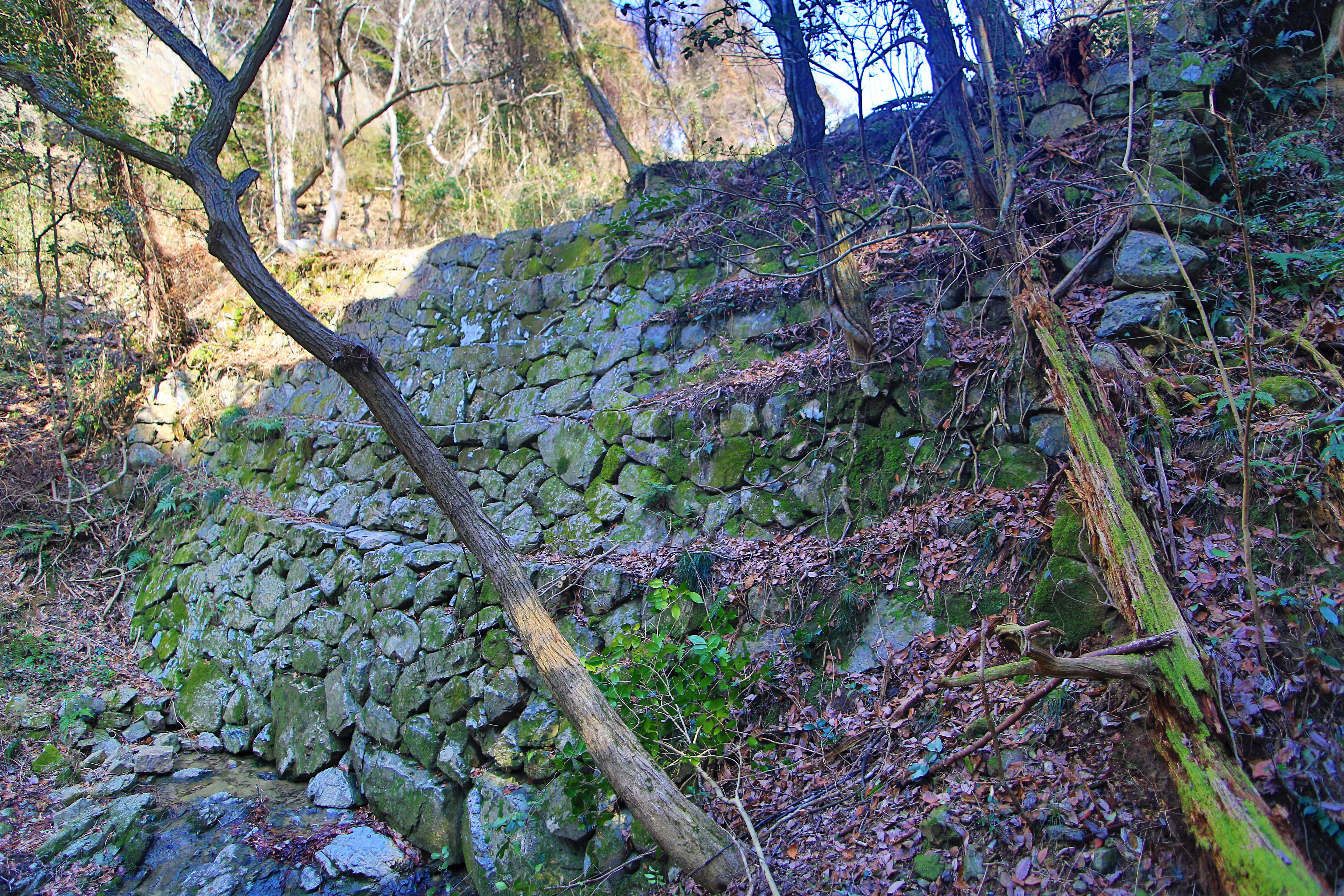

#### 大谷4番砂留
北緯34度30分28.9秒 東経133度16分13.2秒 / 北緯34.508028度 東経133.270333度座標: 北緯34度30分28.9秒 東経133度16分13.2秒 / 北緯34.508028度 東経133.270333度
3番砂留から300mほど、標高220mの場所にある。下部は鎧積みで、上部は石壁堰堤型形状。後年にかさ上げ工事を受けたと考えられている。大谷砂留で最も高低差のある砂留で、高さ13.45m、堤長36.2m。地元の住人は単に「大砂留」と呼んでいた。ここも地元の有志によって「林道大谷線」から直接4番砂留に降りれるように、斜面が開墾処理されている。また、この付近の「林道大谷線」の東斜面に、別所砂留の10番砂留付近に繋がる仮の歩道が整備されている（別所10番砂留まで110m)。4番砂留の上は腰あたりまでの草が茂っており、砂留の右側は登って行くことはできない。これより上流側は、堰堤を渡って砂留の左岸に移動して渓流の流れに沿って登る。渓流は途中で90度方向を変えて狭い渓谷となり、渓谷の右側の狭い獣道を通って5番砂留に至る。なお90度方向を変えずそのまま真っすぐ渓谷を登ると、しばらく険しい山道が続いたのちに標高300m前後の場所で、高さ1.5mほどの小さな砂留が5基纏まって存在する広場に出る。その後この渓流は平成5年に設置されたコンクリート製土管によって林道大谷線を南に超えてU字溝となったのちに再び沢となり、その後シダの茂った藪に終わる。

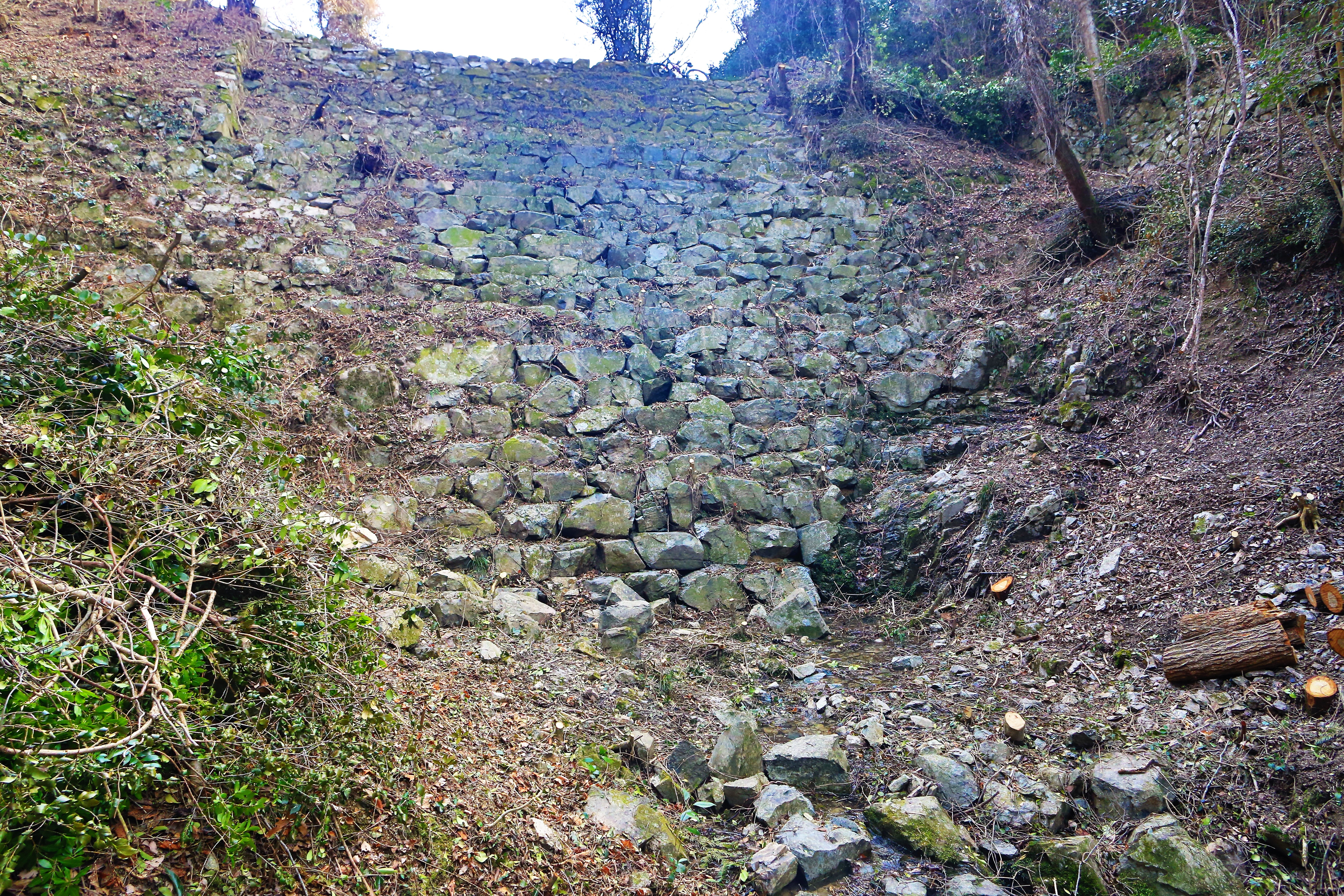
正面
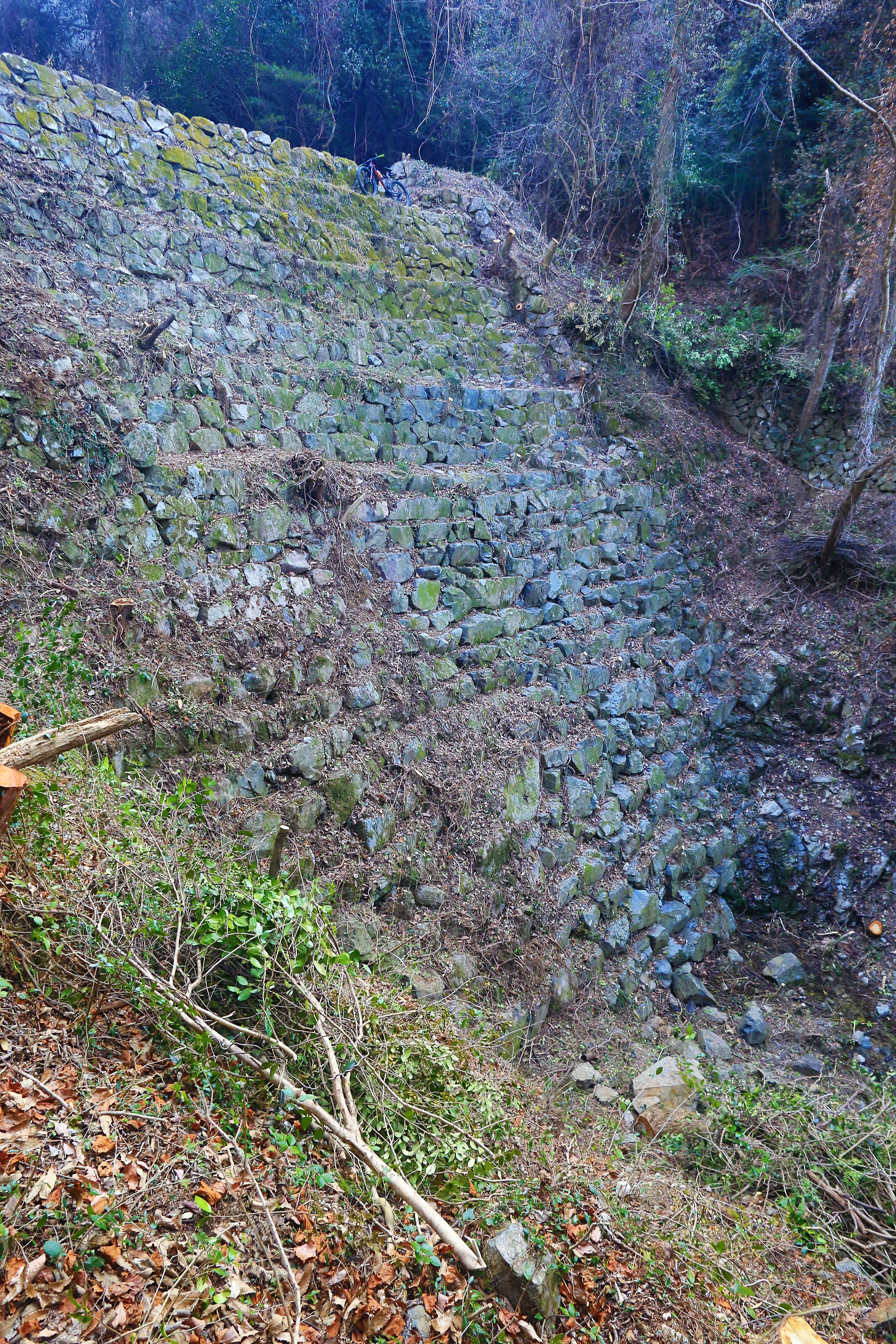
左手より
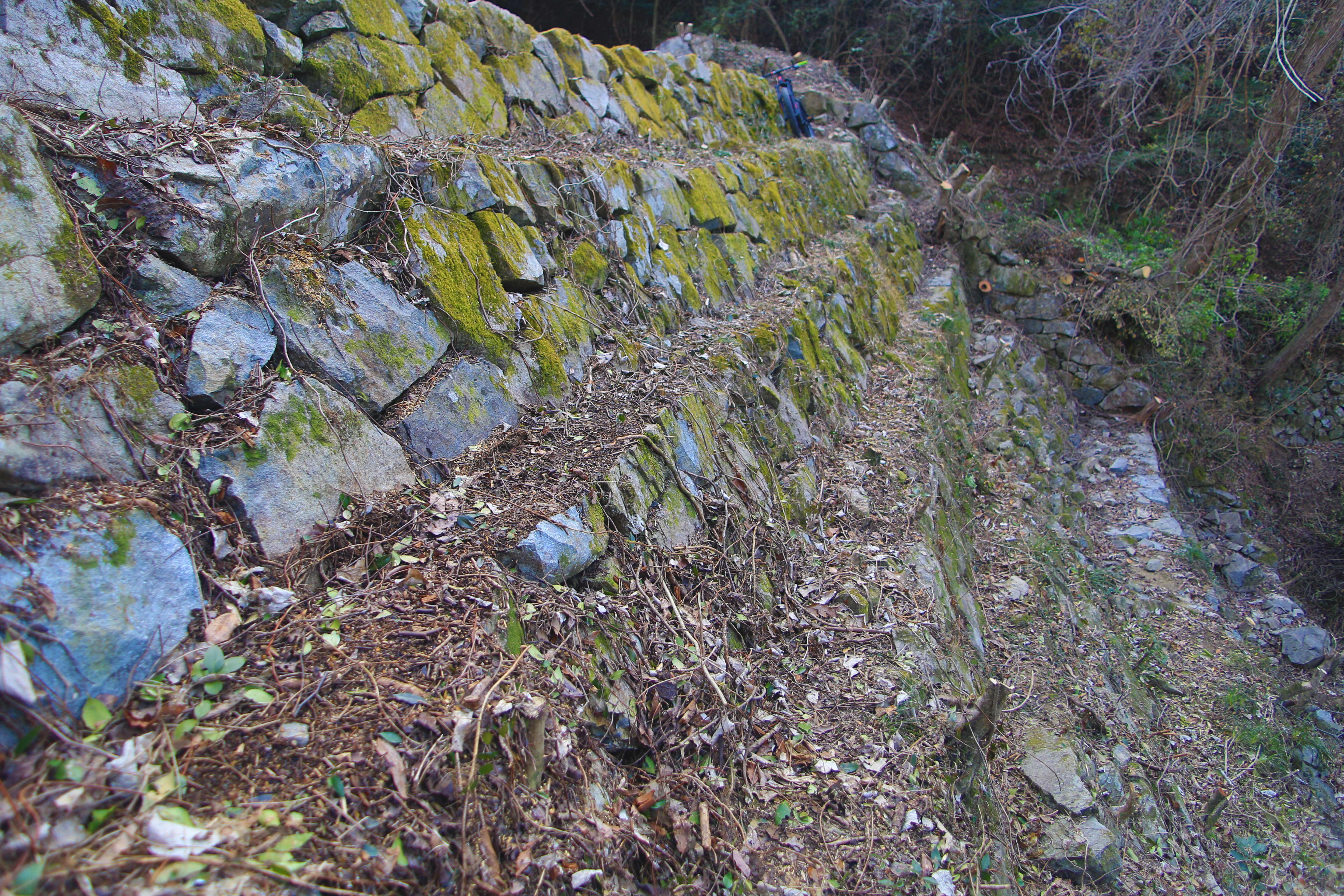
上部は石壁堰堤型
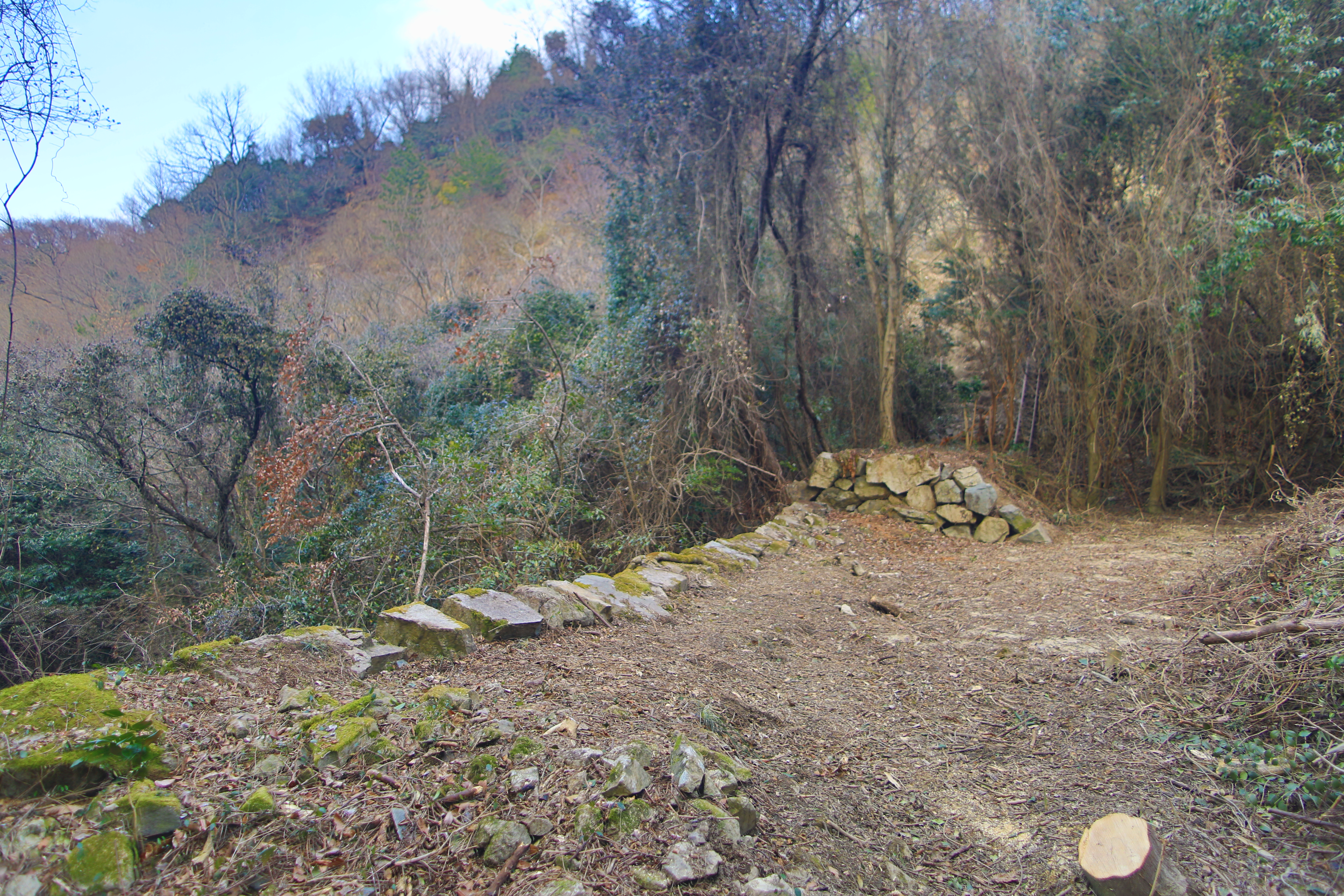
第4大谷砂留の上側
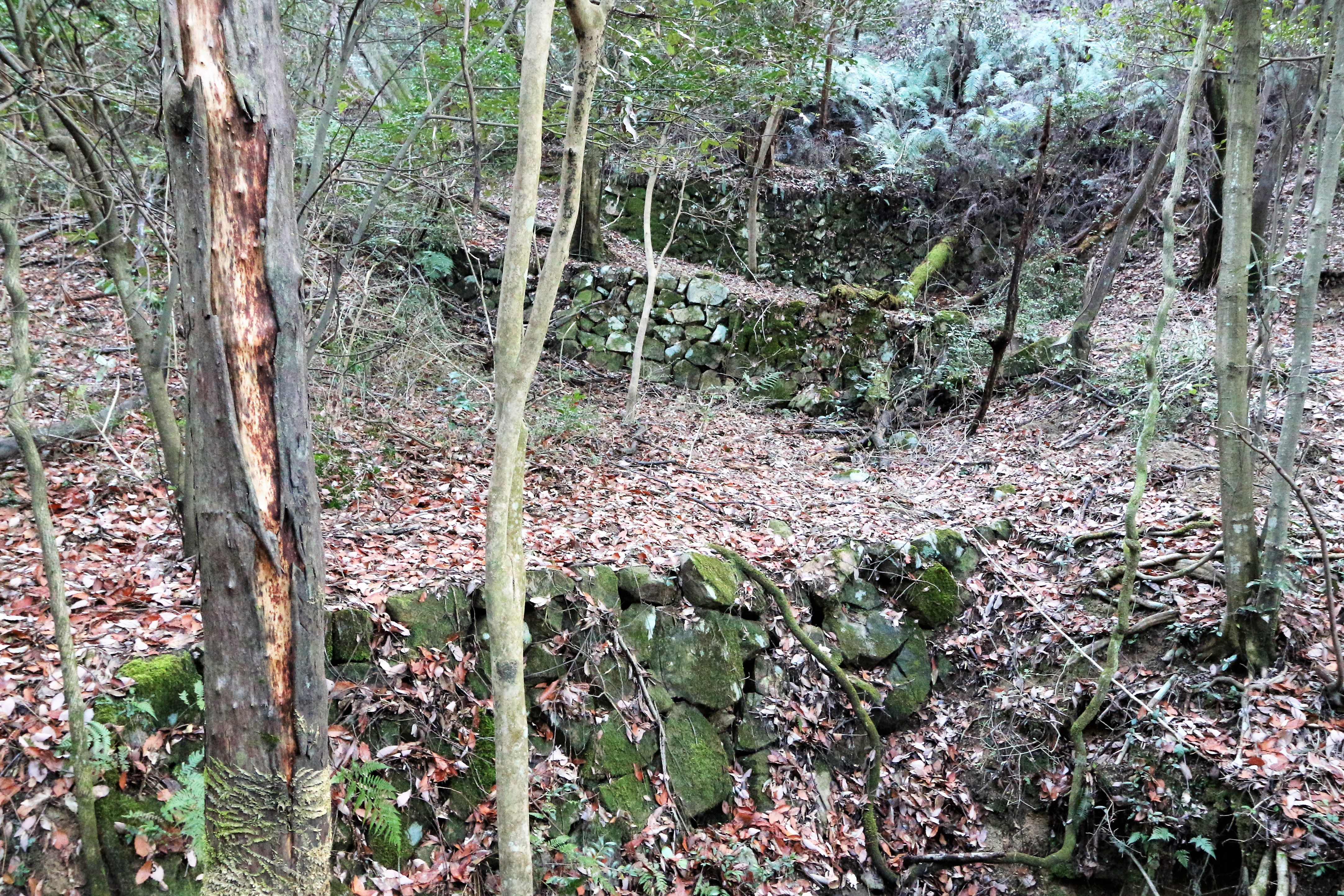
奥に存在する3段の砂留

#### 小型の砂留
この砂留は渓流が向きを変える場所から、少し上った場所にある。高さ2m程の小規模の砂留で、大きさのそろった石を積み上げて造られており、当時の形状を保っている。「モデル治山治水大谷山観光森林公園圖」には記載されていない。また、この砂留から「ため池」までの間に、複数の崩壊した小規模の砂留（無名）が存在する。

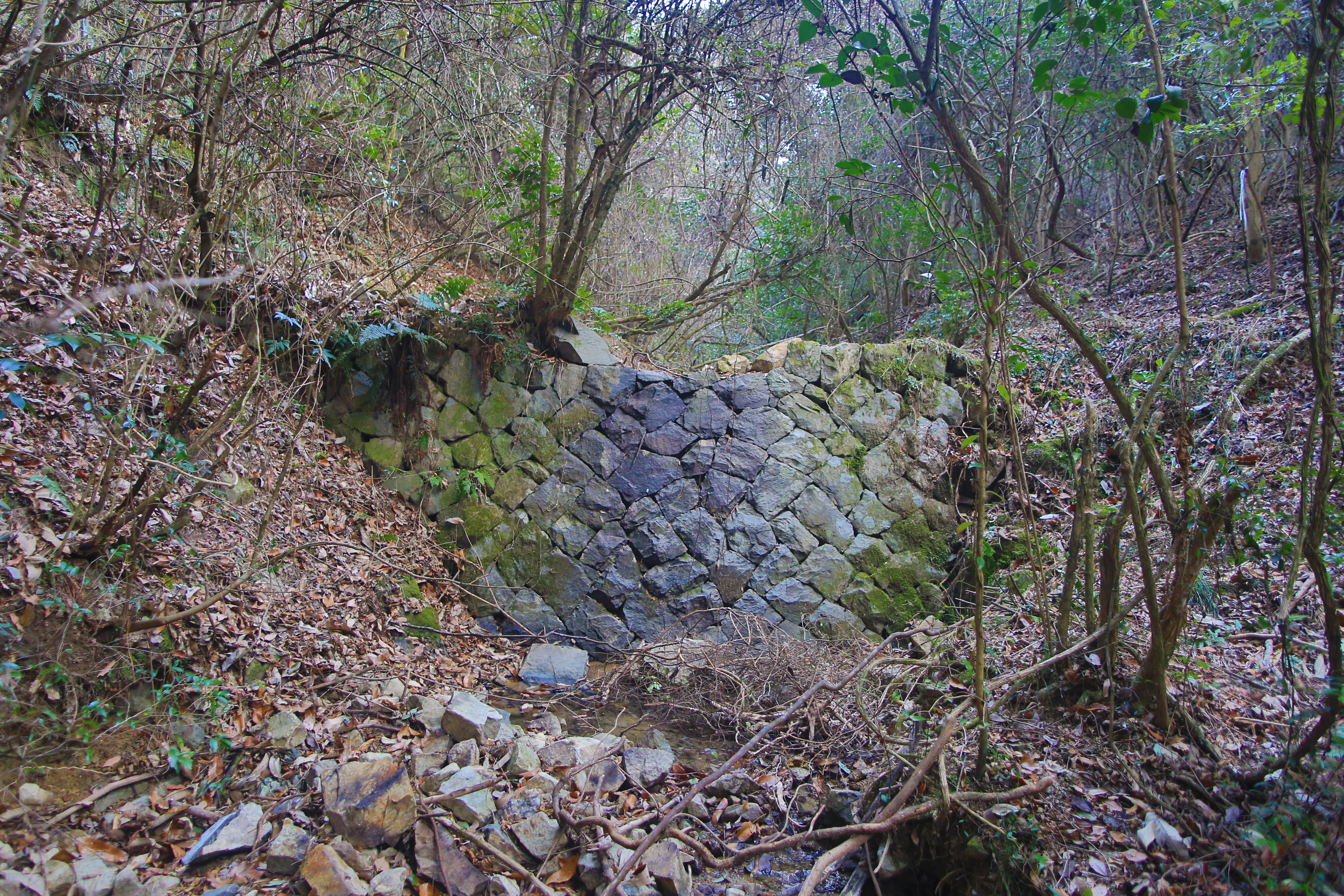
正面
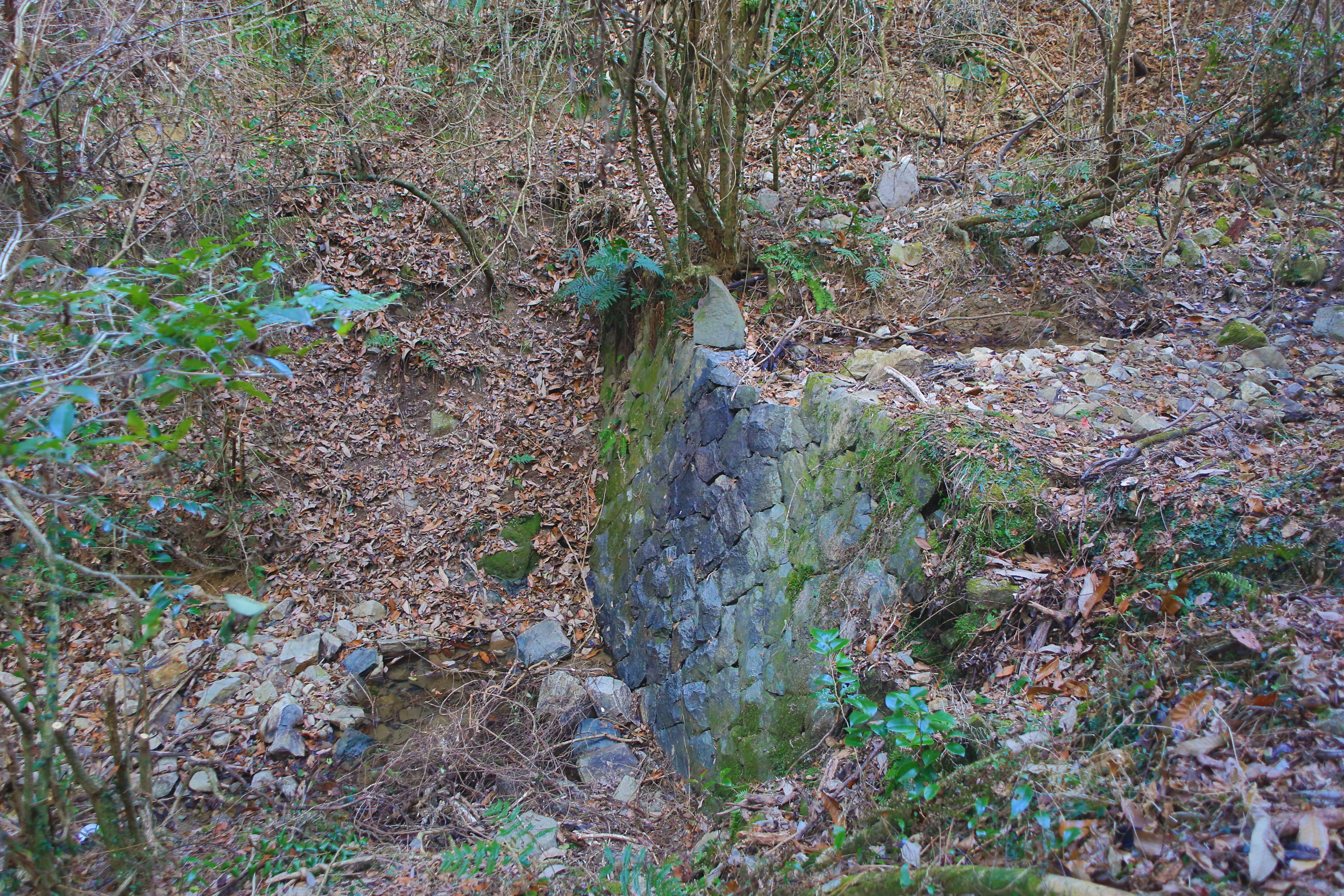
右側より
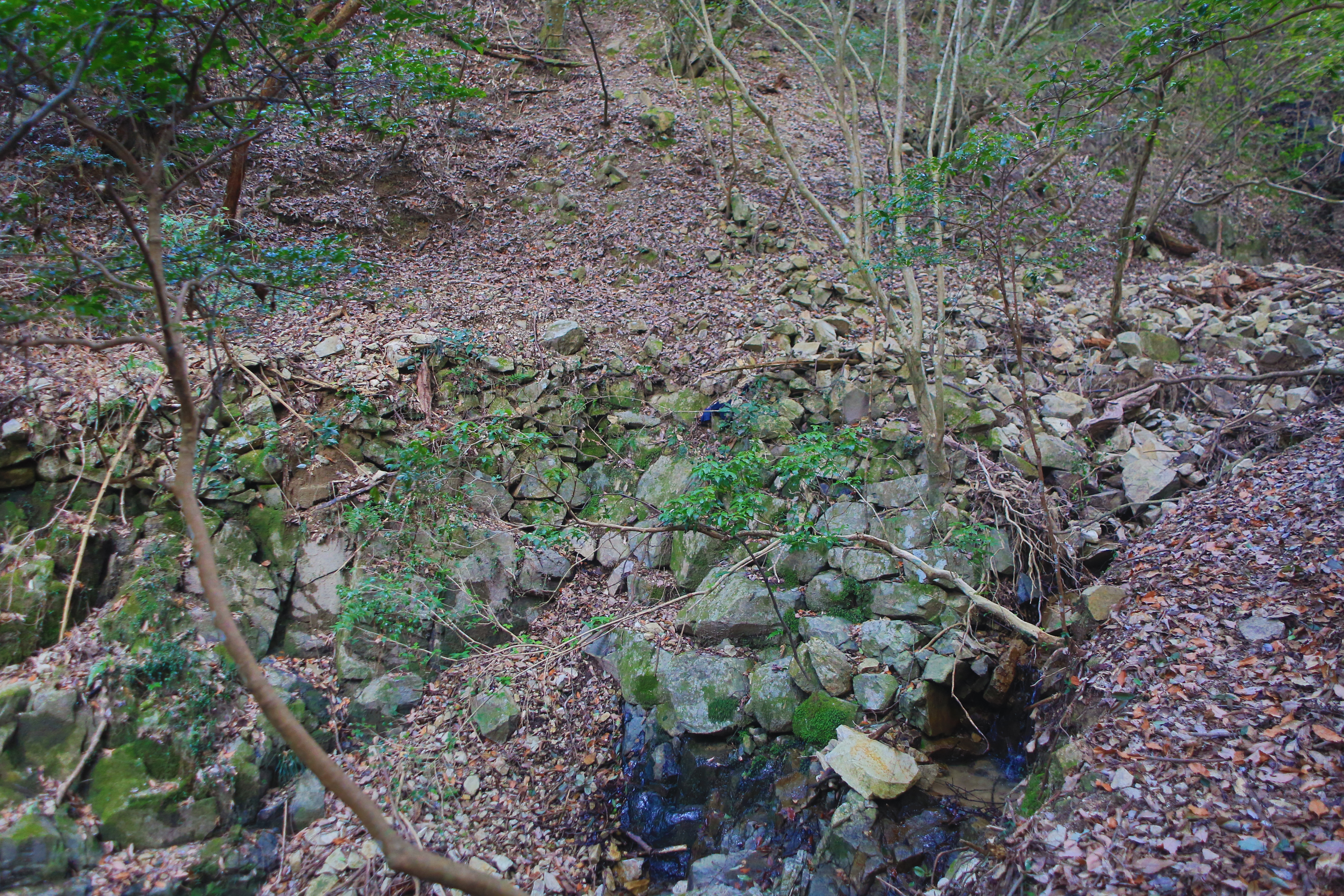
この砂留の後方にある、番号が振られていない砂留 少し崩壊している
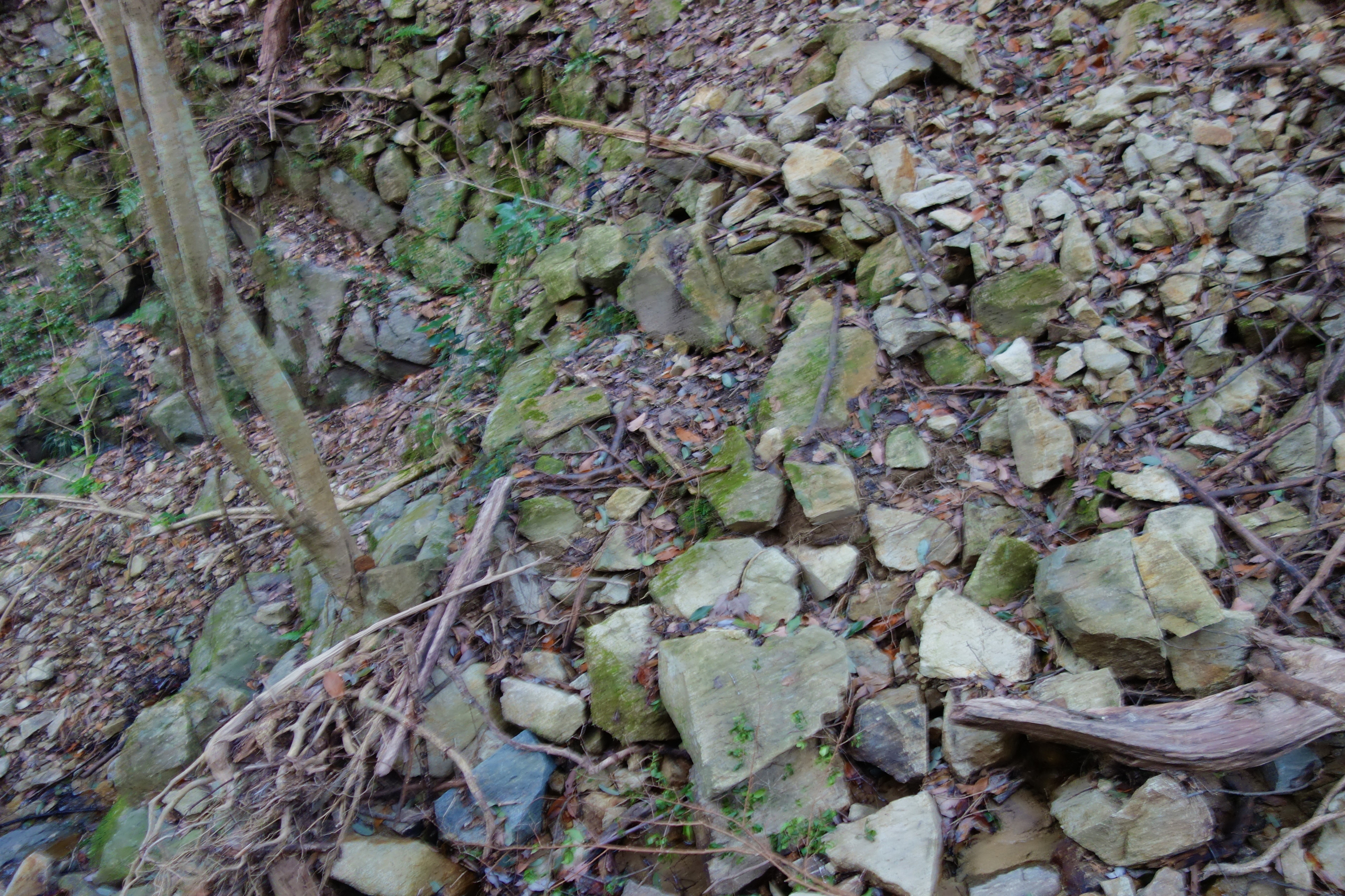
この砂留の後方にある、番号が振られていない砂留 大きく崩壊している

#### 大谷5番砂留（ため池跡）
上記の小型の砂留の奥にあり、渓谷の中に堤防を築いて円形の「ため池跡」がある。堰堤の下部は鎧積みで上部は土塁になっている。堰堤も他の砂留と異なり、アーチ式ではなく円形になっている。池の中には丸太と針金で造られた構造物が遺残しており、比較的近世まで貯水施設として使用されていたことがうかがえる。「モデル治山治水大谷山観光森林公園圖」にも記載されている。堰堤の上は通路になっている。渓流はため池の左側を流れてから2方向（左手側と上側）に分かれ、それぞれに6番、7番砂留がある。

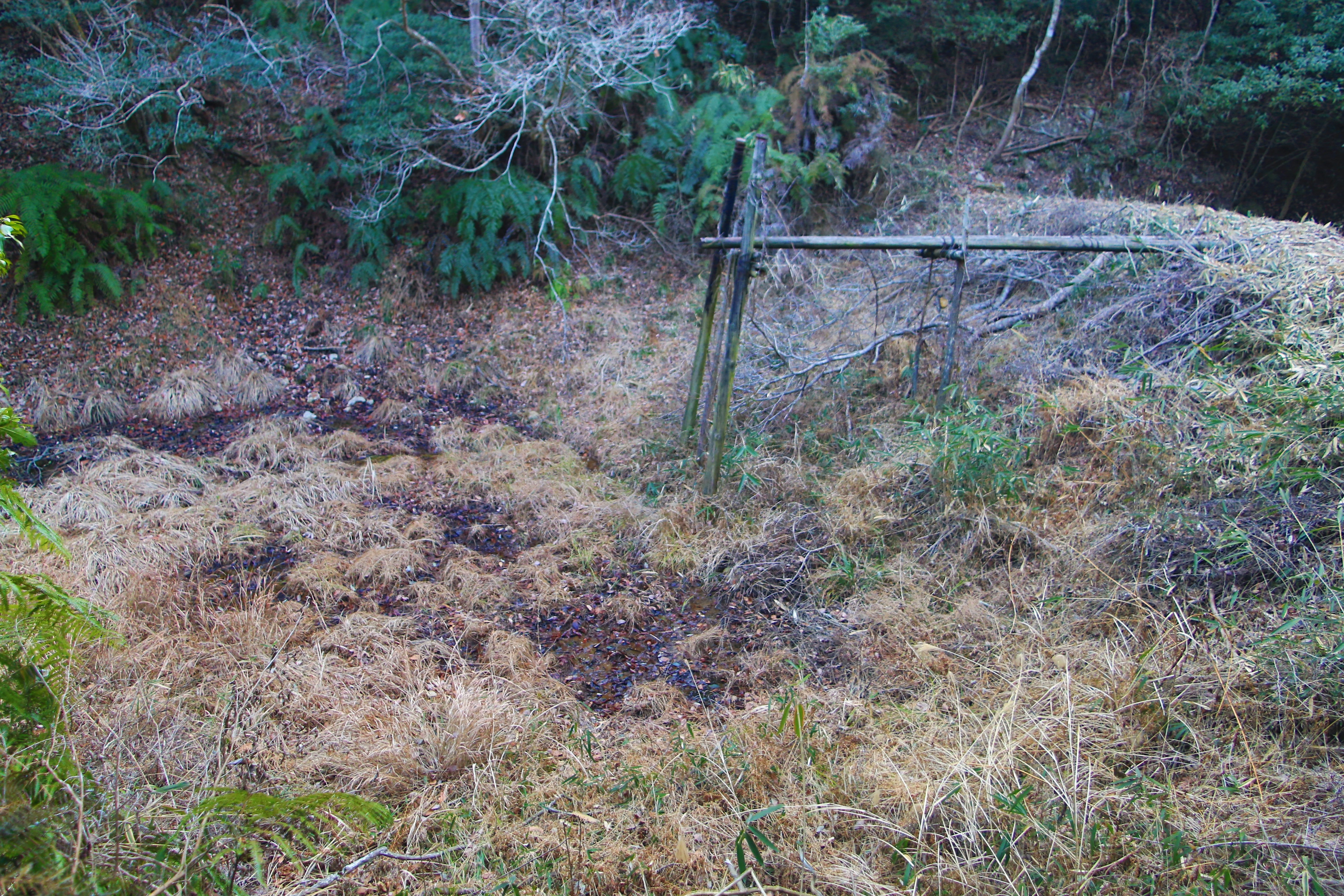
中央に残る木造の遺構
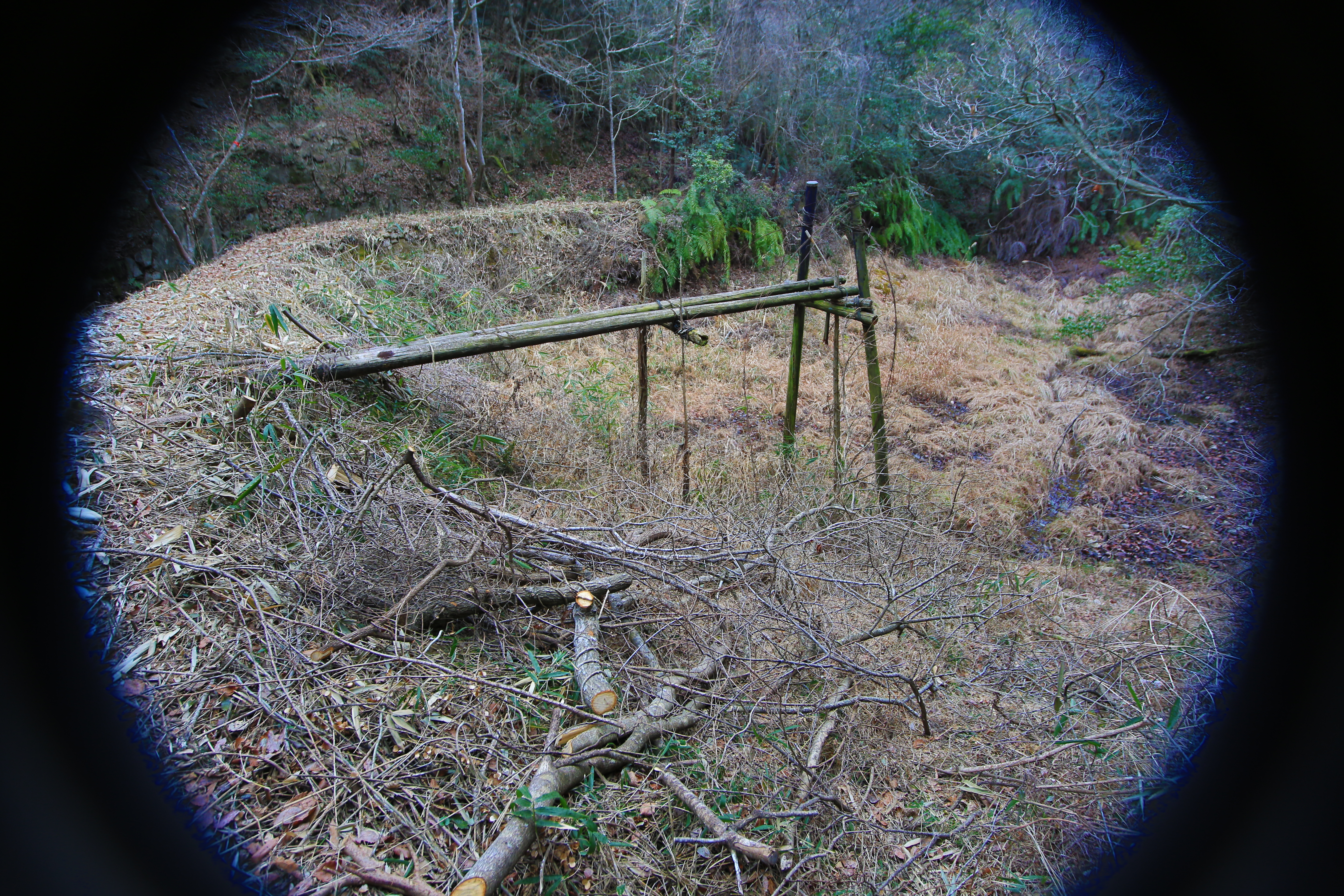
同右側より
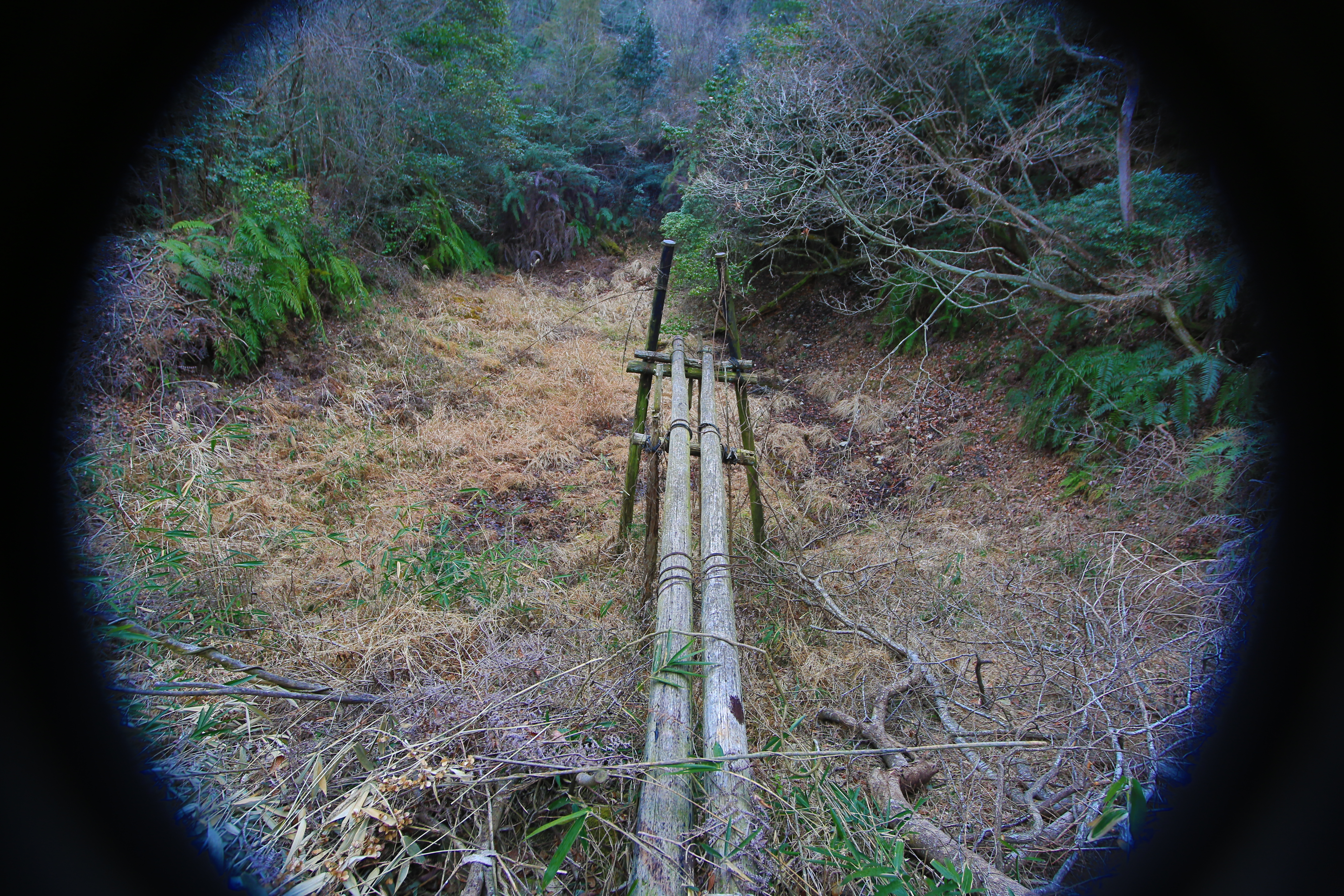
円形の「ため池」類似の構造
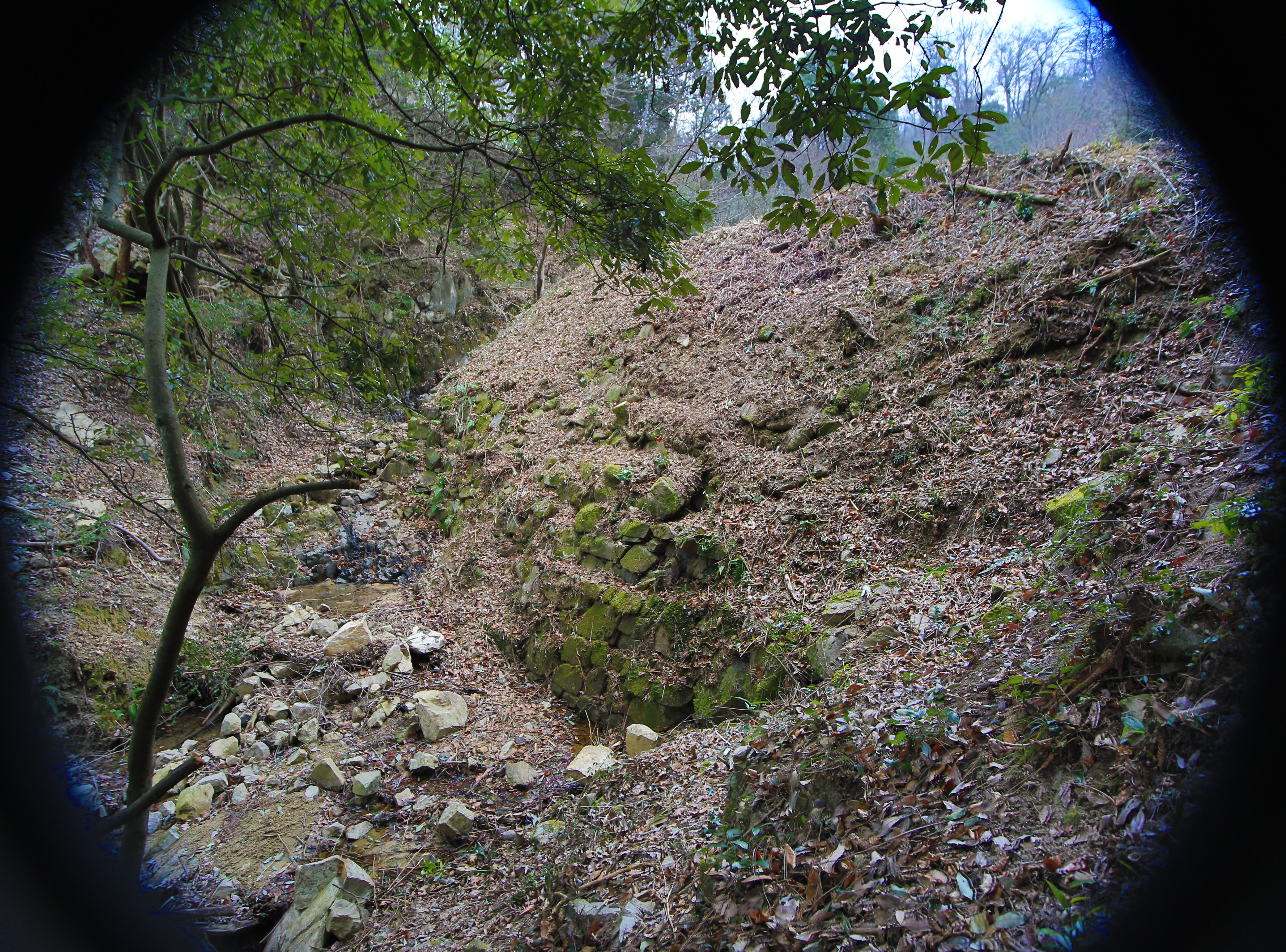
下側は鎧積みの石垣

#### 大谷6番砂留
北緯34度30分18.8秒 東経133度16分18.2秒 / 北緯34.505222度 東経133.271722度
上記ため池の左側を流れる渓流に沿って登った場所に存在する大規模な砂留で5段の石壁堰堤型形状。堀町川東谷の大規模は7基の砂留のうち唯一全幅が石積になっている。標高280m。空が大きく開けており、開放感がある。左岸は「林道大谷線」に面しており、「林道大谷線」に登ることが出来る。6番砂留の上流側に進むと、近世になって作られたコンクリート製治水設備があり、直径1m程のコンクリート製の土管によって林道大谷線を超え、渓流は更に南に続いている。また6番砂留から「林道大谷線」を20mほど登ると、ほぼ土砂に埋まって堰堤上部の50cm程しか露出していない3基の砂留が、南側の沢に連続して存在する。

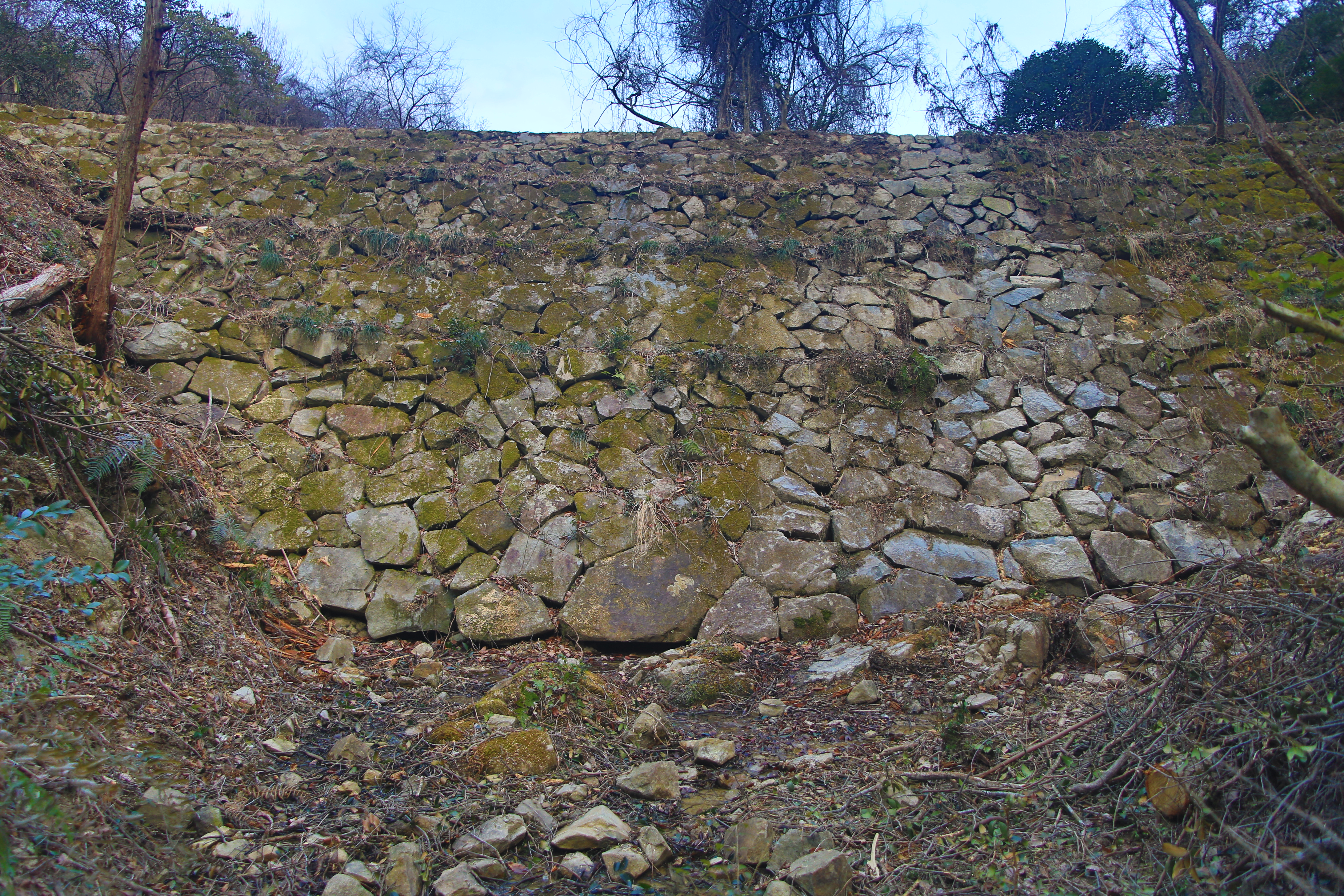
正面
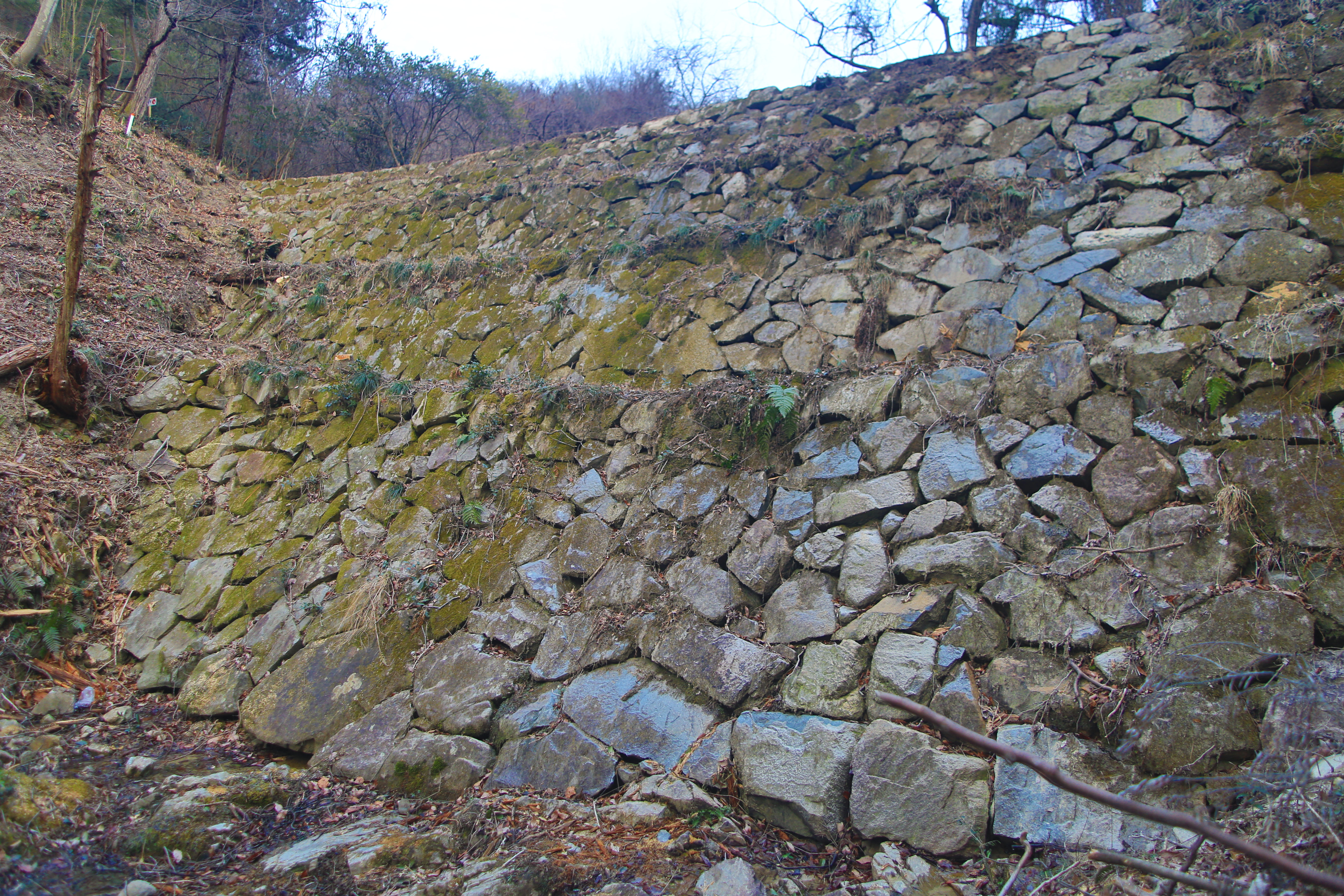
左から
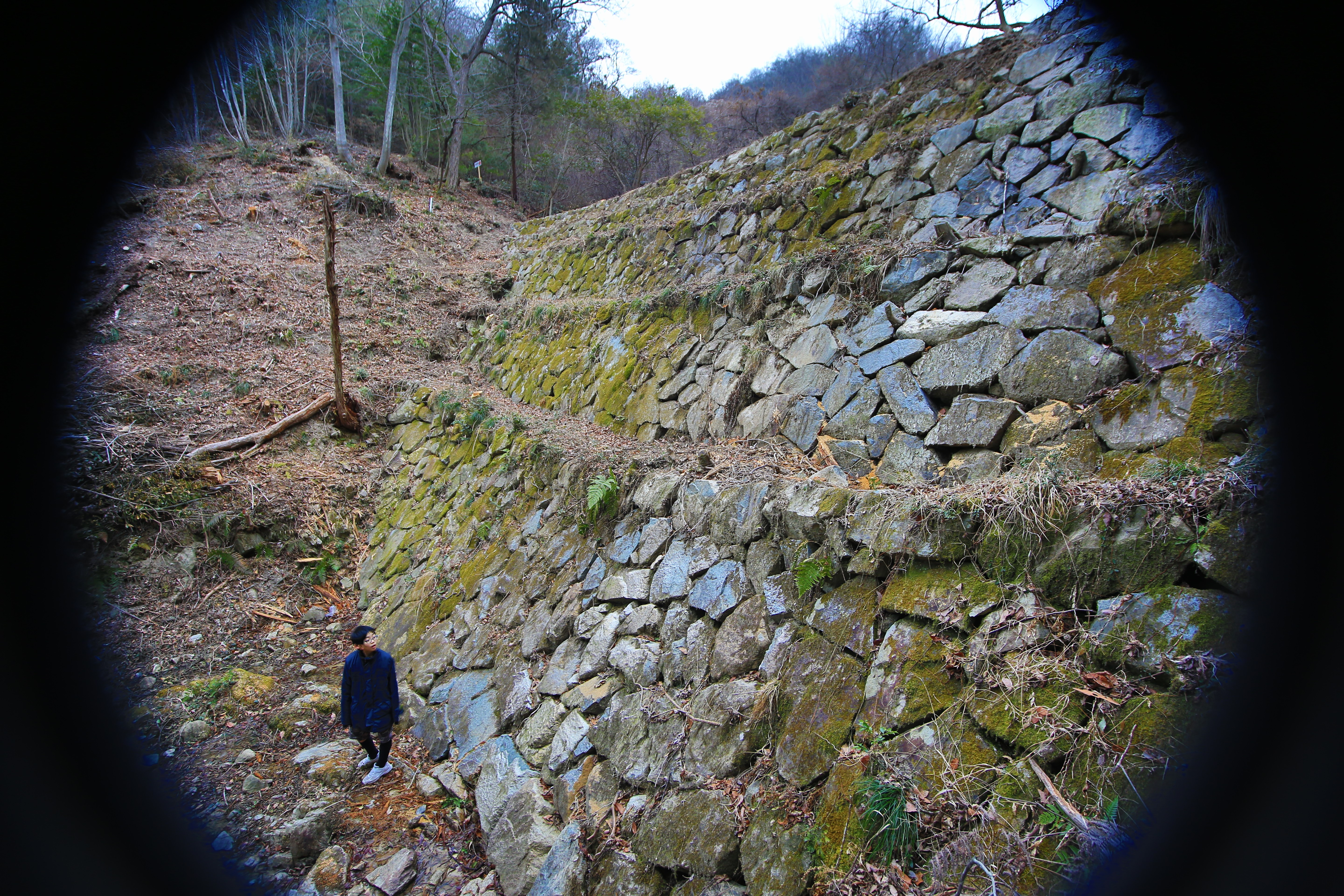
人物との比較。上方にある看板が林道大谷線
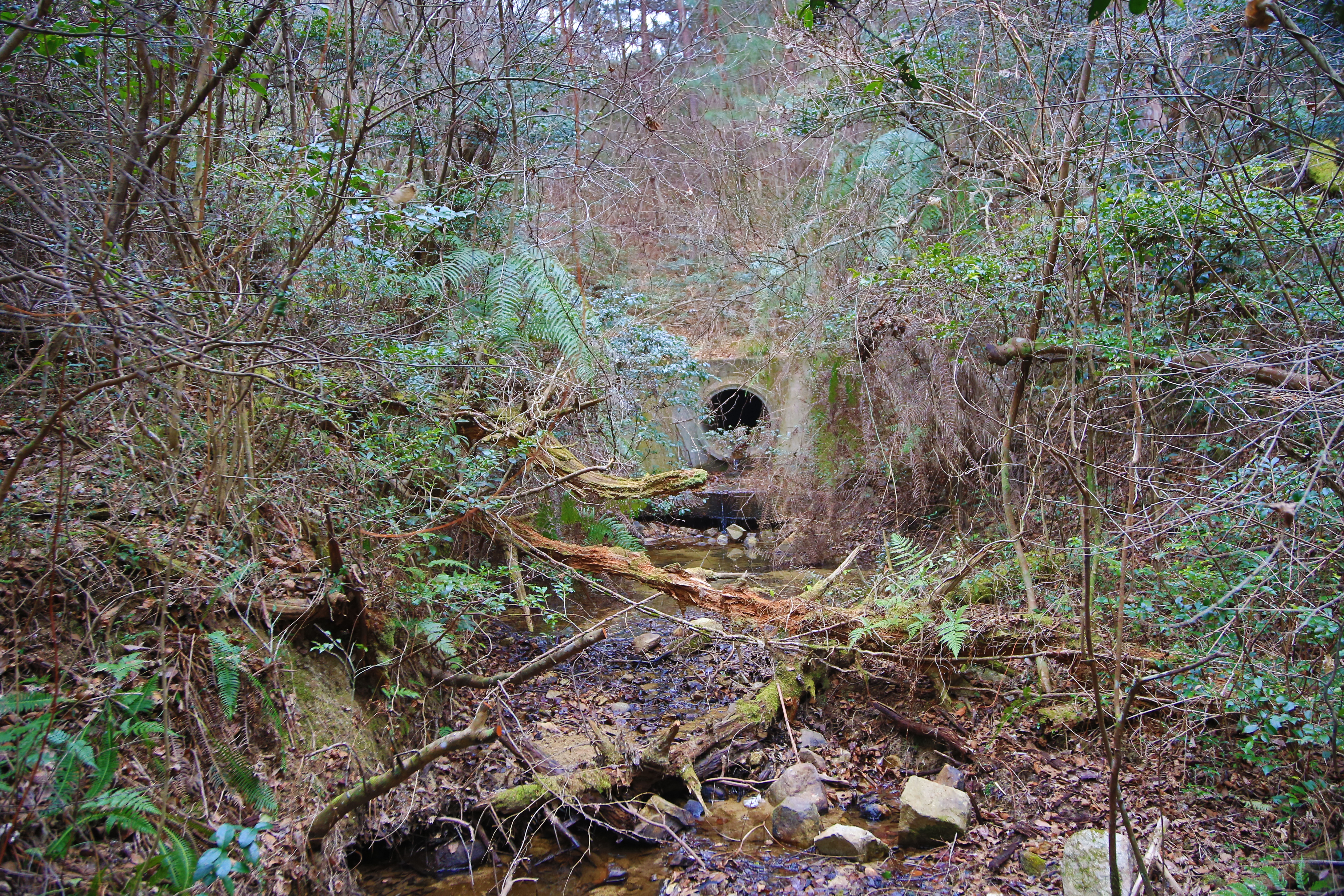
第6砂留の後方にあるコンクリートの治水設備

#### 大谷7番砂留
標高280m。ため池の背後にある3段の石壁堰堤型形状の中規模の砂留。この奥に更に高さ1.5-2.0m程の小規模の砂留（無名）が数基存在するが堰堤の一部が崩壊している。

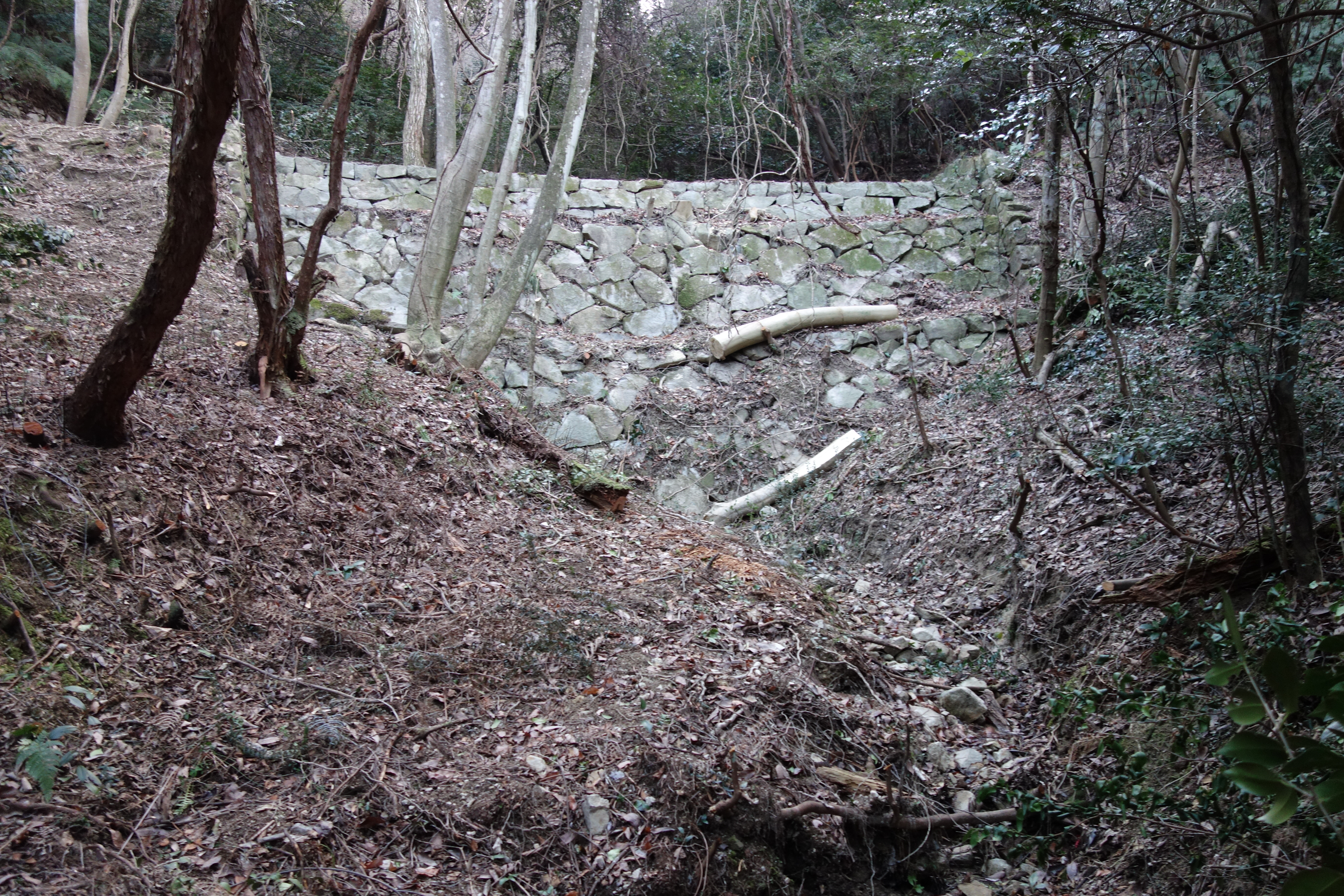
正面
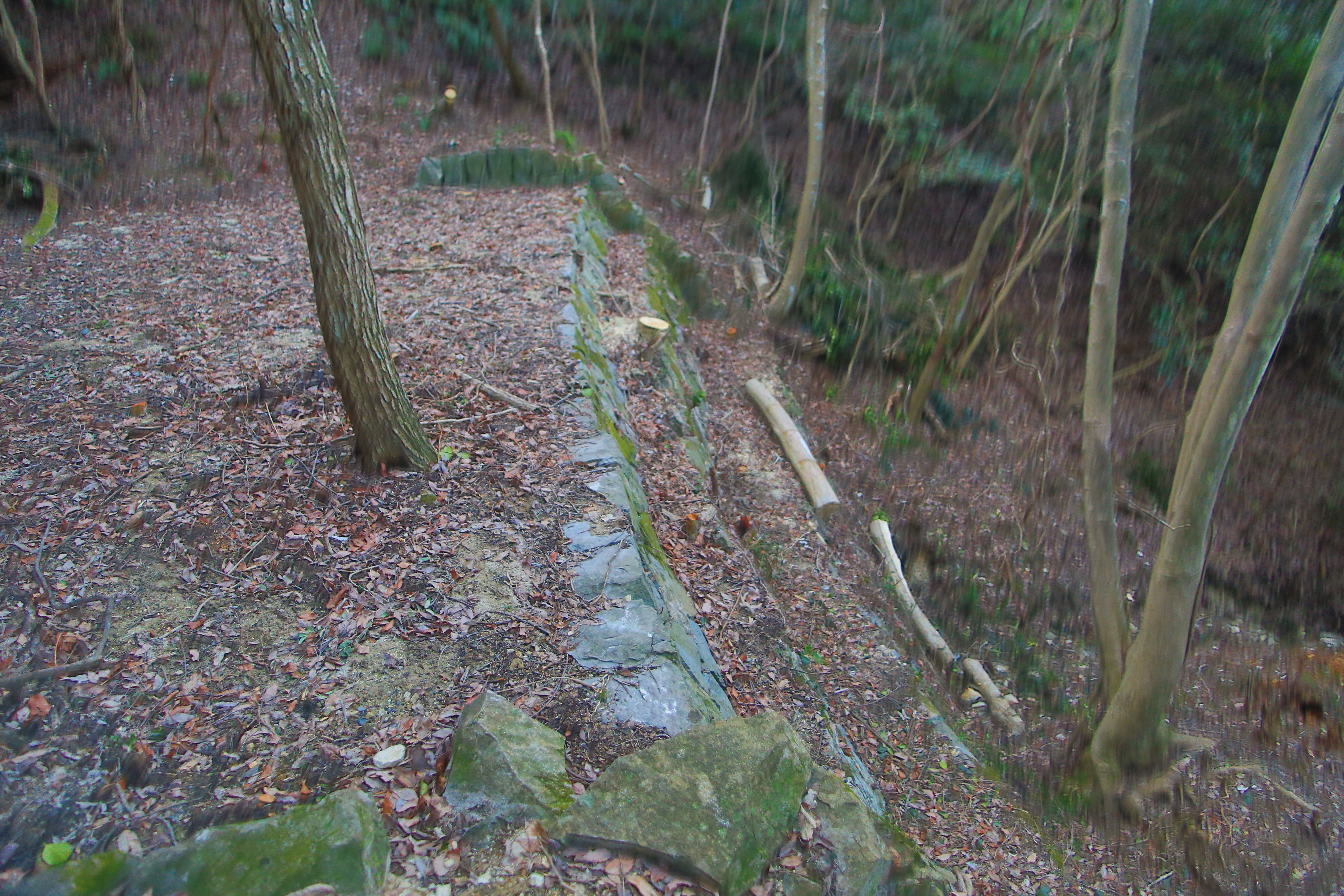
上側より。3段の石壁堰堤型なのが分かる
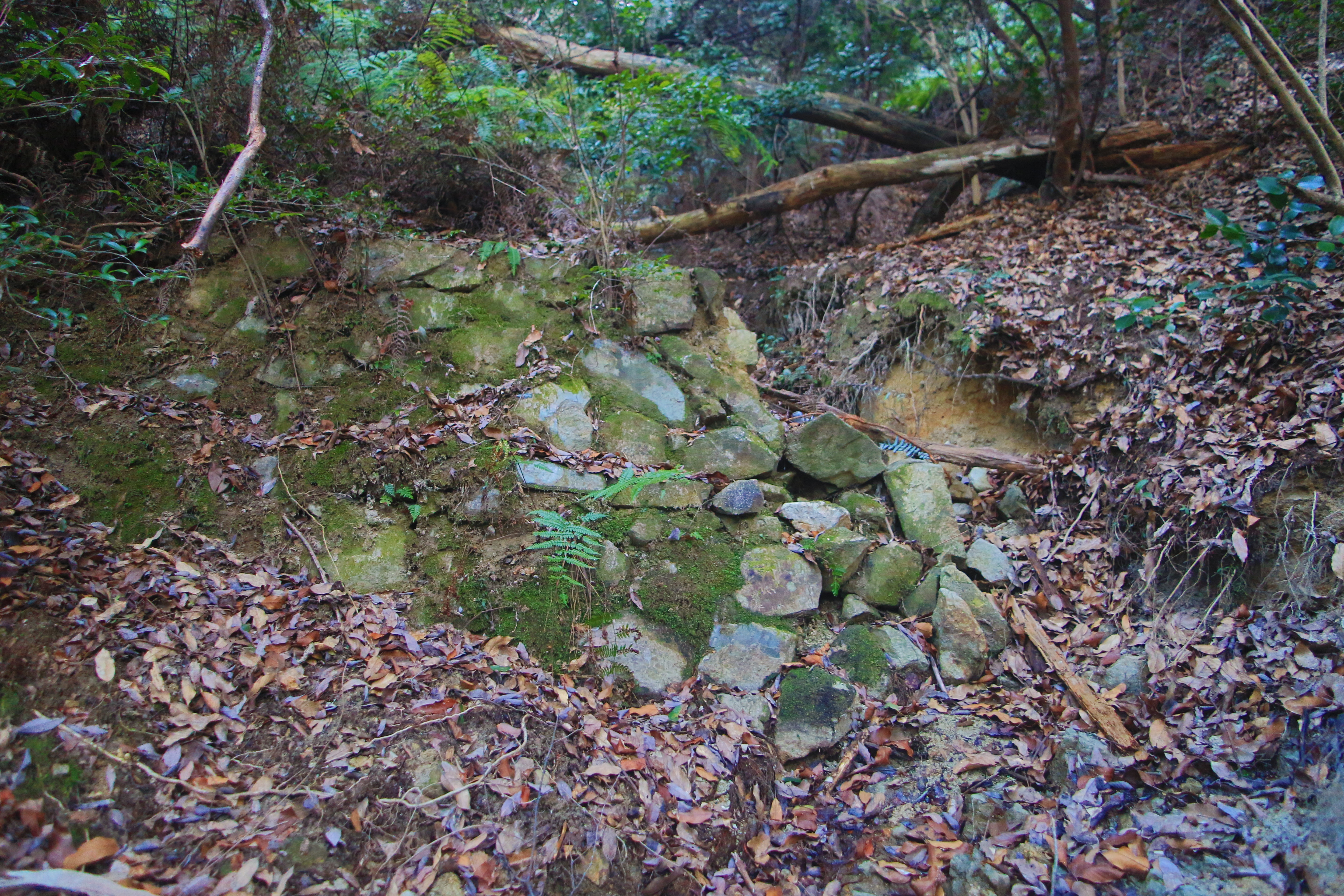
7番砂留の後方にある、番号が振られていない砂留。少し崩壊している。

### 堀町川本谷

#### 立石池
全周を巡る歩道が整備されている。北東側の山の斜面が土砂崩れを起こしており、倒木が池の中に佇んでいる。標高164mの高さにあり、下を流れる堀町川との標高差は20mほど。堀町川本谷の渓流は立石池の横を流れて下り増水時のみ立石池に水が流れ込むようになっており、その後堀町川に合流する。しかし、2018年（平成30年）7月の豪雨により大量の土砂が池に流入したため、2022年（令和4年）に廃池となった。北緯34度30分19.3秒 東経133度15分38.5秒 / 北緯34.505361度 東経133.260694度

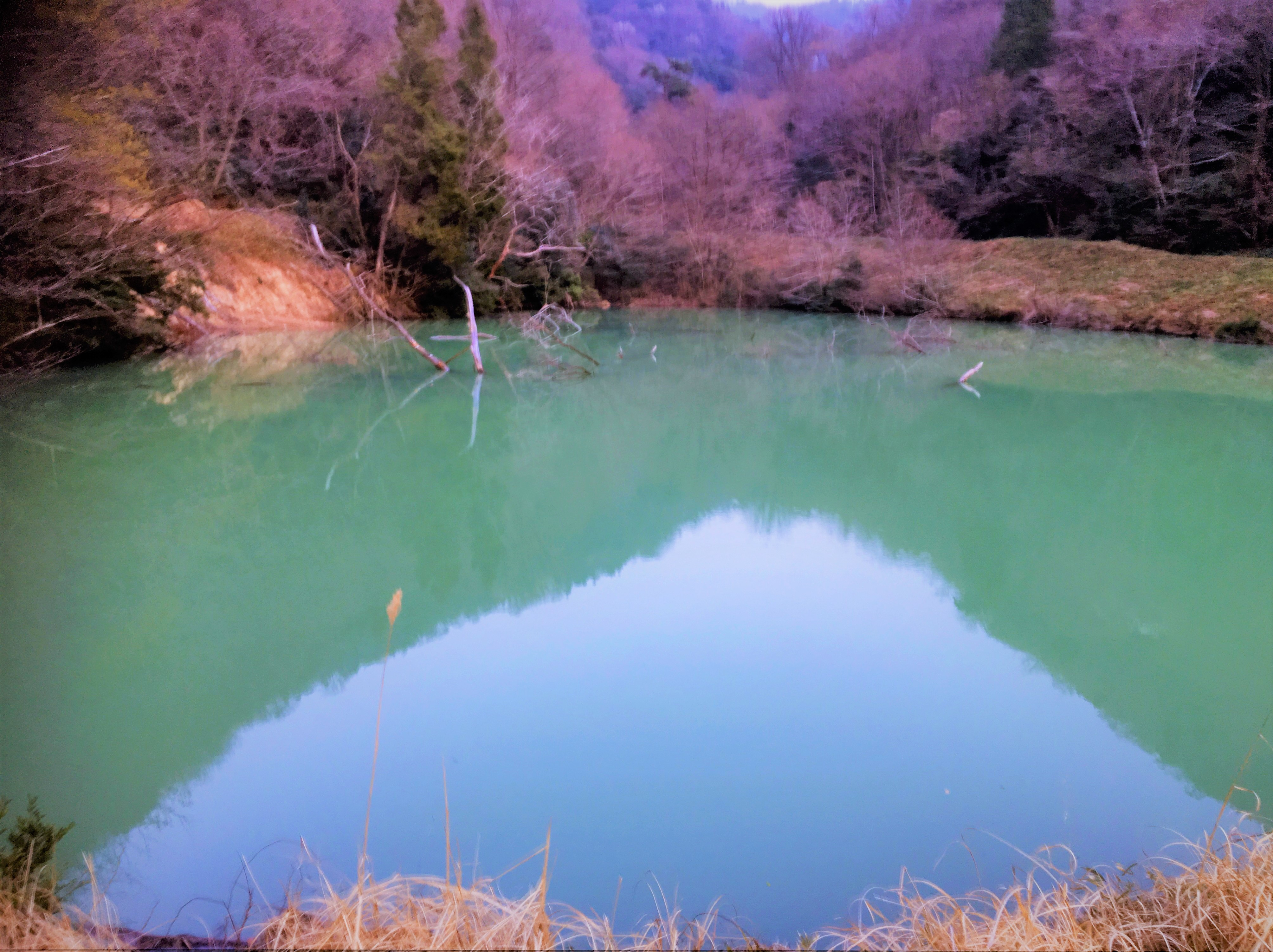
堤防から見た立石池
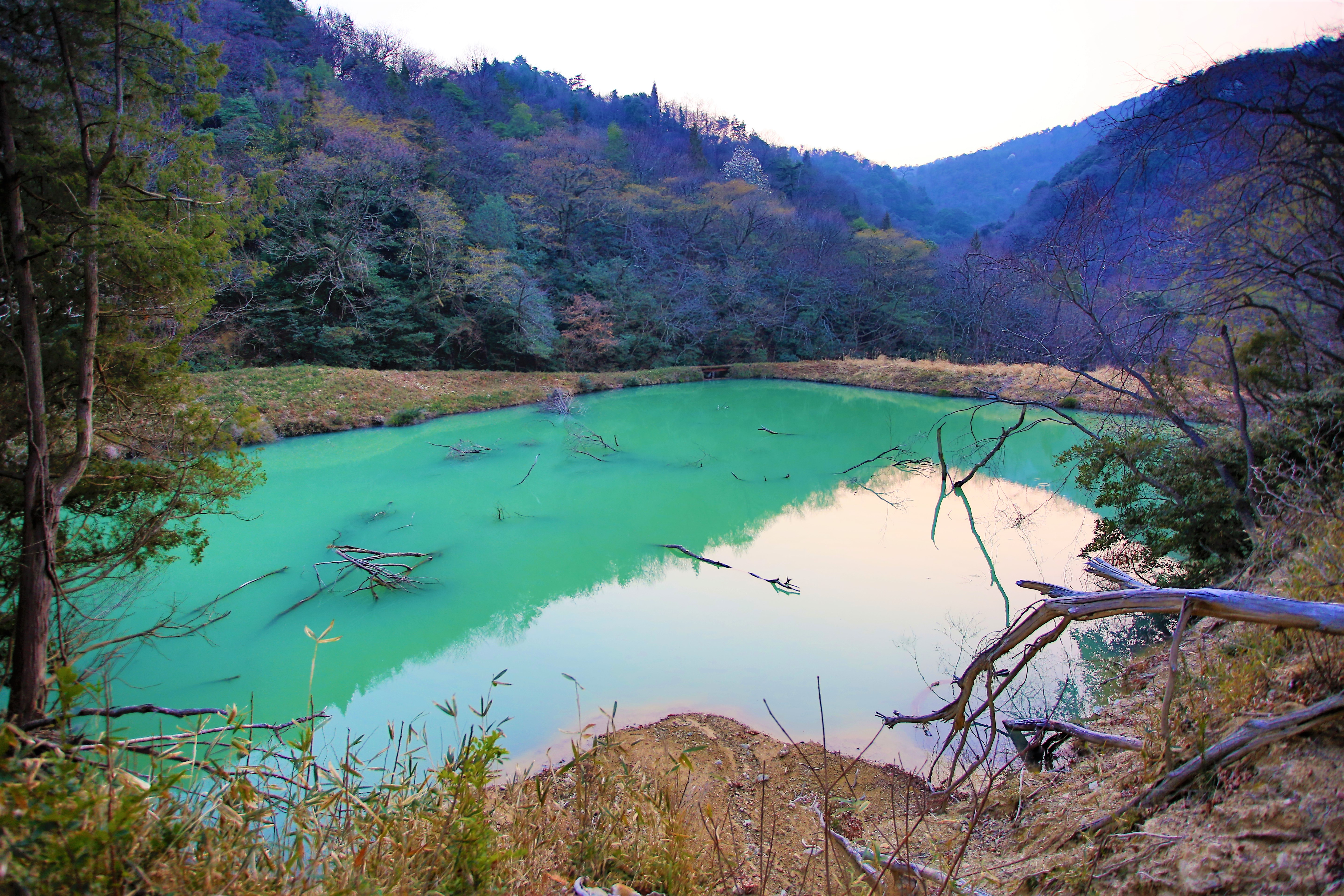
東側から眺める。倒木が池の中に立っている

#### 1番目の砂留

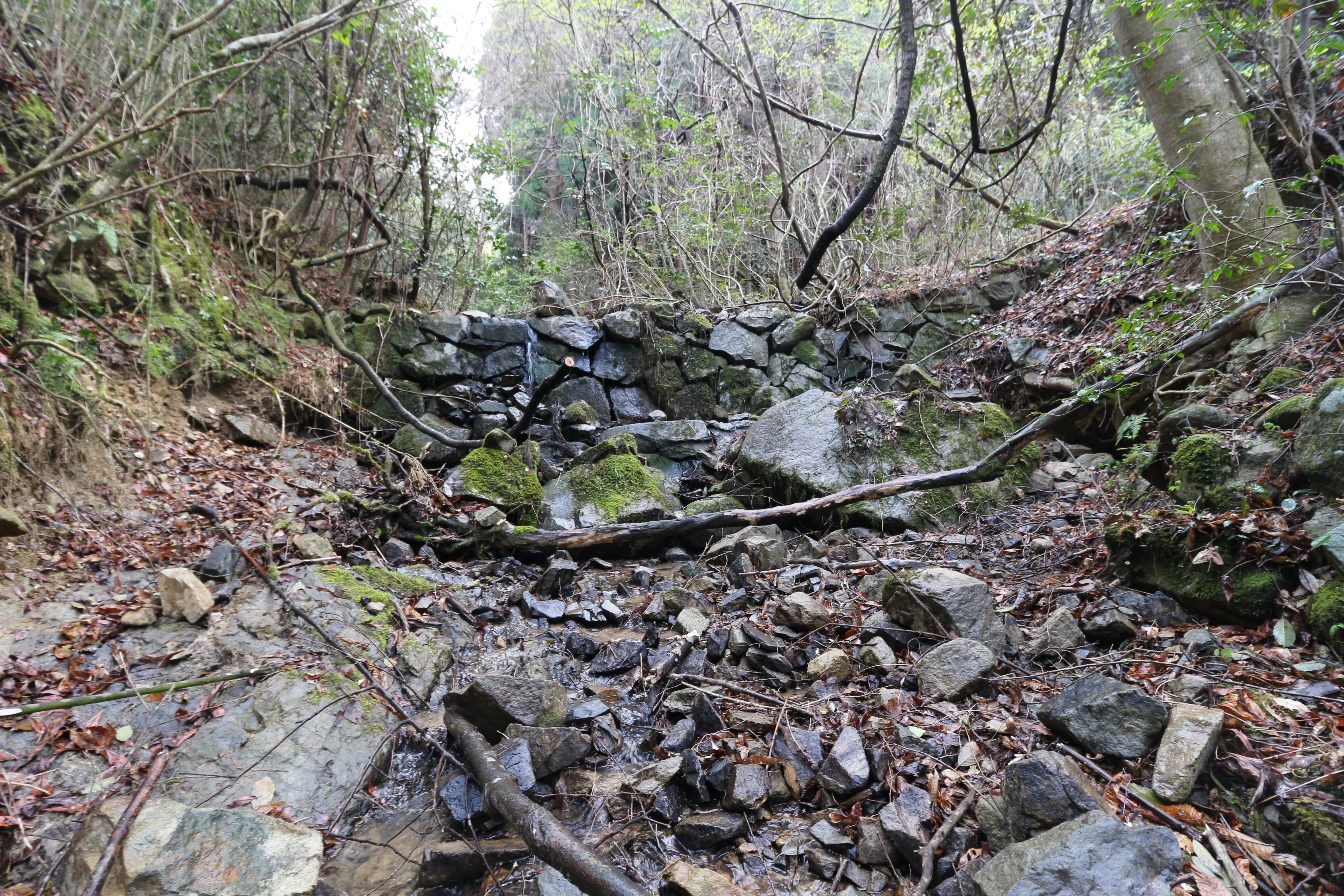
正面
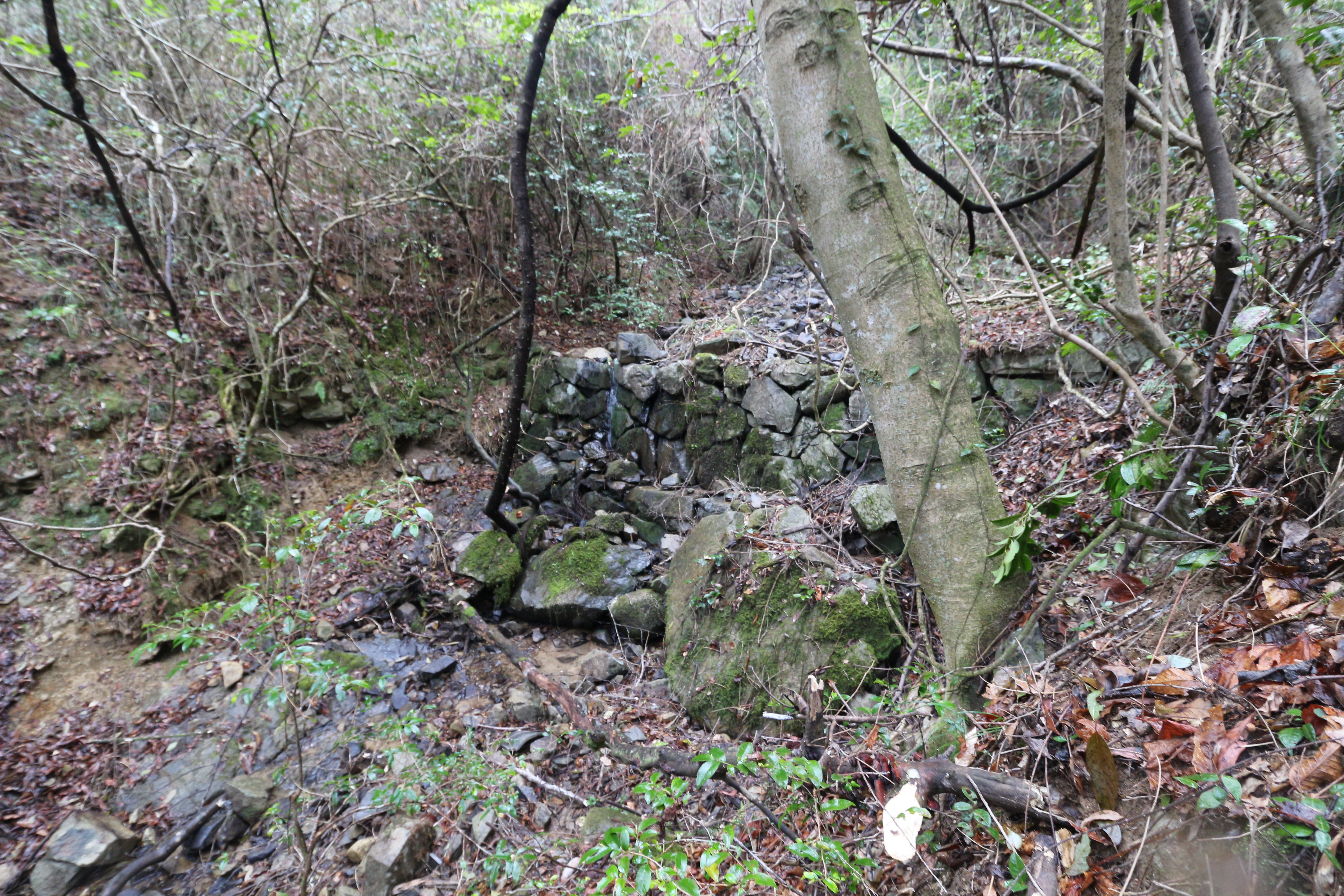
右側より

渓流Bの最も下流側にある小型の砂留。昭和36年の「モデル治山治水大谷山観光森林公園圖」には記載がない。

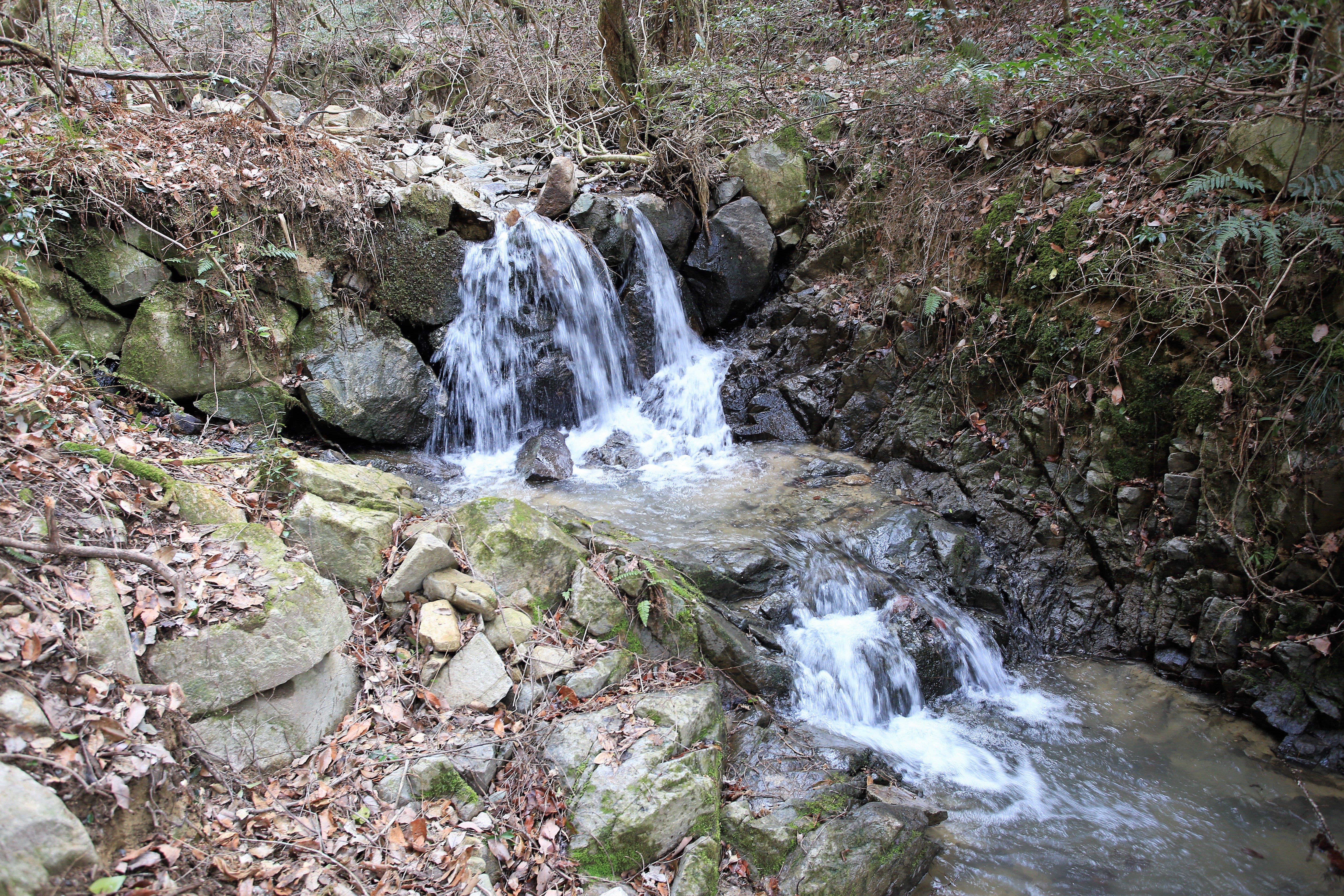
1番目の砂留

#### 2番目の砂留
渓流Bの下流側から数えて2番目にある中規模の砂留。右側が崩壊しており、渓流Bは崩壊部分を流れている。5段に積み上げた石壁堰堤型形状。標高184mの位置にあり、国土地理院の地図にも表記されており、昭和36年の「モデル治山治水大谷山観光森林公園圖」にも記載がある。北緯34度30分13.80秒 東経133度15分46.19秒 / 北緯34.5038333度 東経133.2628306度

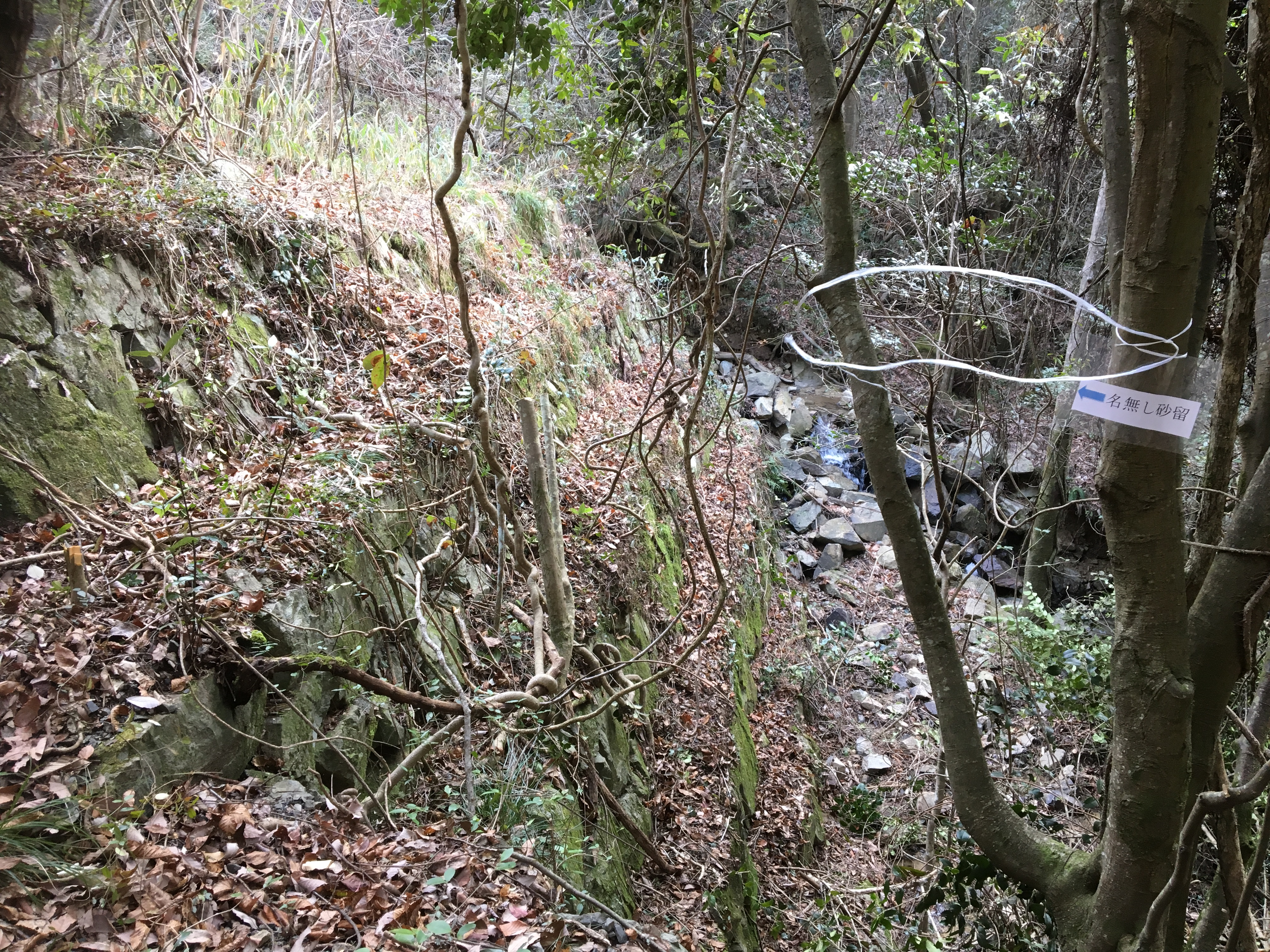
渓流Bの2番目の砂留
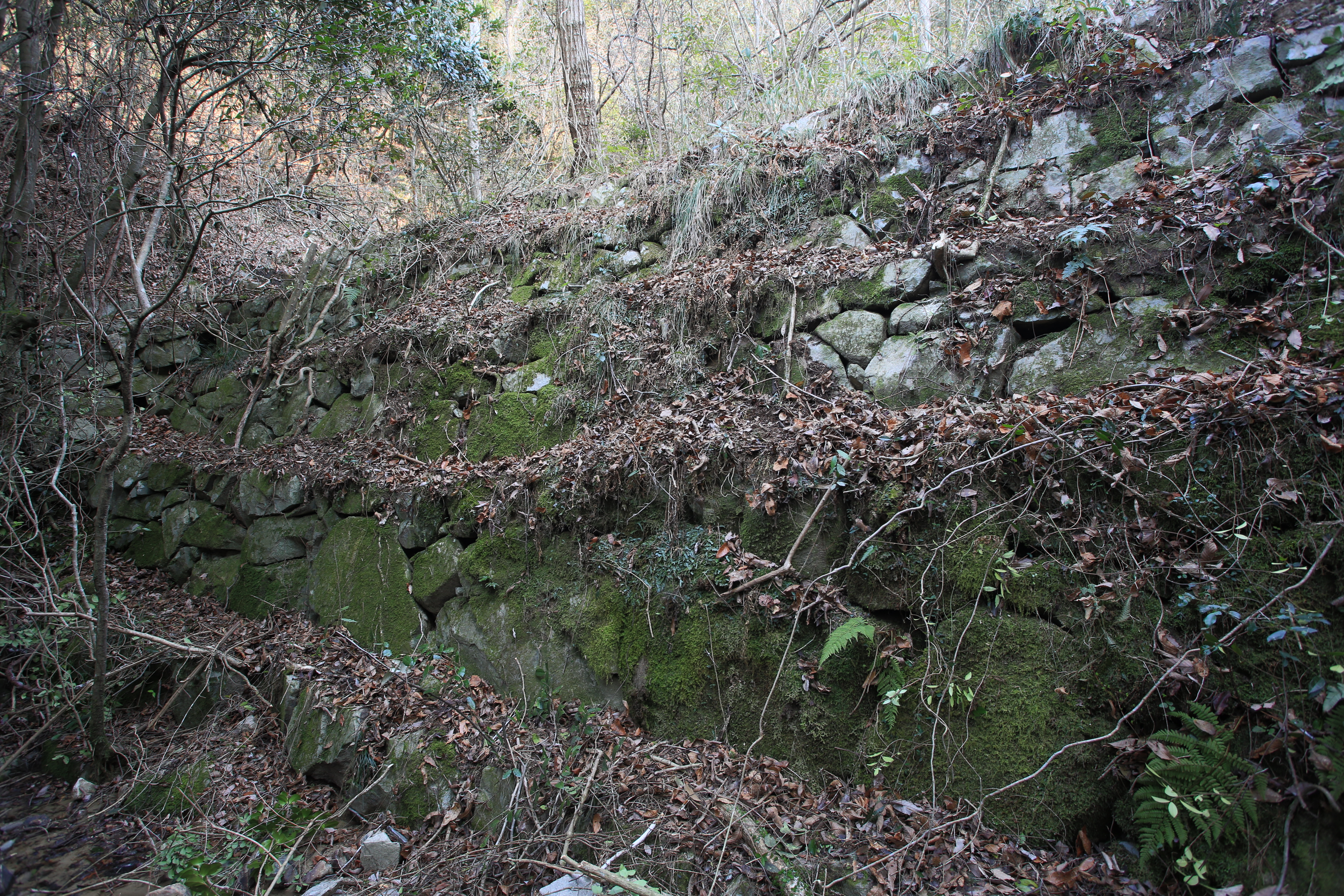
左側
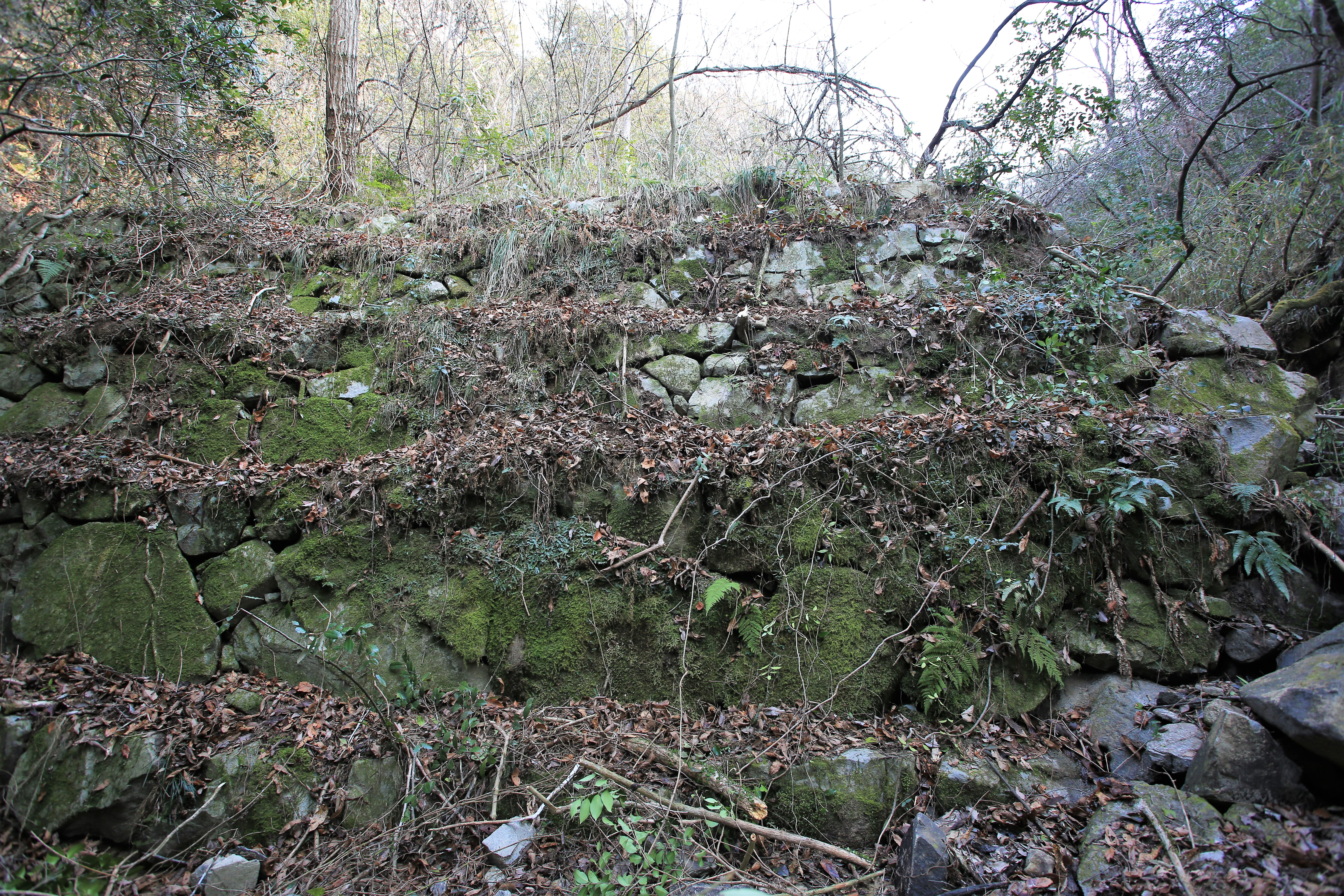
正面
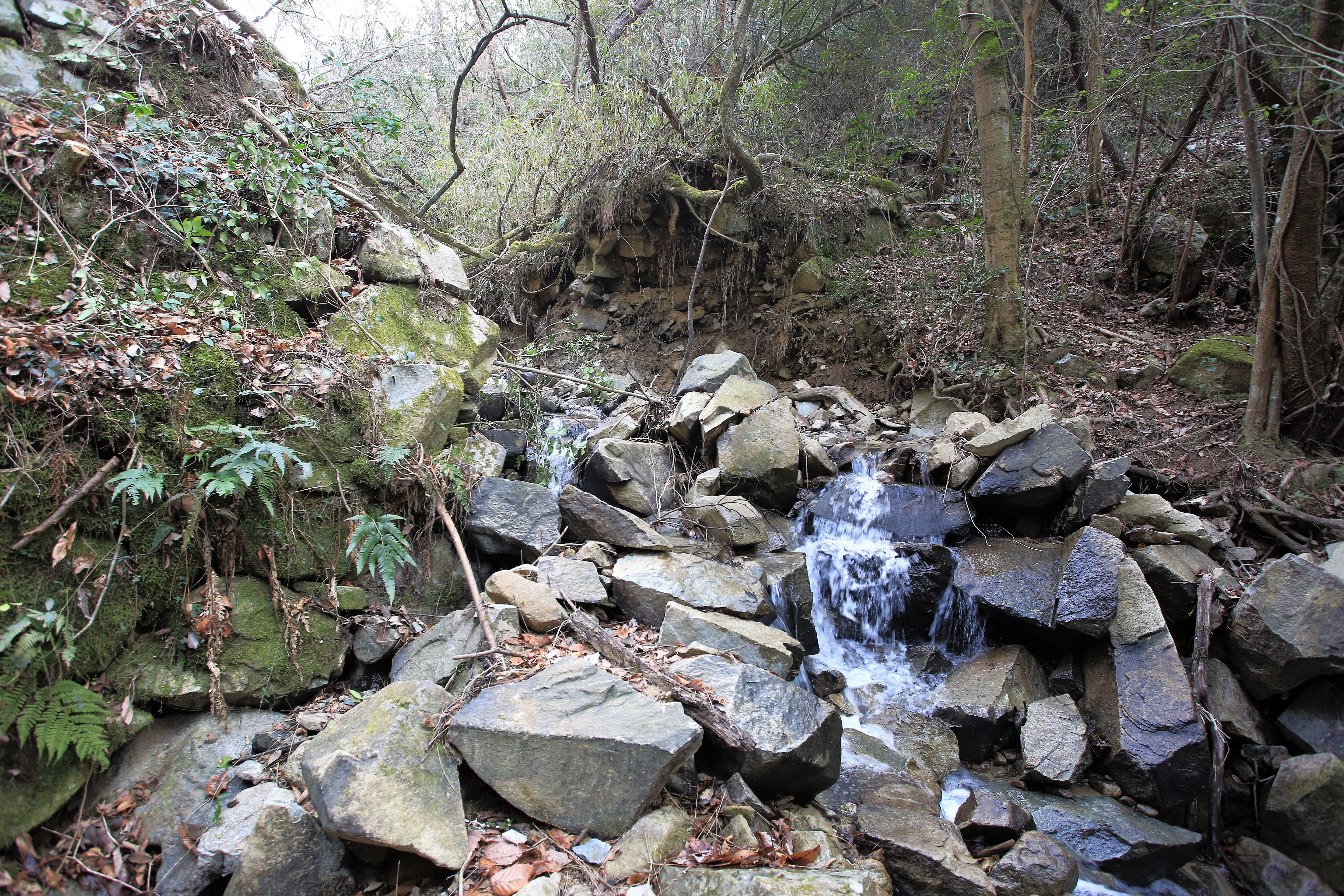
崩壊部分

#### 3番目の砂留
渓流Bの下流側から数えて3番目にある比較的大規模の砂留。全面被覆型。非常に保存状態が良い。標高191mの位置にあり、国土地理院の地図にも表記されており、昭和36年の「モデル治山治水大谷山観光森林公園圖」にも記載がある。北緯34度30分12.13秒 東経133度15分46.82秒 / 北緯34.5033694度 東経133.2630056度

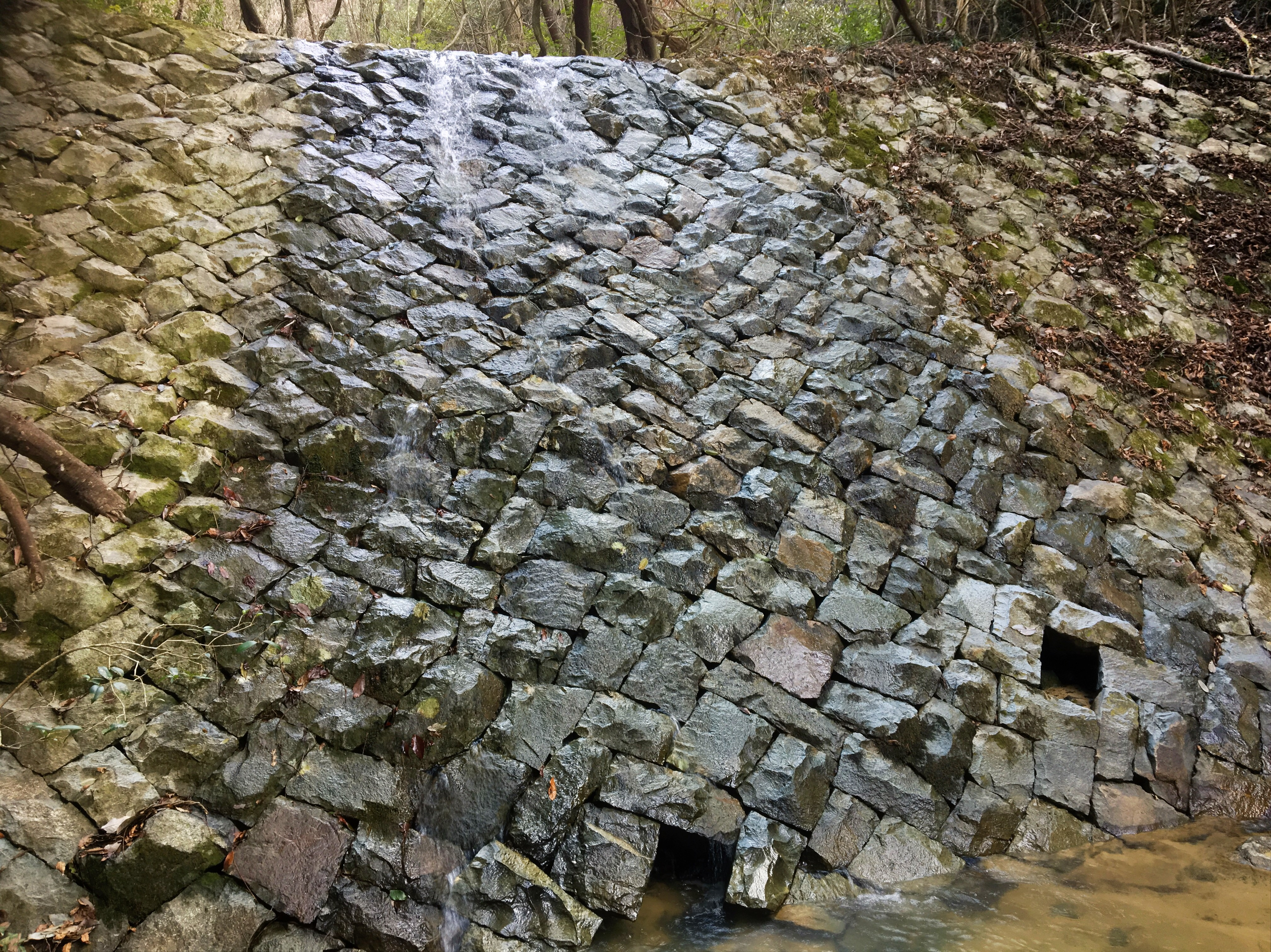
渓流Bの3番目の砂留
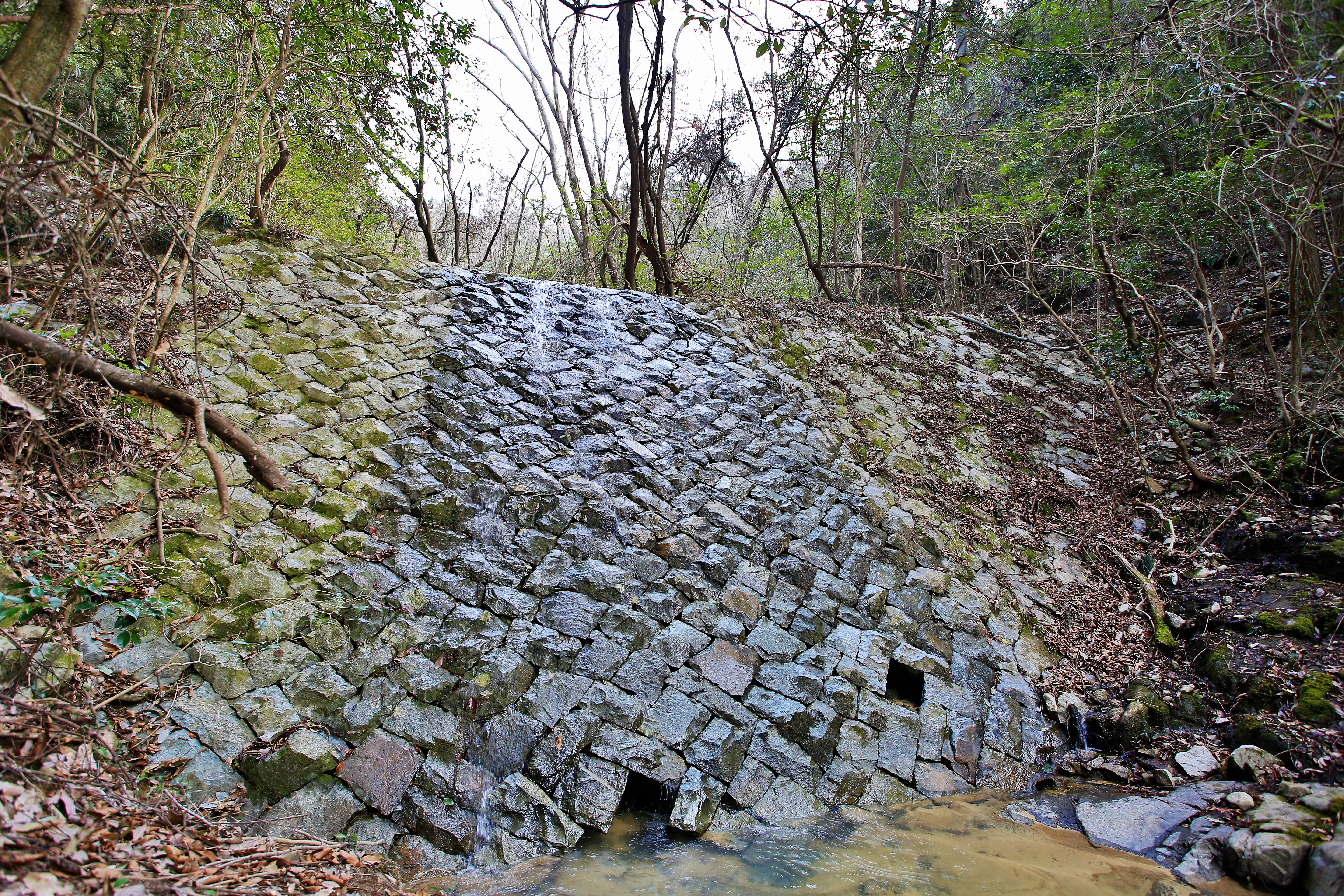
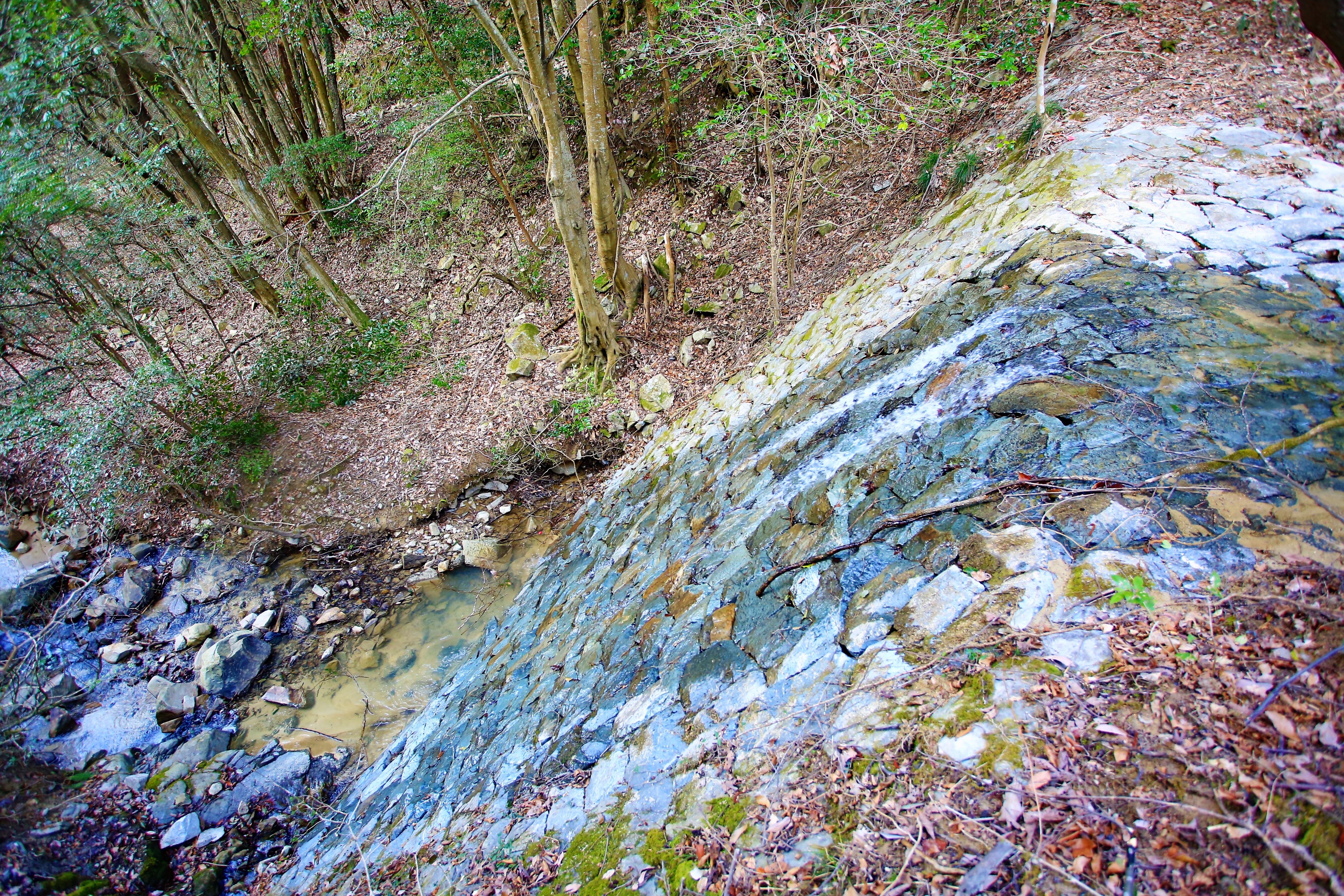
上流側より
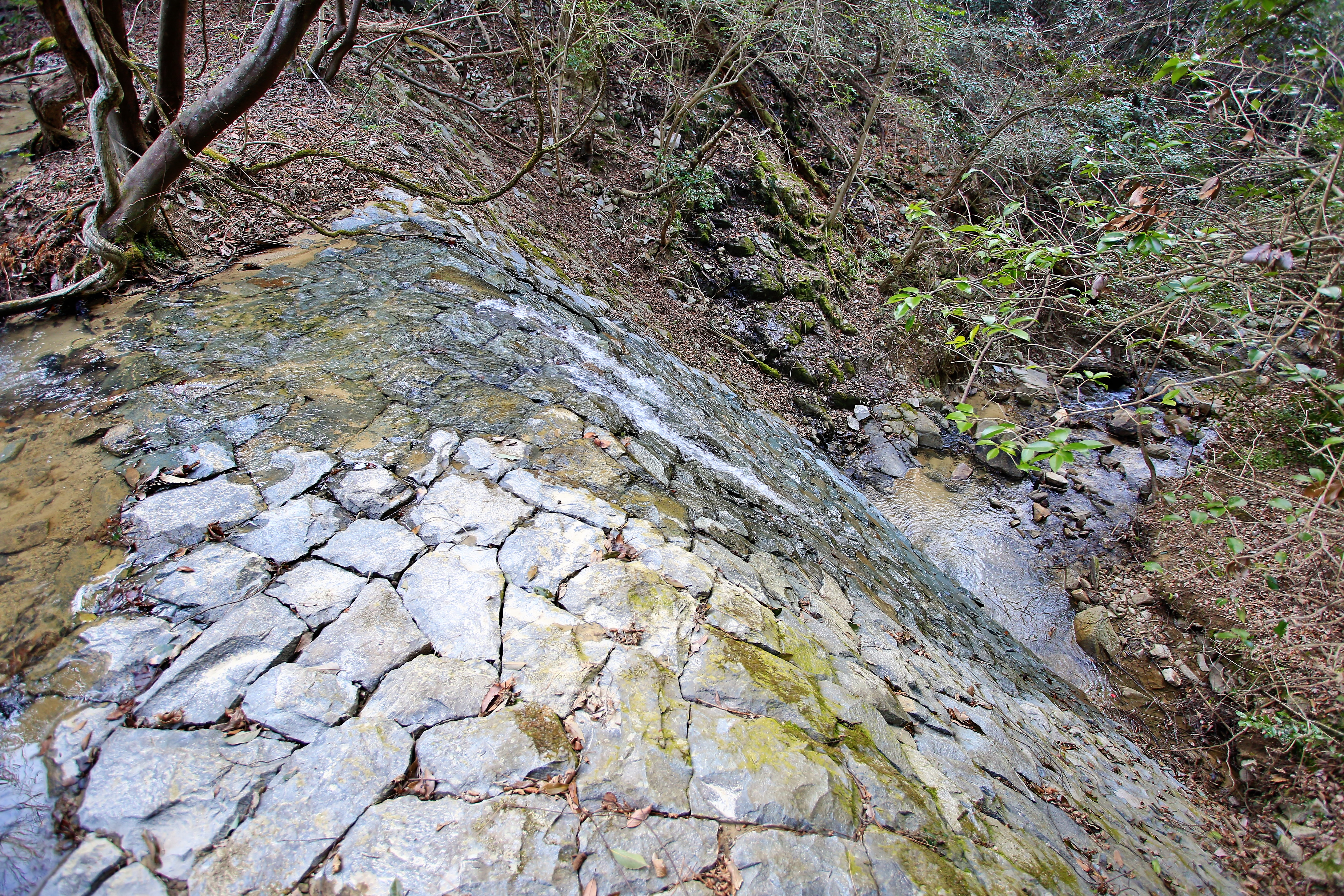
左側より

#### 4番目の砂留（仮）
渓流Bの下流側から数えて4番目にある構造物。昭和36年の絵図面に記載が無く、単なる石垣の可能性もある。向かって左側が崩壊しており、渓流Bは崩壊部を流れる。なお、この砂留手前の左手斜面が、大規模な土砂崩れを起こしており、多数の倒木が積み重なっている。

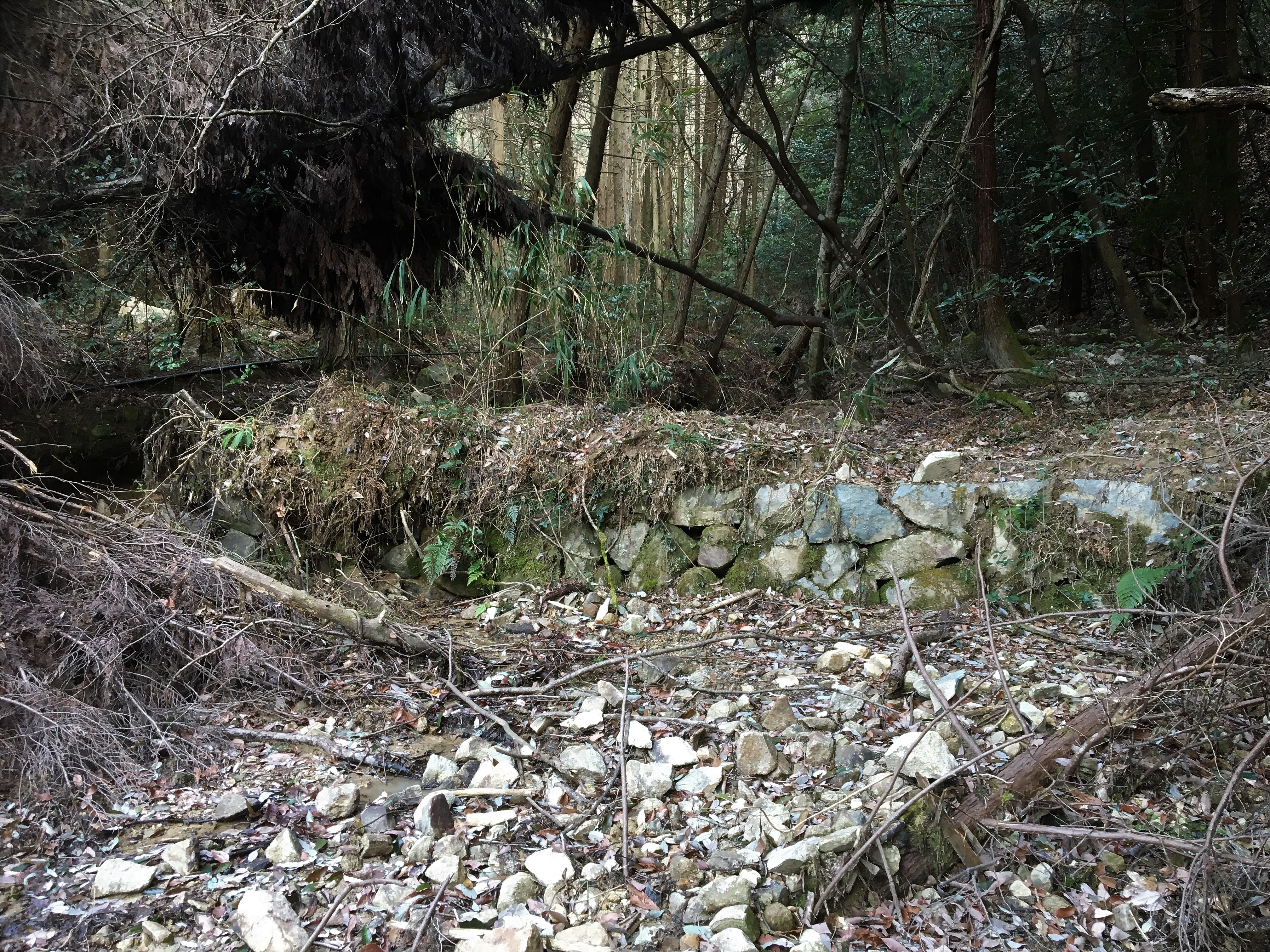
渓流Bの4番目の砂留
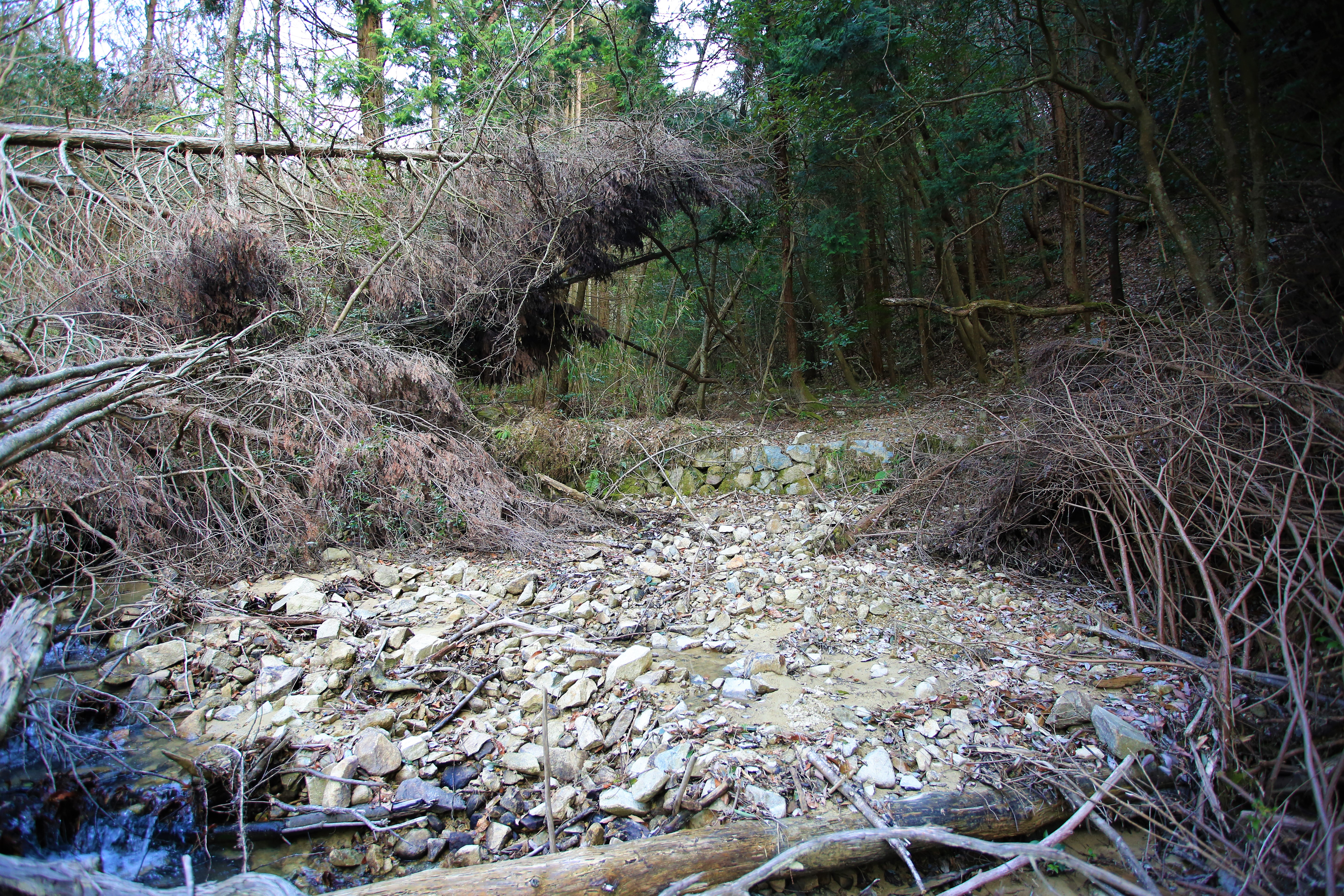
左側が崩壊
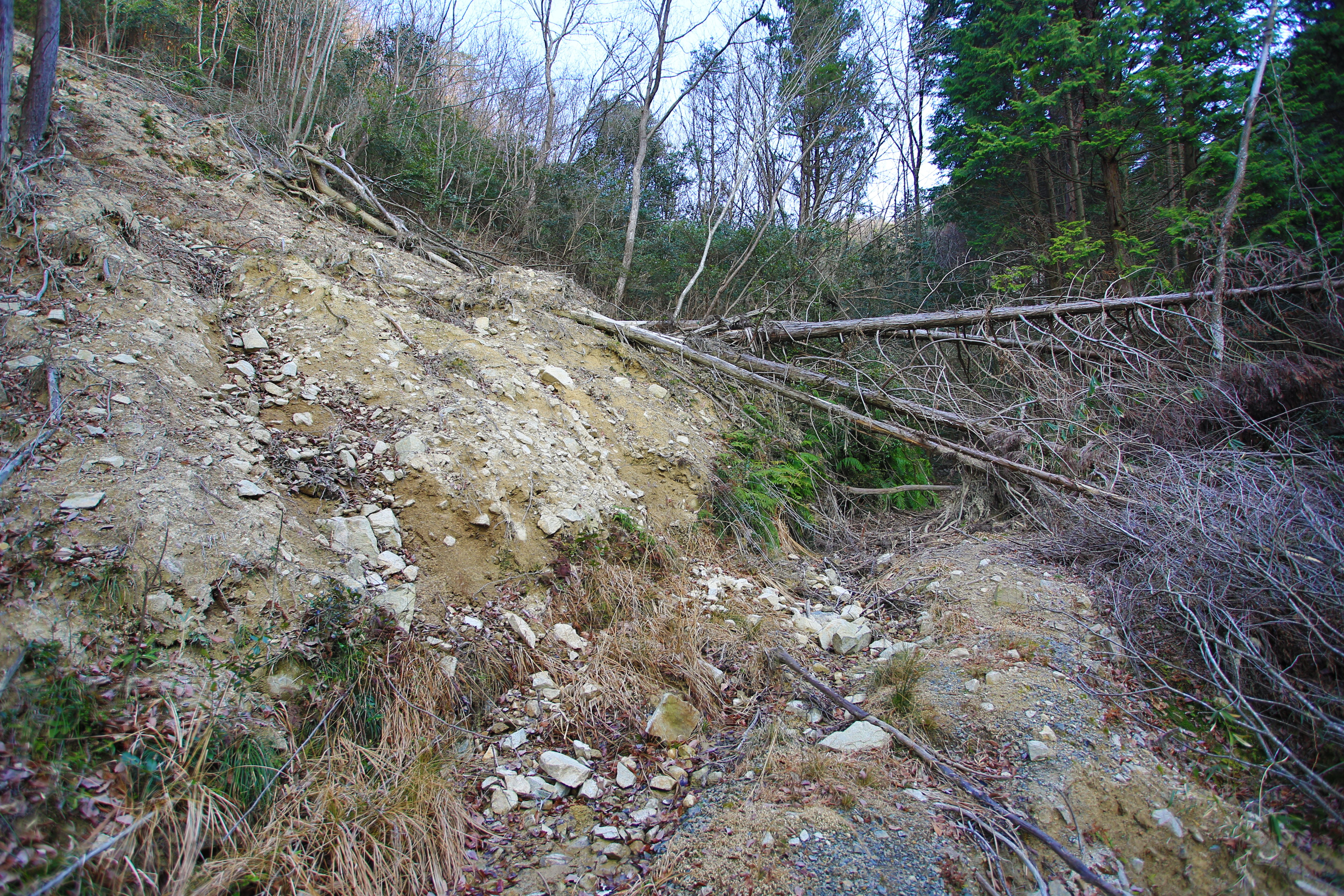
手前の土砂崩れ

#### 砂防ダム（小）
4番目の砂留の上流の標高210mの場所で渓流Bは左右に分かれる。渓流の分枝を左側に進むとまもなく小型のコンクリート製砂防ダムが少なくとも3基連続して設けられている。ダムには「土留工」と記載されており01から番号が振られている。昭和50年代の構築で、半円形の鋼製導水管で3つの砂防ダムが接続されている。

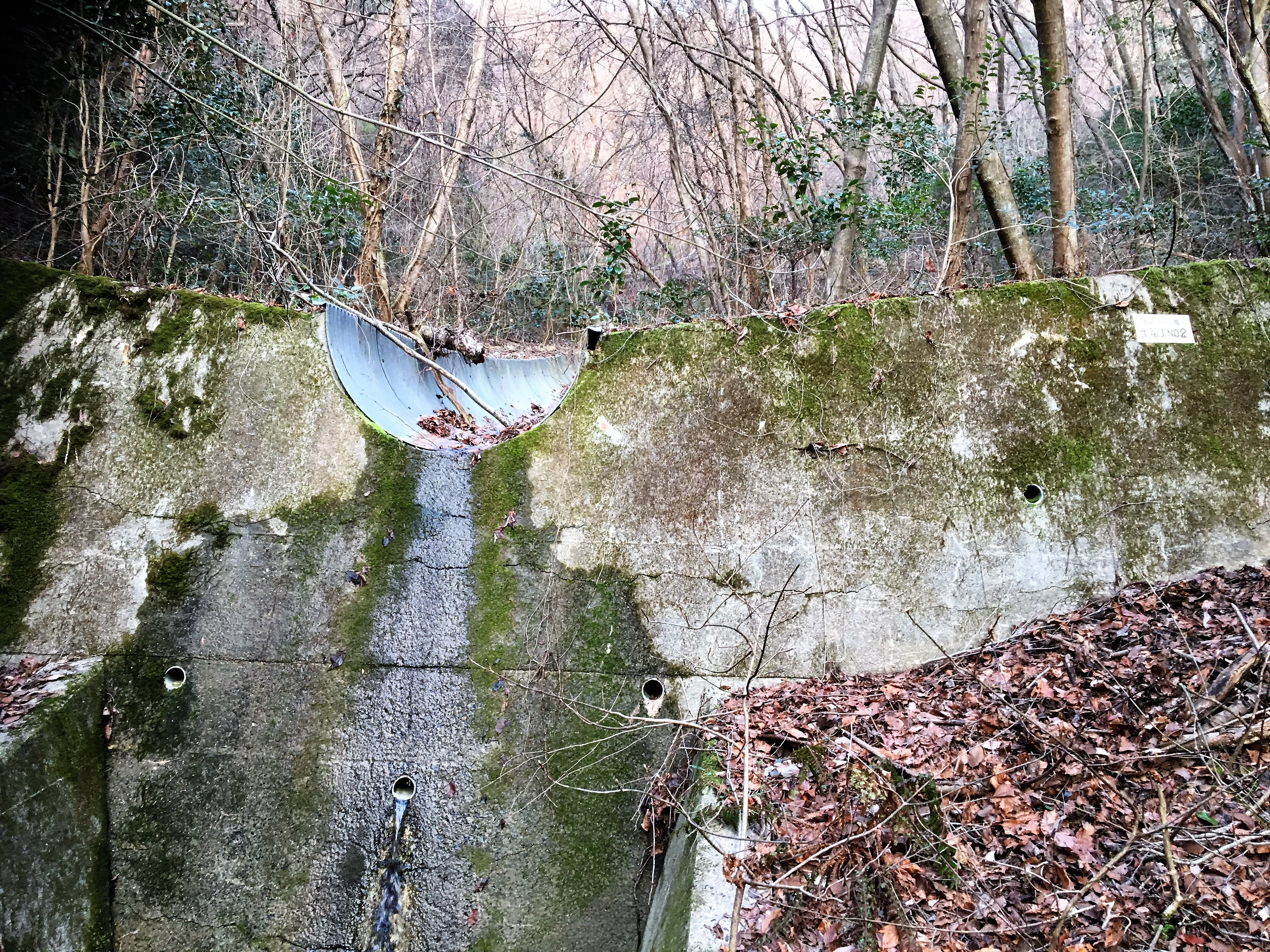
分枝部右側に設置されている小型の砂防ダム(2番）

#### 砂防ダム（大）
砂防ダム（小）がある渓流を更に上流に進むと、500mほど先の標高320mの場所に大型のコンクリート製砂防ダムが1基ある。林道大谷線から60mほど降りた場所にある。（北緯34度30分04.3秒 東経133度16分11.7秒 / 北緯34.501194度 東経133.269917度）

#### 砂防ダム（中）
渓流の分枝を右側に進むとＹ字型に3基の大型砂防ダムが距離60-80mほどの範囲に設置してある。標高は230-240mで、1979年度（昭和54年度）に「復旧治山事業渓間山復工事」として、広島県林務部によって設置されたものである。3基とも国土地理院の地図にも掲載される（北緯34度30分4.04秒 東経133度15分48.79秒 / 北緯34.5011222度 東経133.2635528度）。周囲には標高差50mほどの大規模な土砂崩れ跡が多数見られる。左側の砂防ダムから流れ出る渓流水は赤身を帯びており、大谷鉱山（後述）の坑道排水との関連が示唆される。砂防ダムの上流側は左右双方とも未確認。

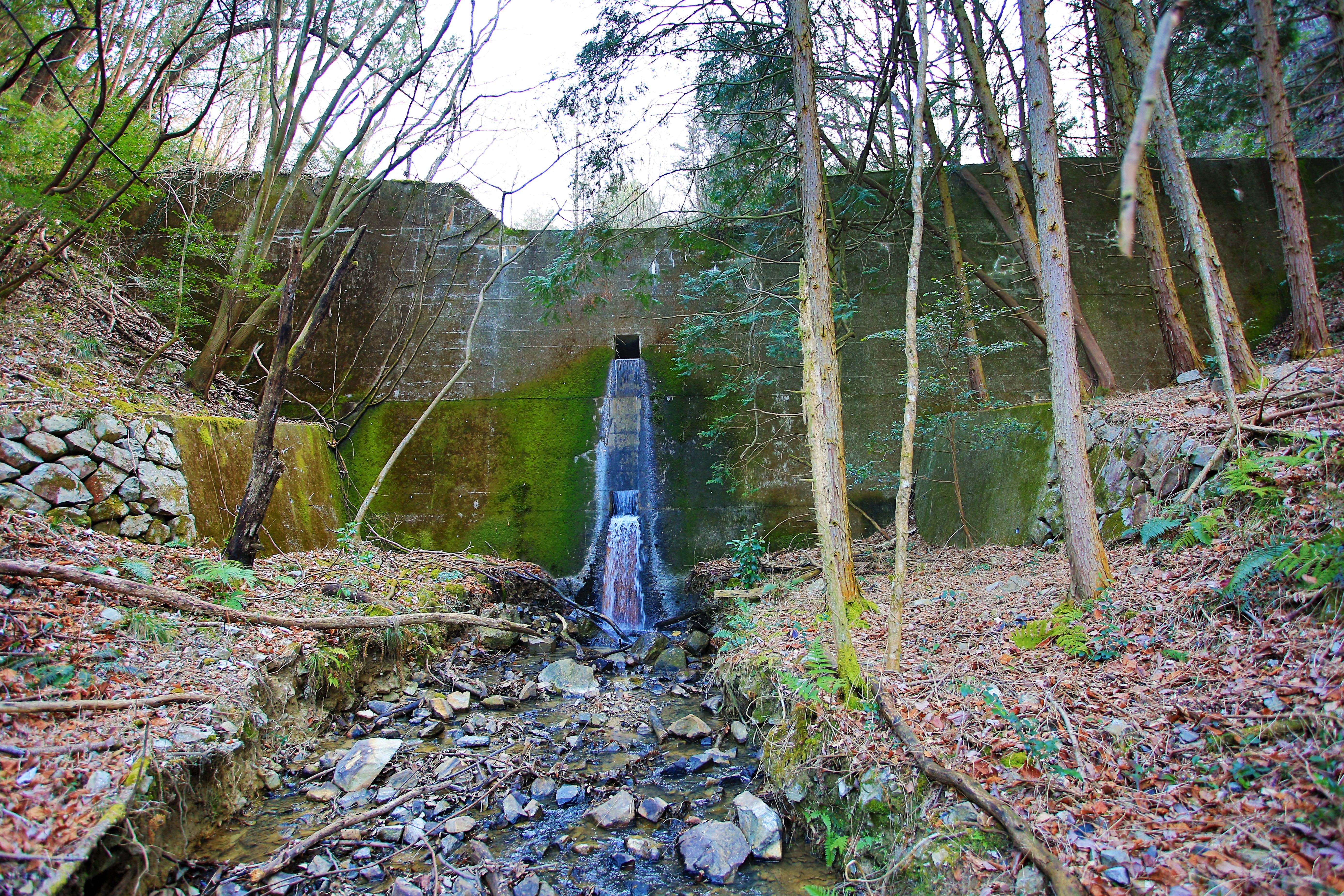
下流側の砂防ダム
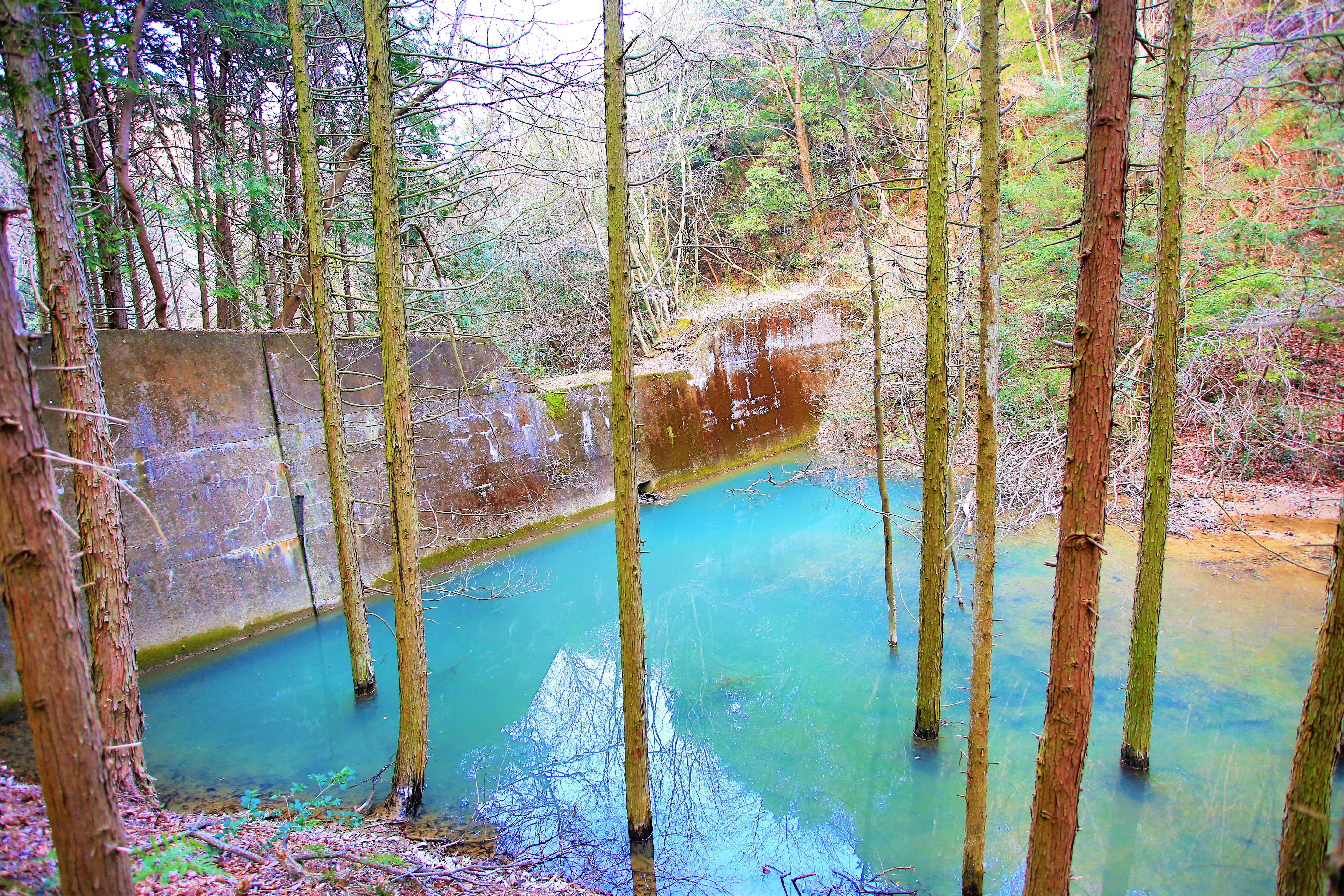
砂防ダムの上流側
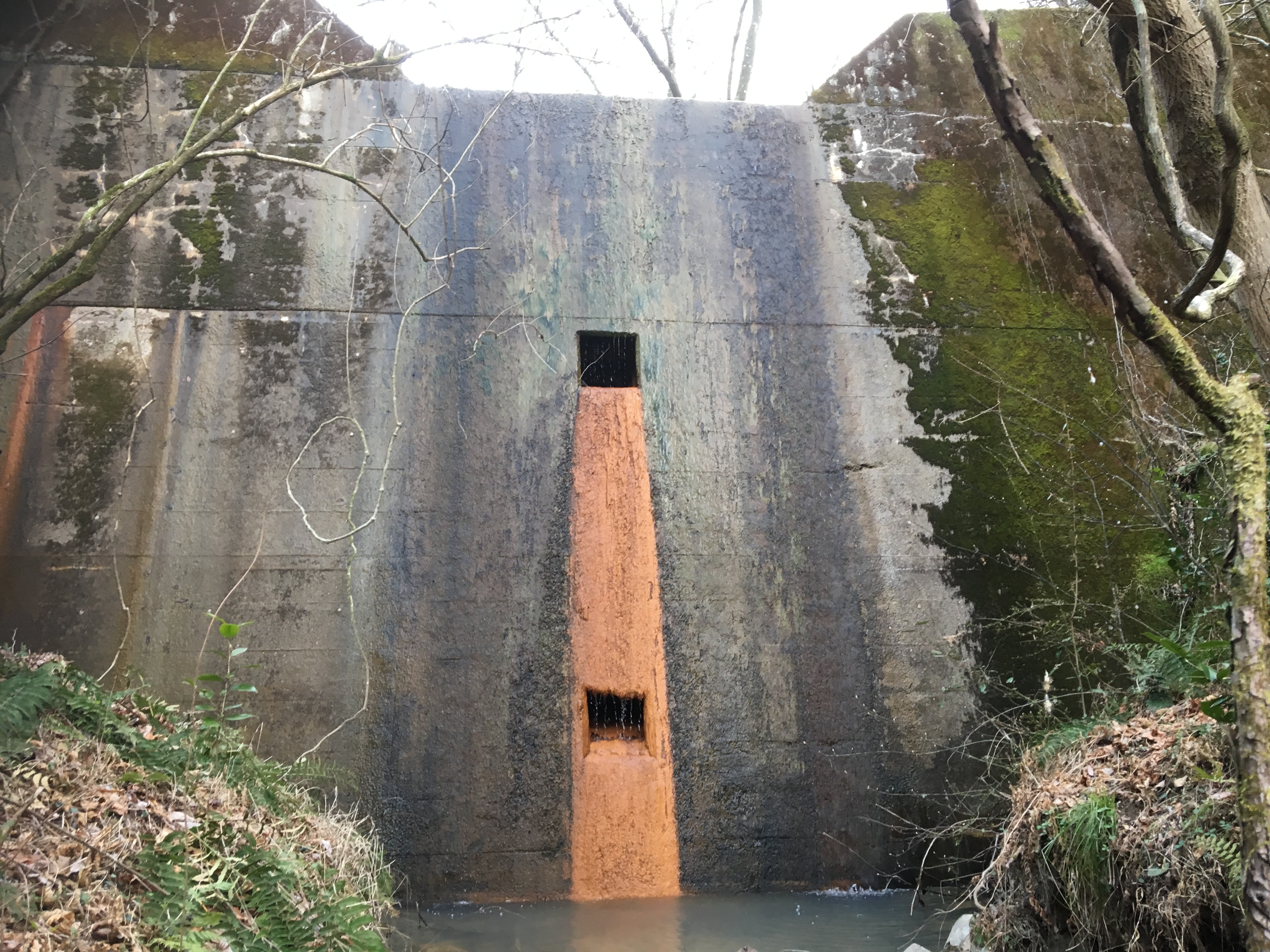
左側の砂防ダム
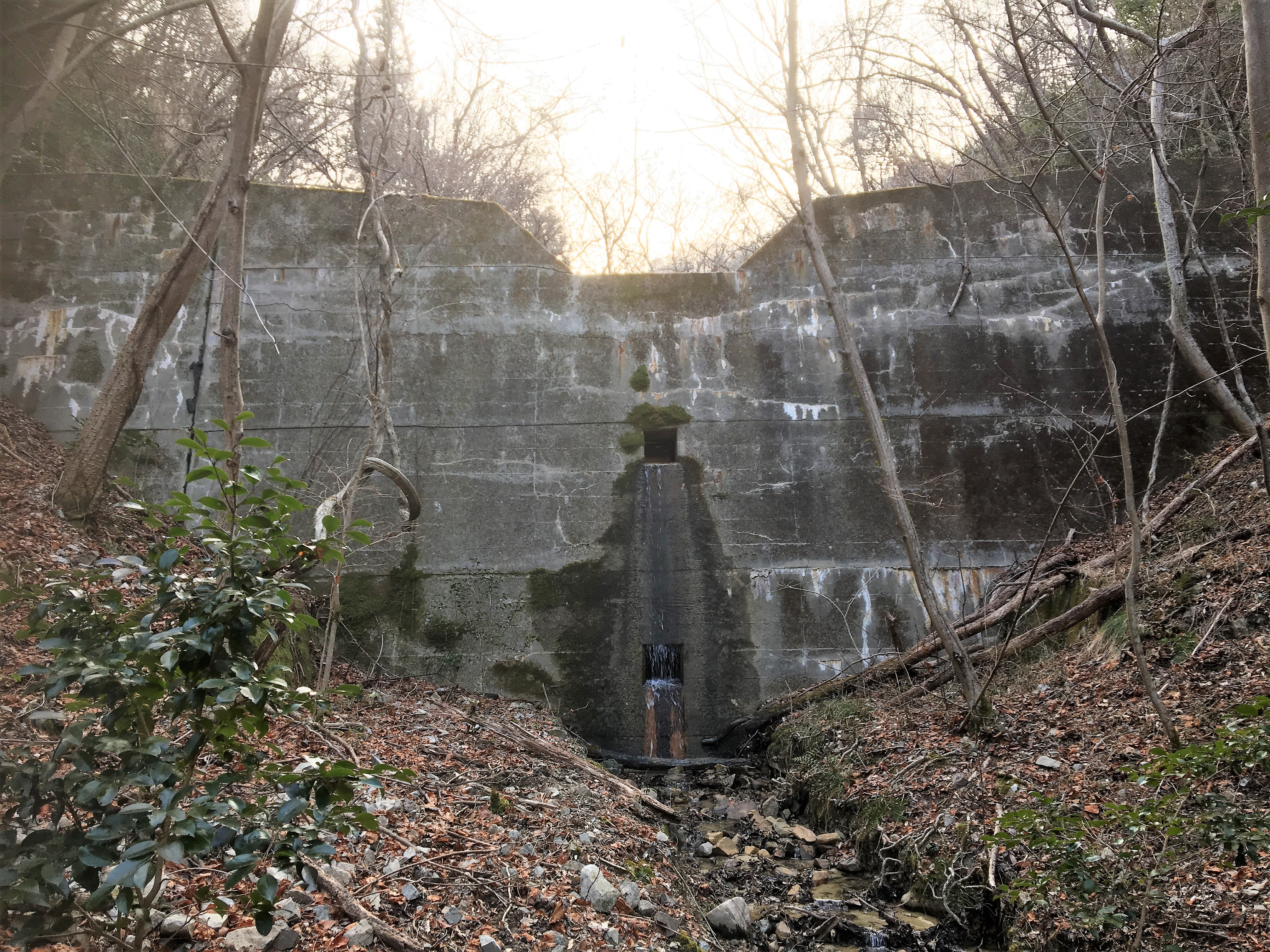
右側の砂防ダム
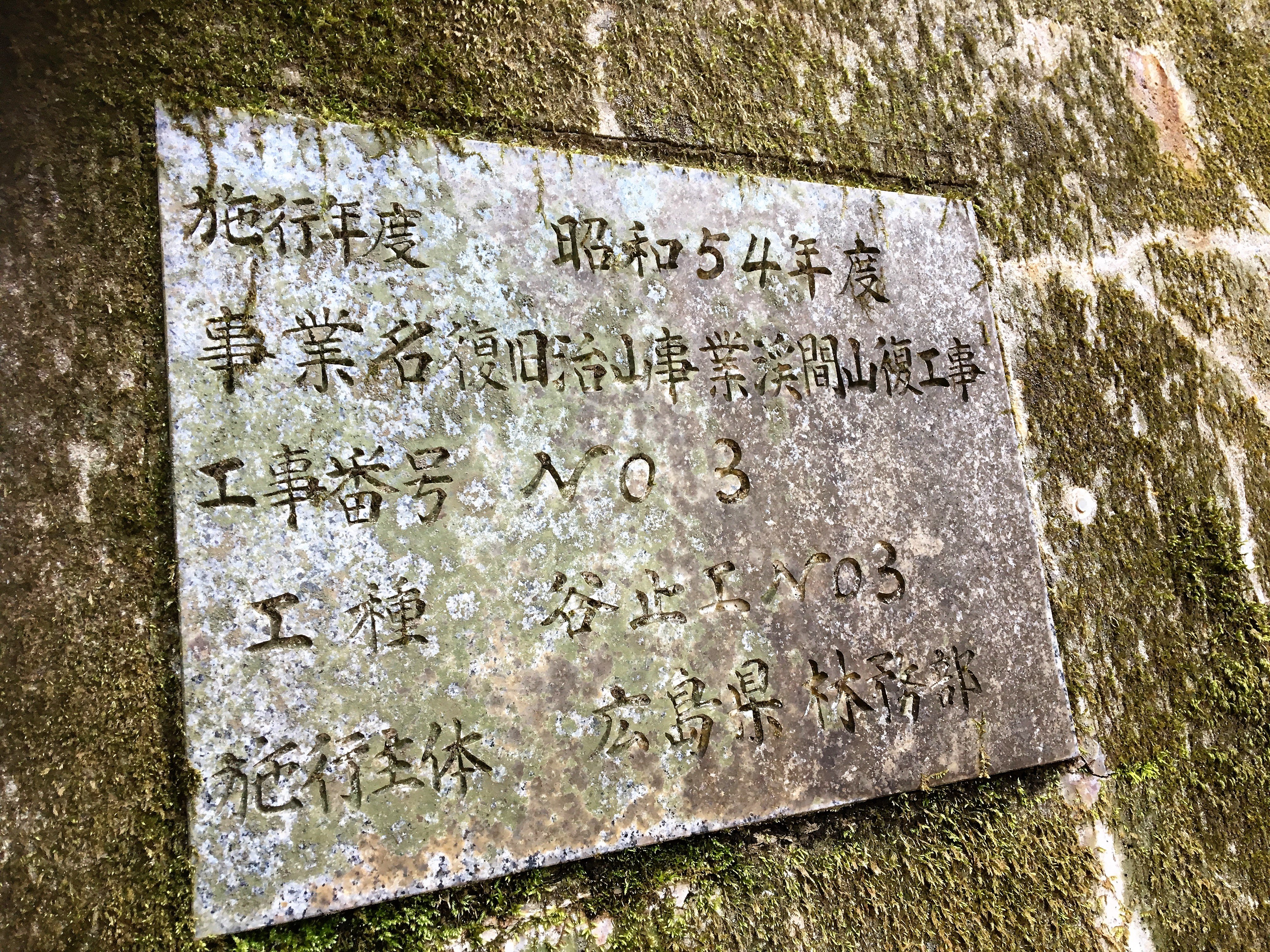
砂防ダムのプレート

### 渓流C

#### 砂防ダム（中）
渓流Cに入ってすぐにある中型のコンクリート製砂防ダム。渓流Bに設置されている3基の中型砂防ダムと同じもので、最も下流側のダムの右側に「昭和54年度 復旧治山事業渓間工事 工事番号 No2 谷止工 広島県林務部」と記載されている。下流側の2基は連続して設置されているが、2基目砂防ダムの上流側で渓流Cは左右に枝分かれし、それぞれの渓流にも各1基ずつ設置され、合計で渓流Cには4基存在する。

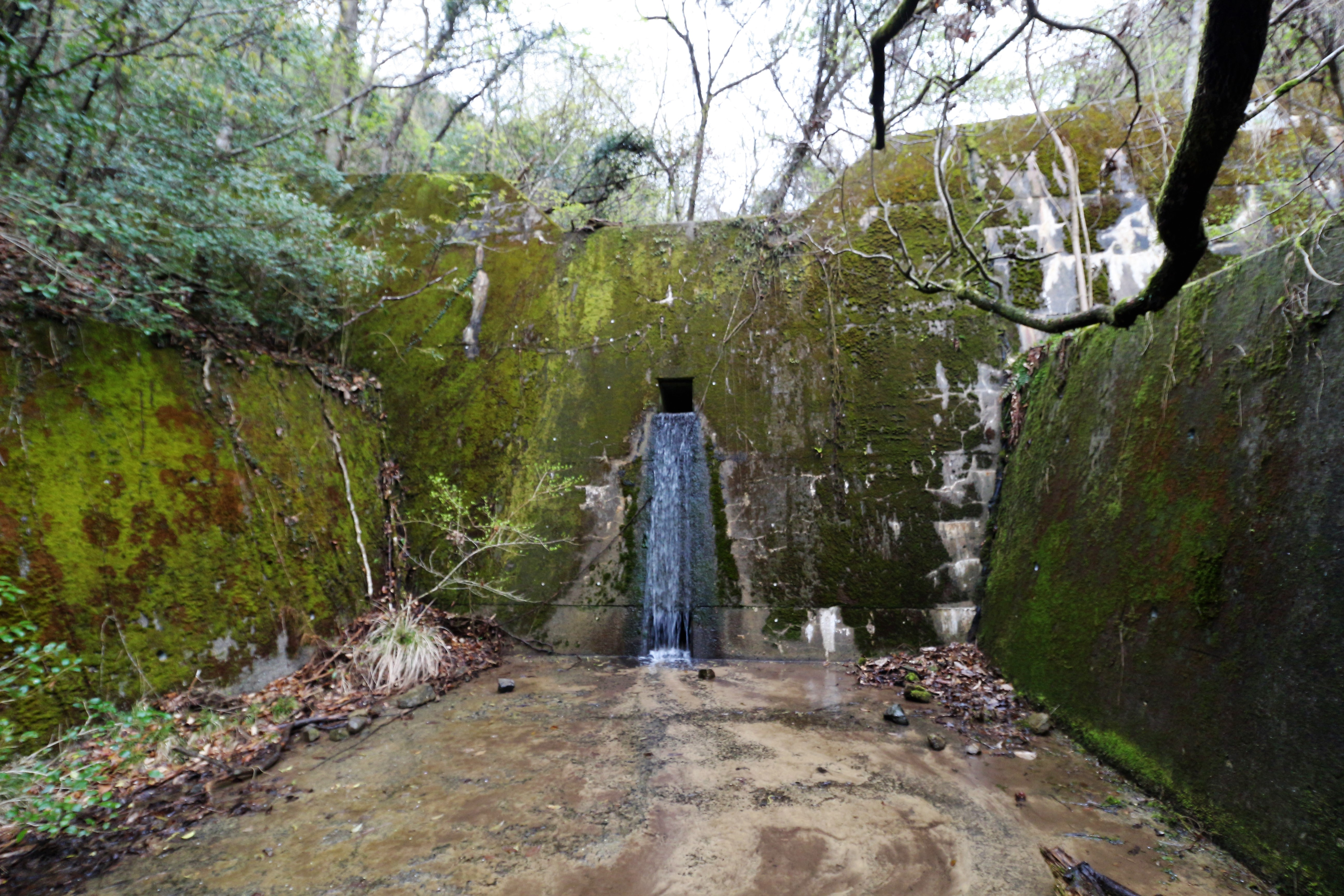
1基目の砂防ダム
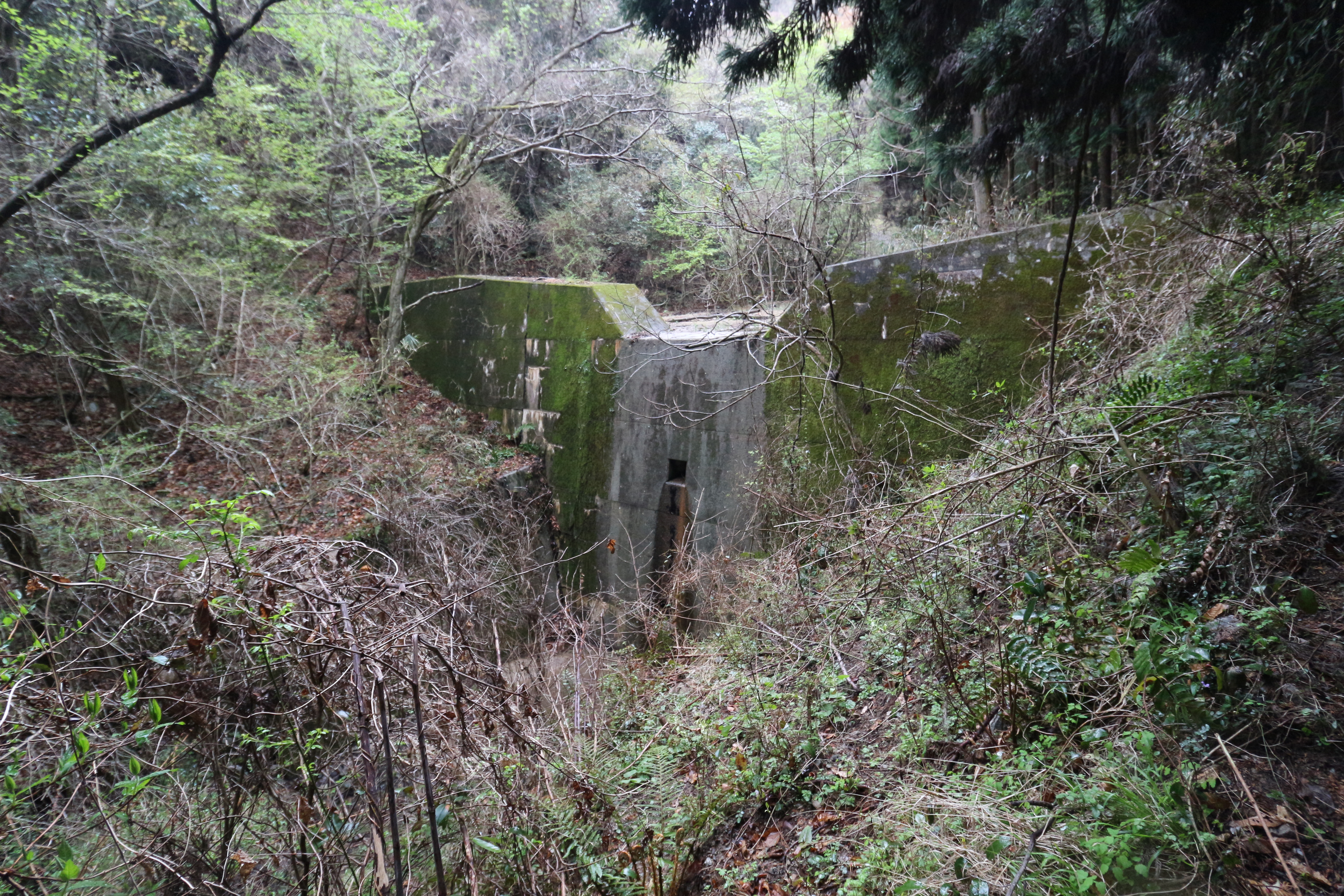
2番目の砂防ダム
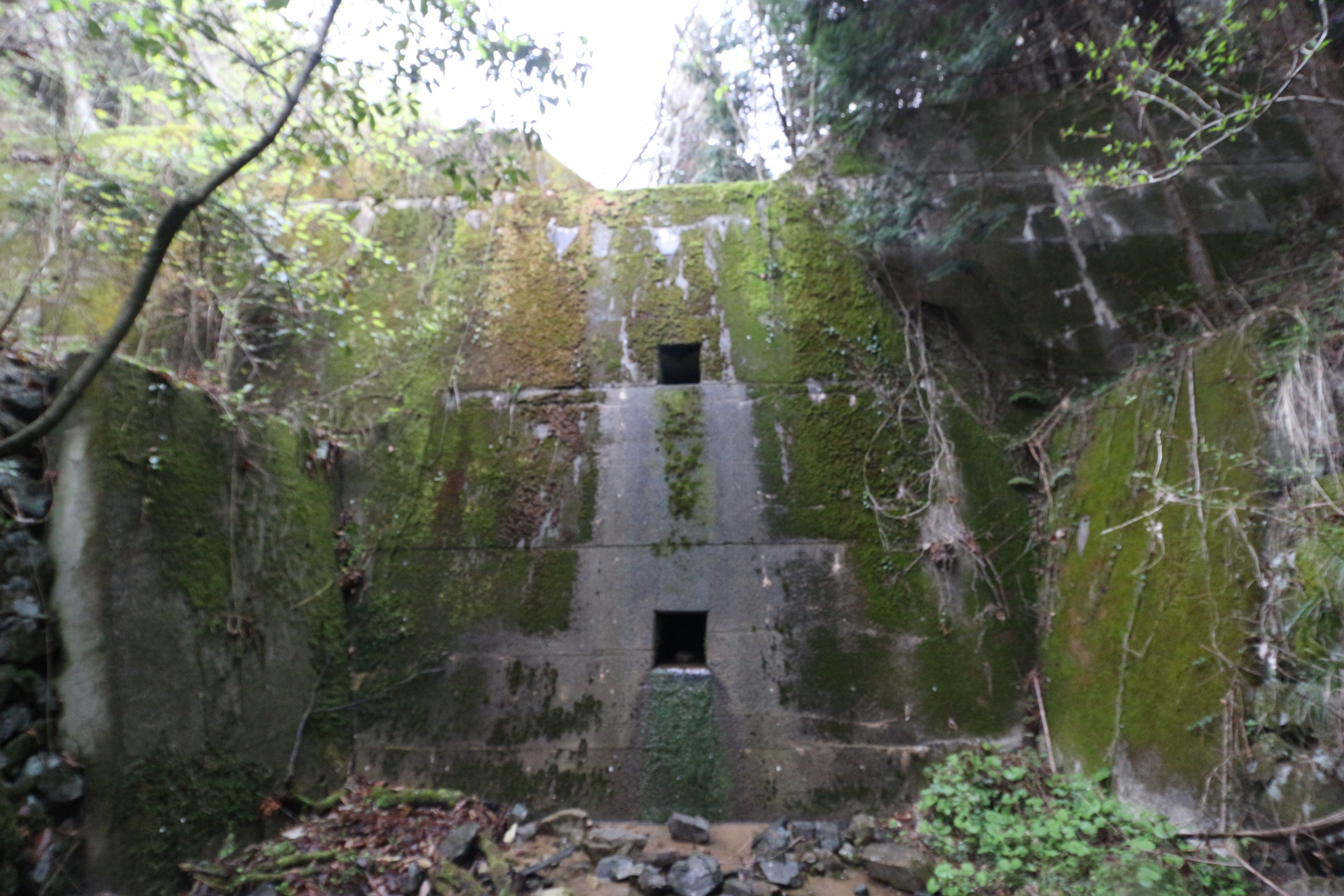
右側の渓流奥の砂防ダム
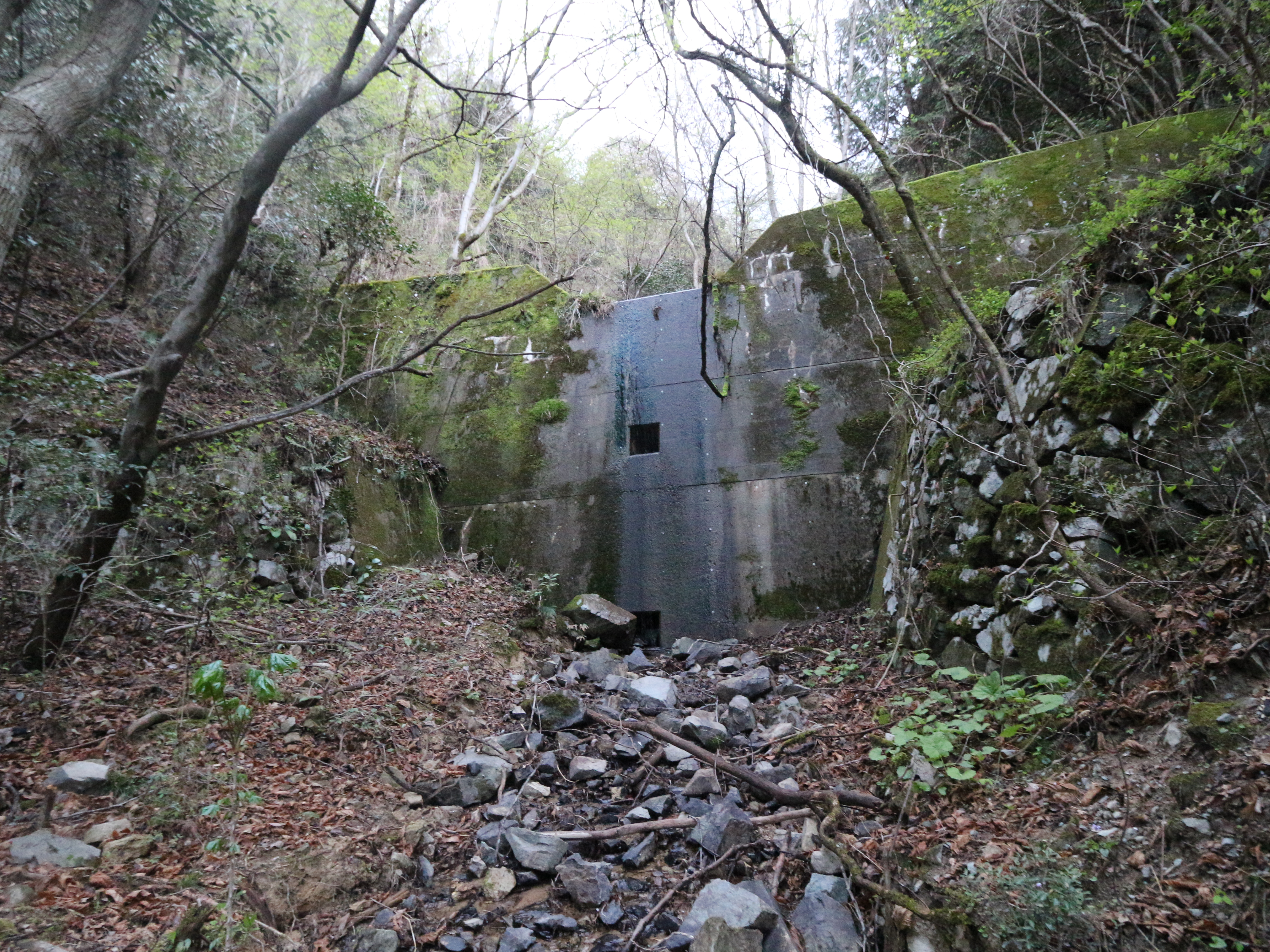
左側の渓流奥の砂防ダム
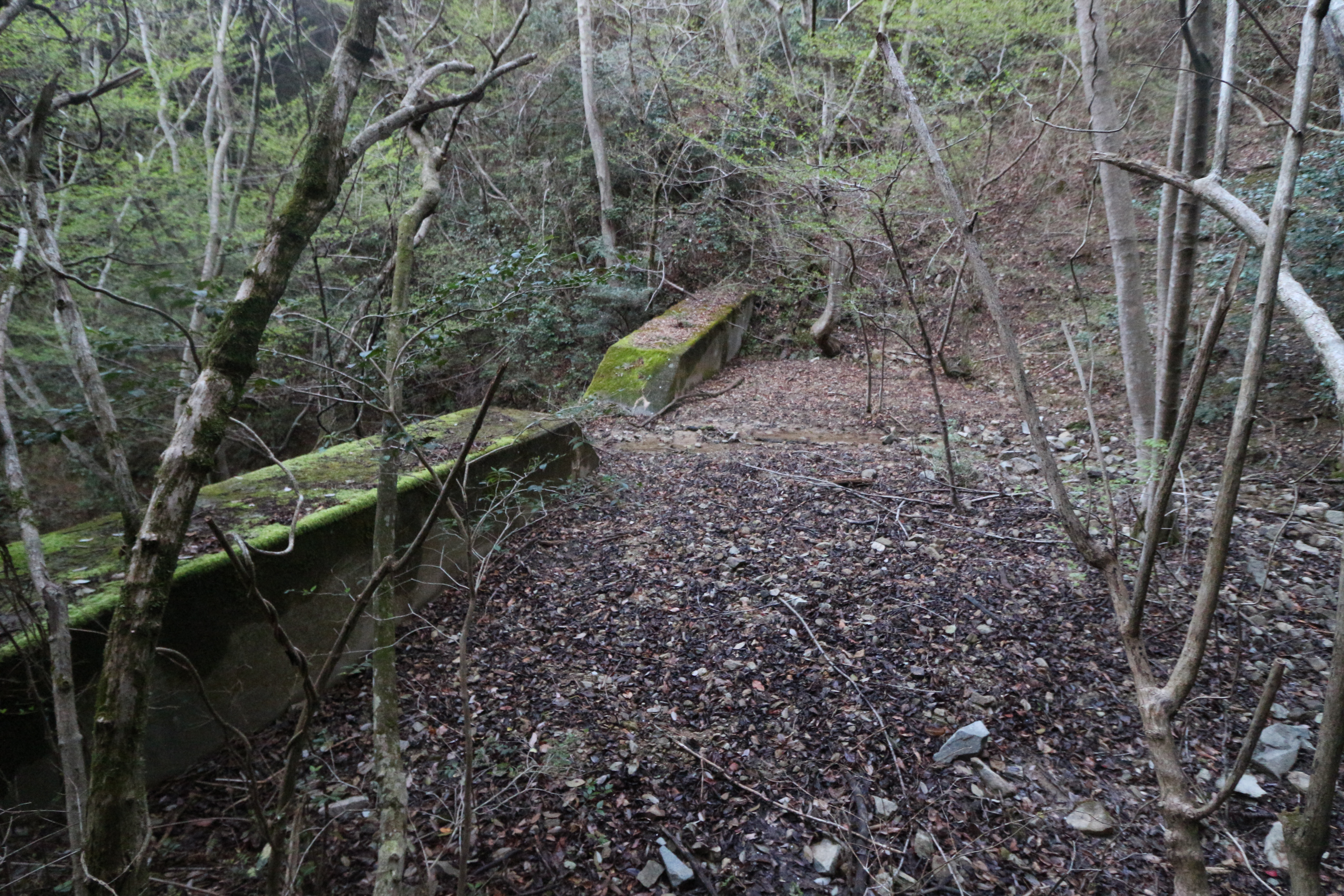
左側の渓流奥の砂防ダムの上流側
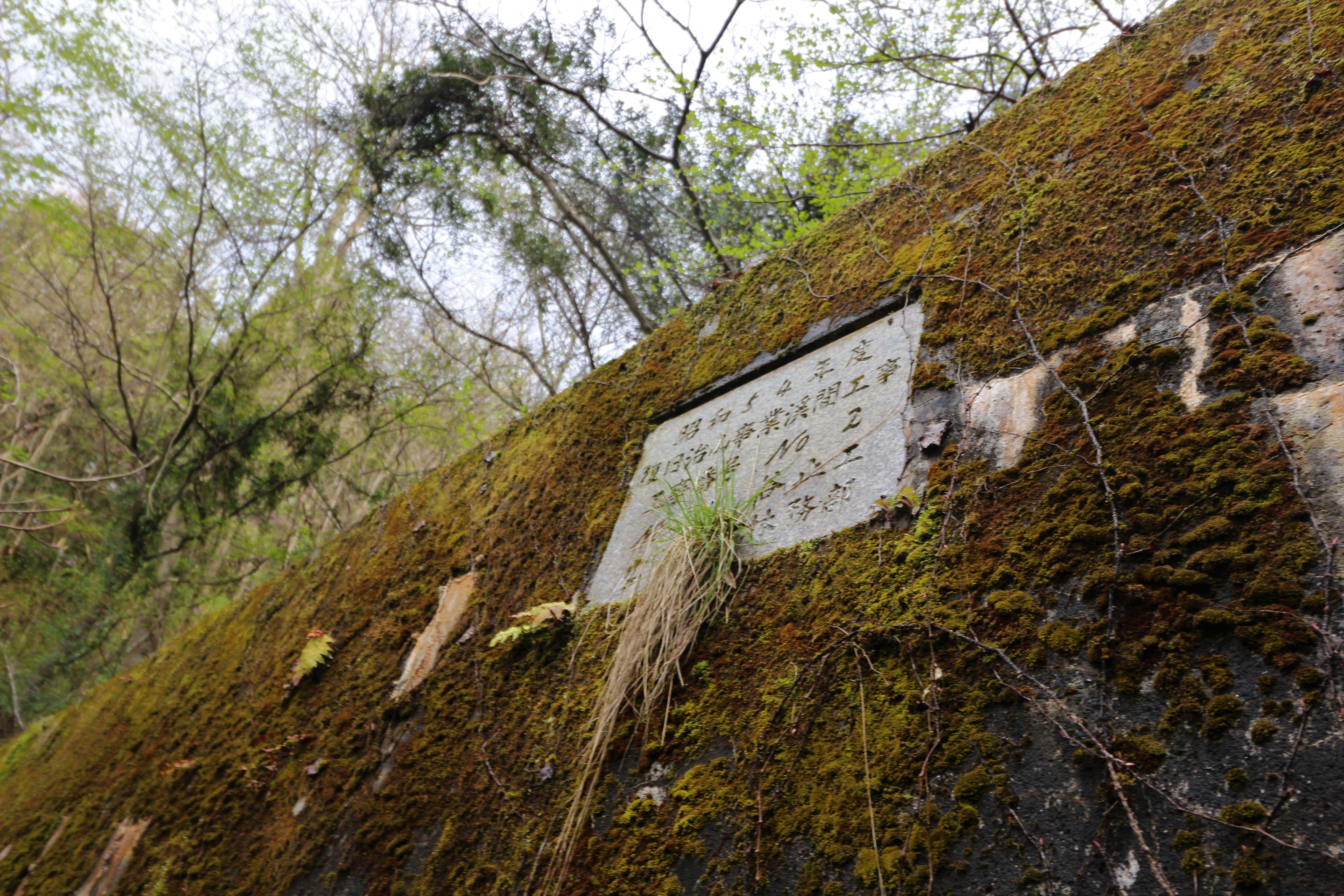
1基目の砂防ダムのにあるプレート

#### 1番目の砂留
1基目の砂防ダムの上流の砂溜まりを登るとすぐ上流側にある小型の砂留。形状は保たれている。（北緯34度30分17.3秒 東経133度15分35.7秒 / 北緯34.504806度 東経133.259917度）
- 正面
- 右側より

#### 2番目の砂留
右側の渓流の砂防ダム上流に存在するやや小型の砂留。堰堤の左側が少し崩れている。この砂留の左上では、山道が旋回場のような広場になっている。広場には古いトラックのタイヤが残されており、以前はここまでトラックが登れるように山道が整備されていたことがうかがえる。

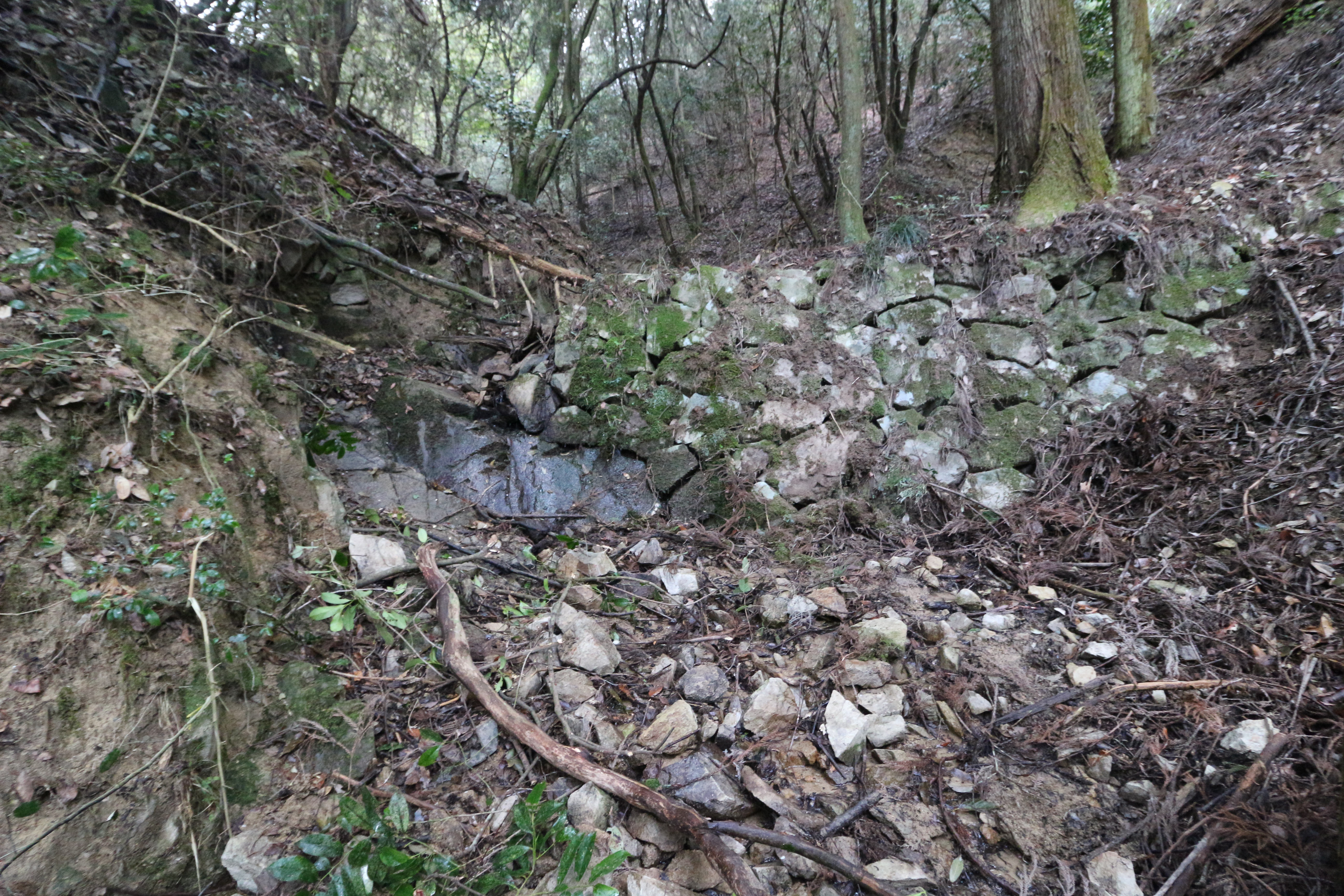
正面
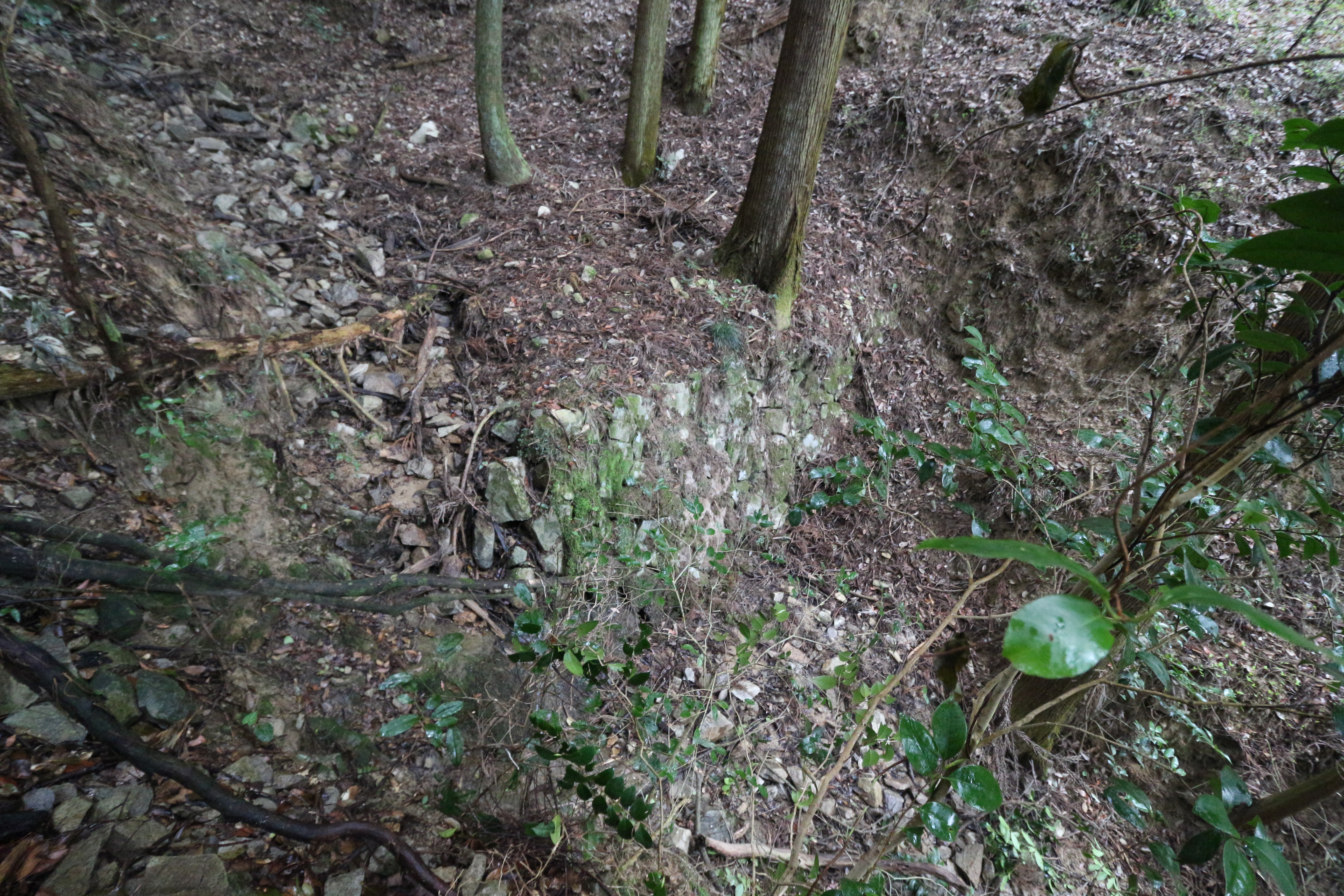
左側より
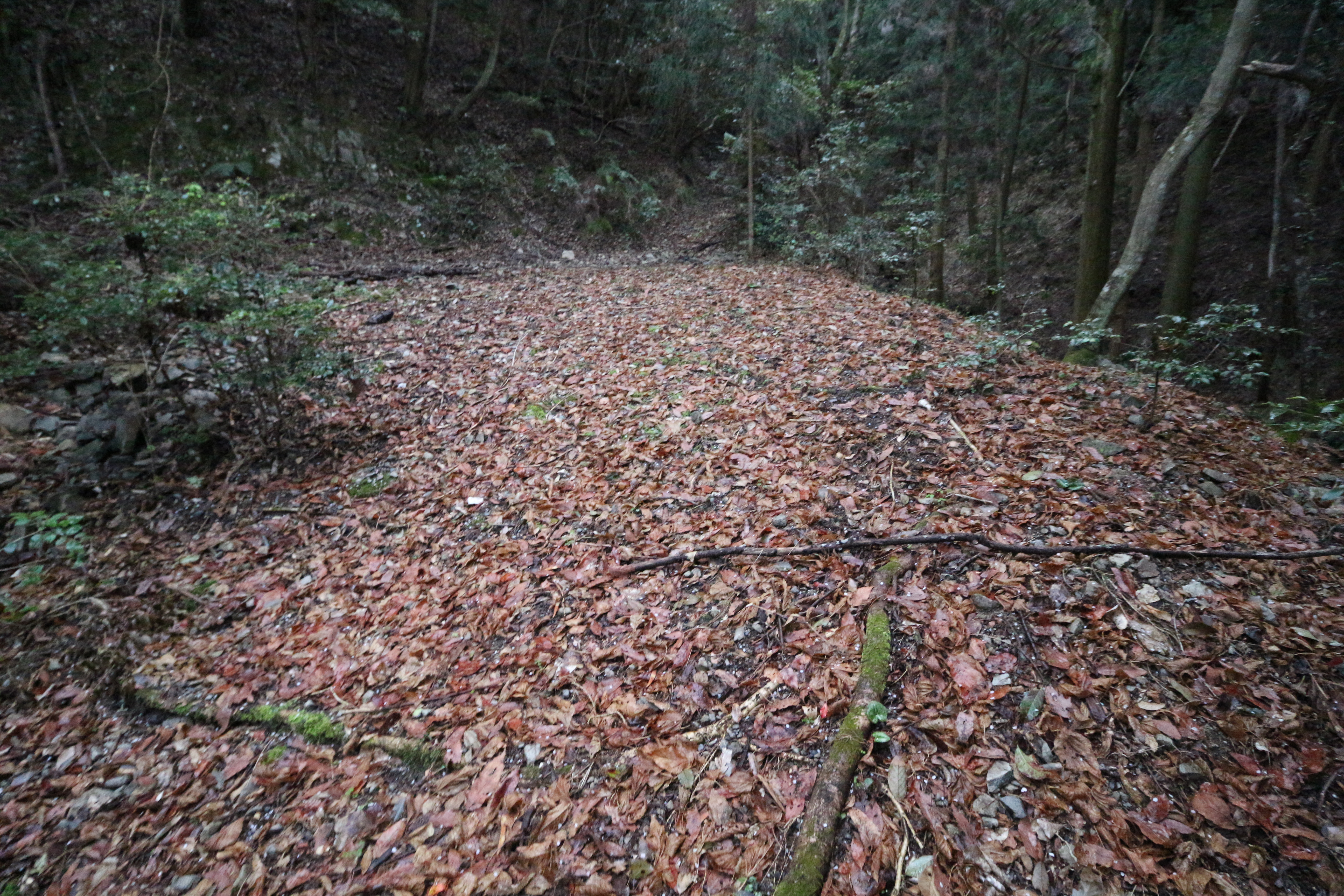
砂留の上にある広場

#### 3番目の砂留
1番目の砂留と同程度の小型の砂留。形状は保たれている。3番目の砂留の上流側で渓流は再び左右に分かれるが、右側の渓流には砂留は存在しない。左側へ進むと4番目の砂留がある。

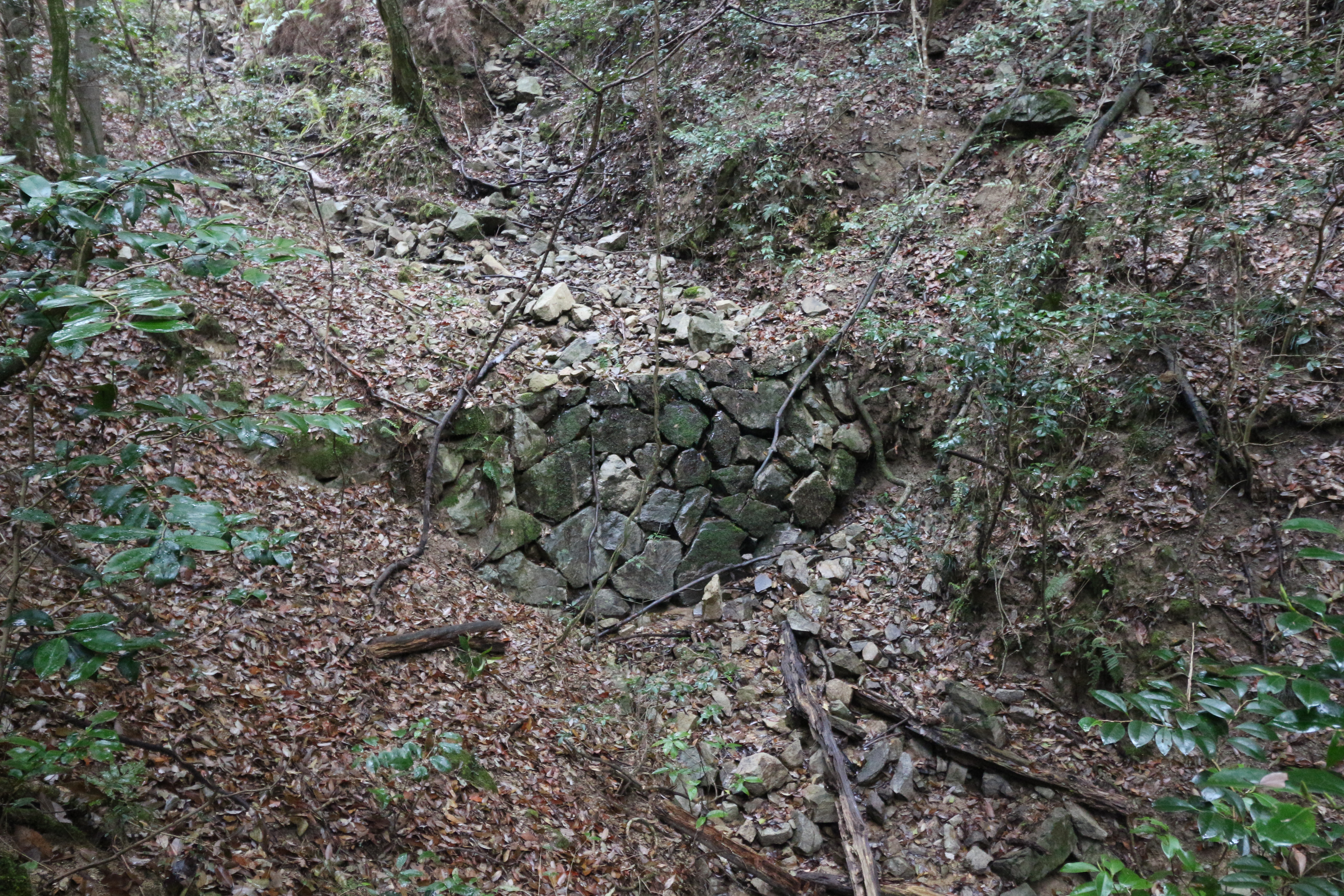
3番目の砂留
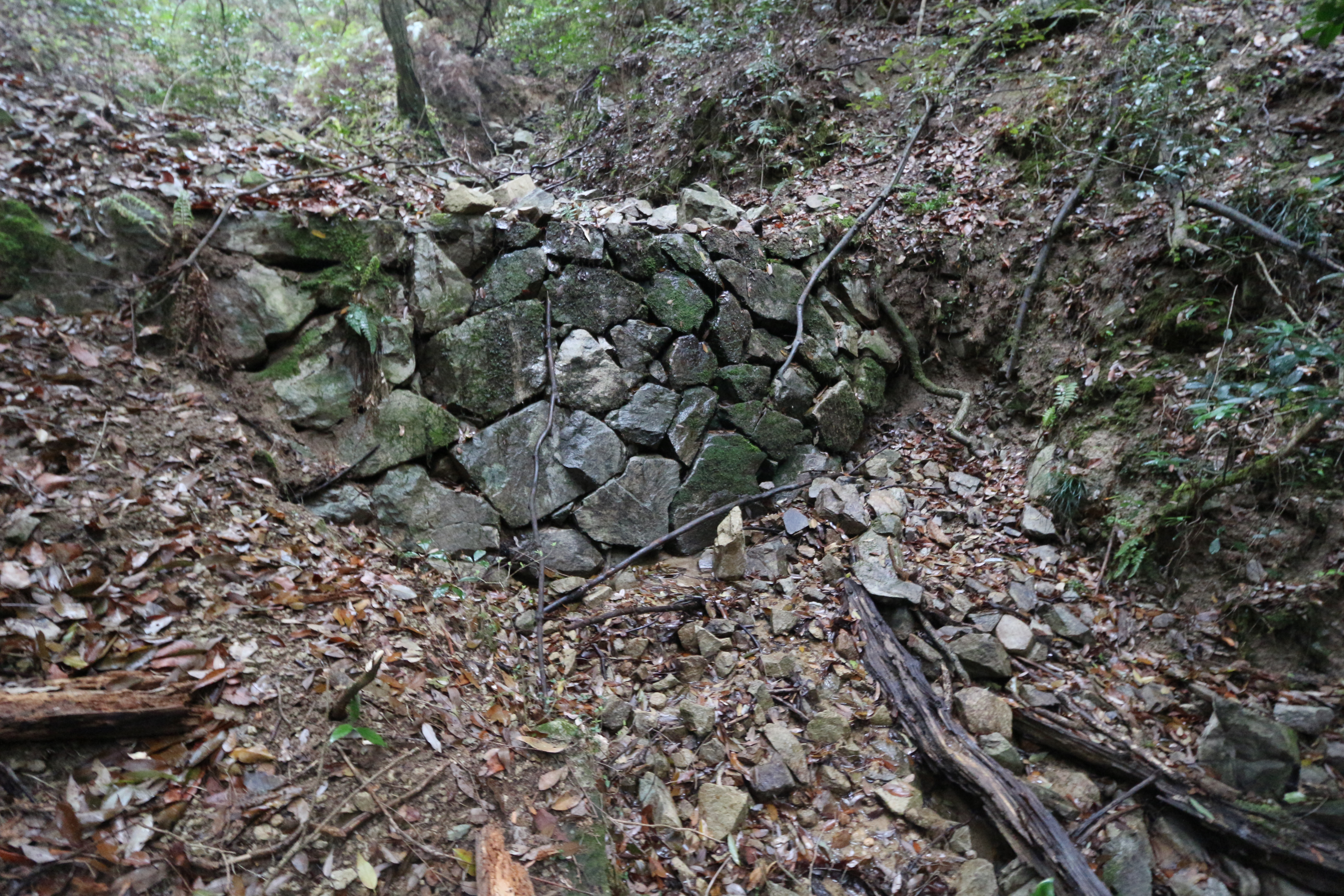
正面
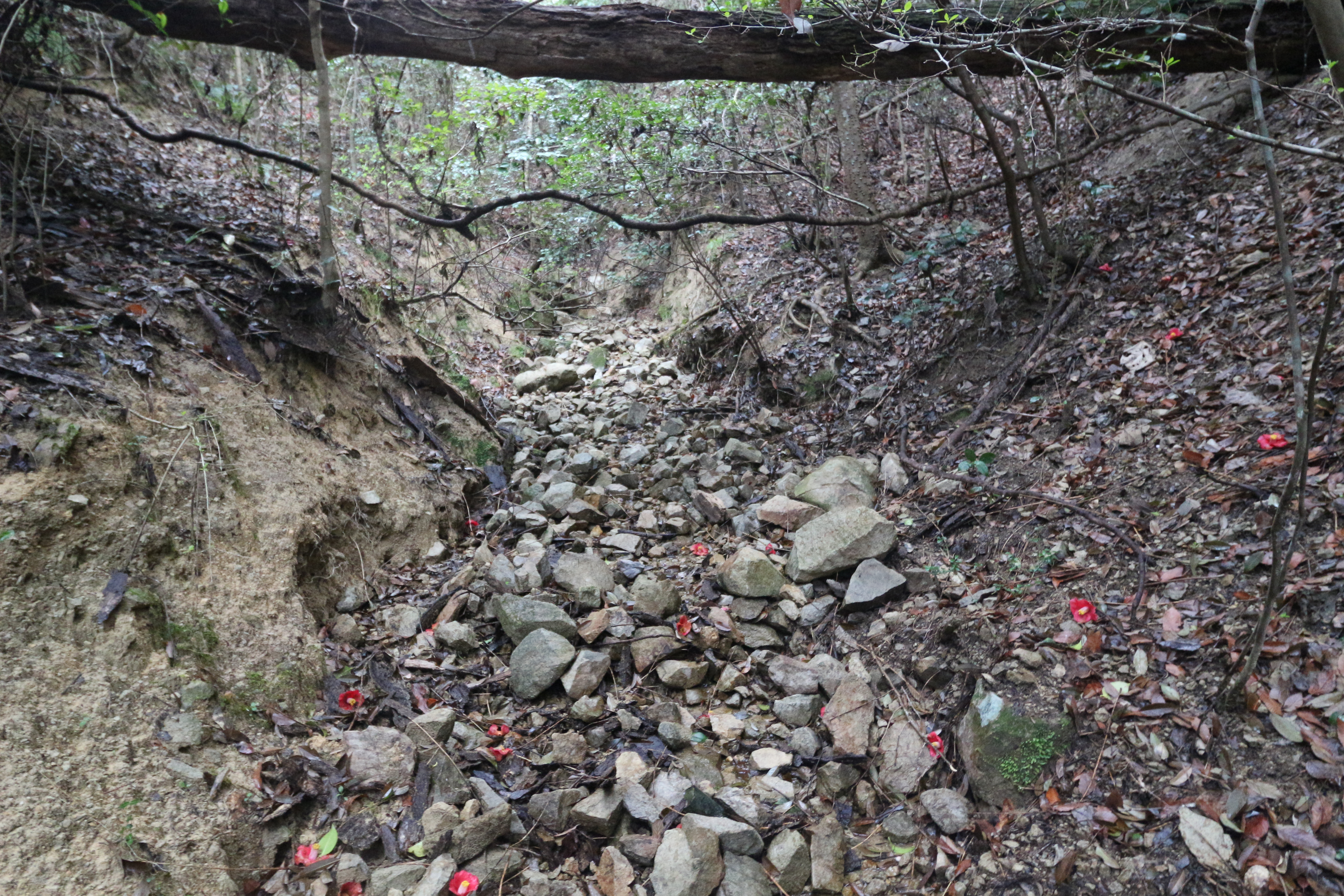
3番目の砂留の上流を右側に登った渓流の様子

#### 4番目の砂留
左岸の山道の石垣と繋がったＬ字型の小型砂留。中央の越流部分が少し崩壊している。また砂留の大部分が土砂に埋没している。またこの砂留の左側上方には、立派な石垣が残されている。

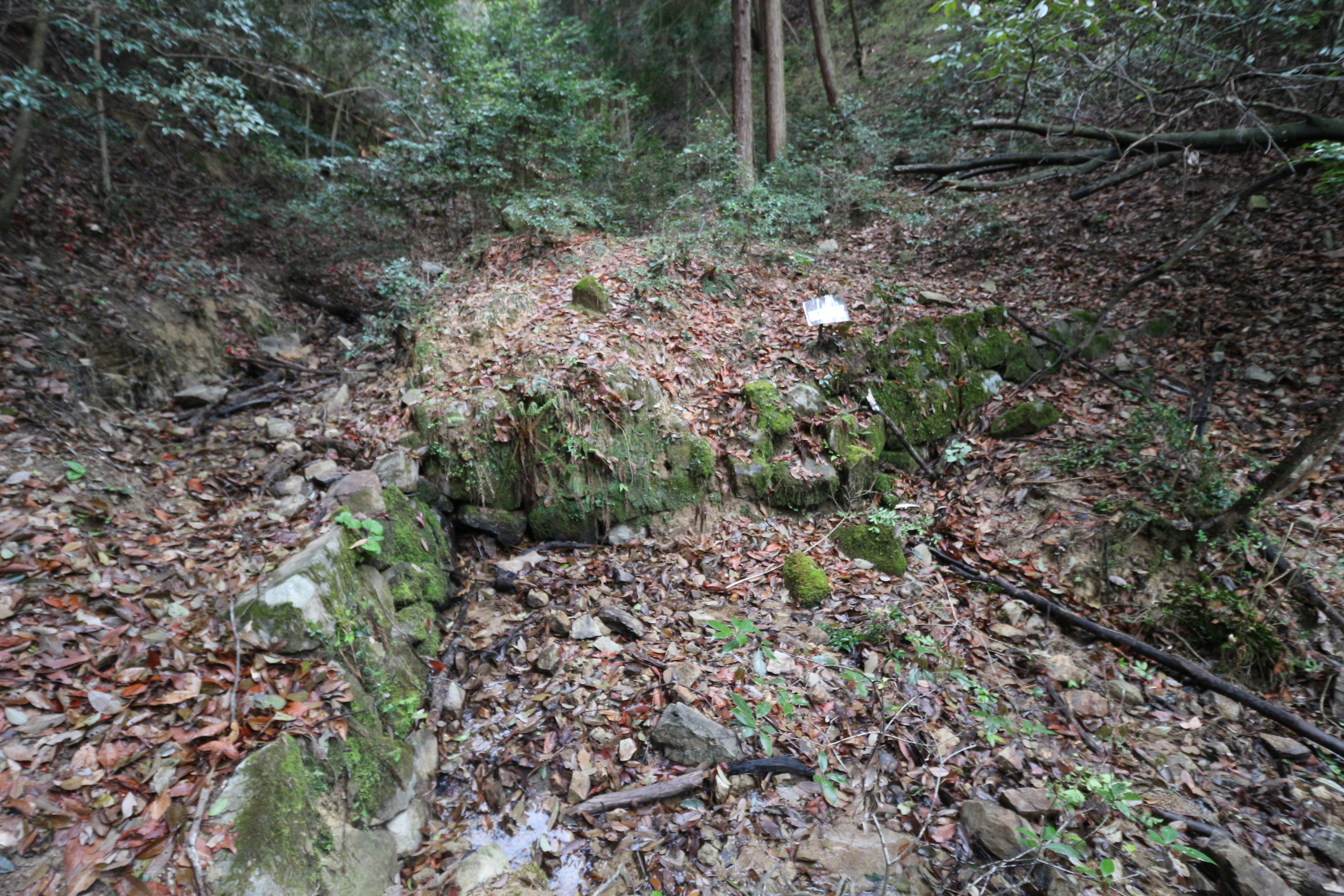
正面
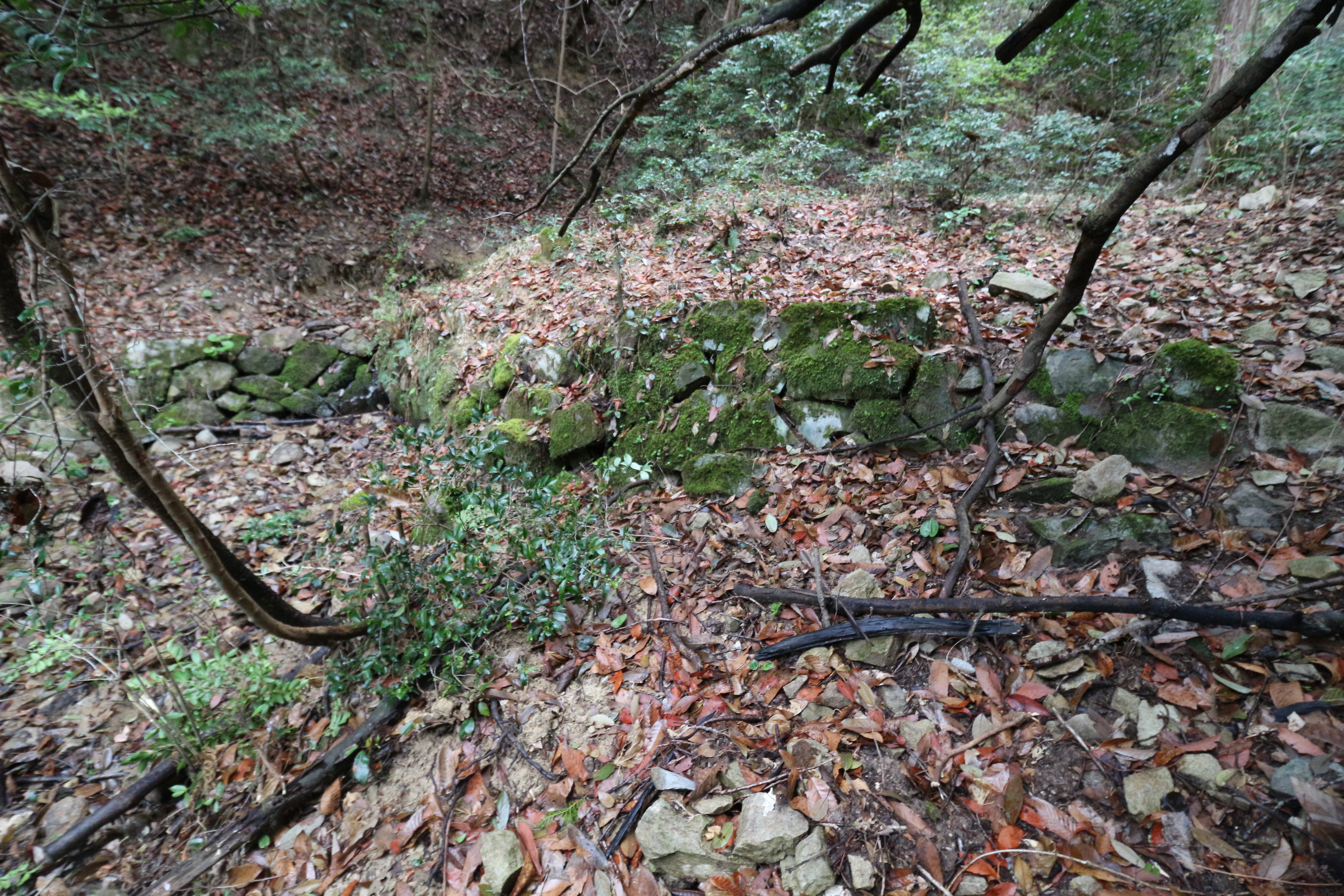
左より
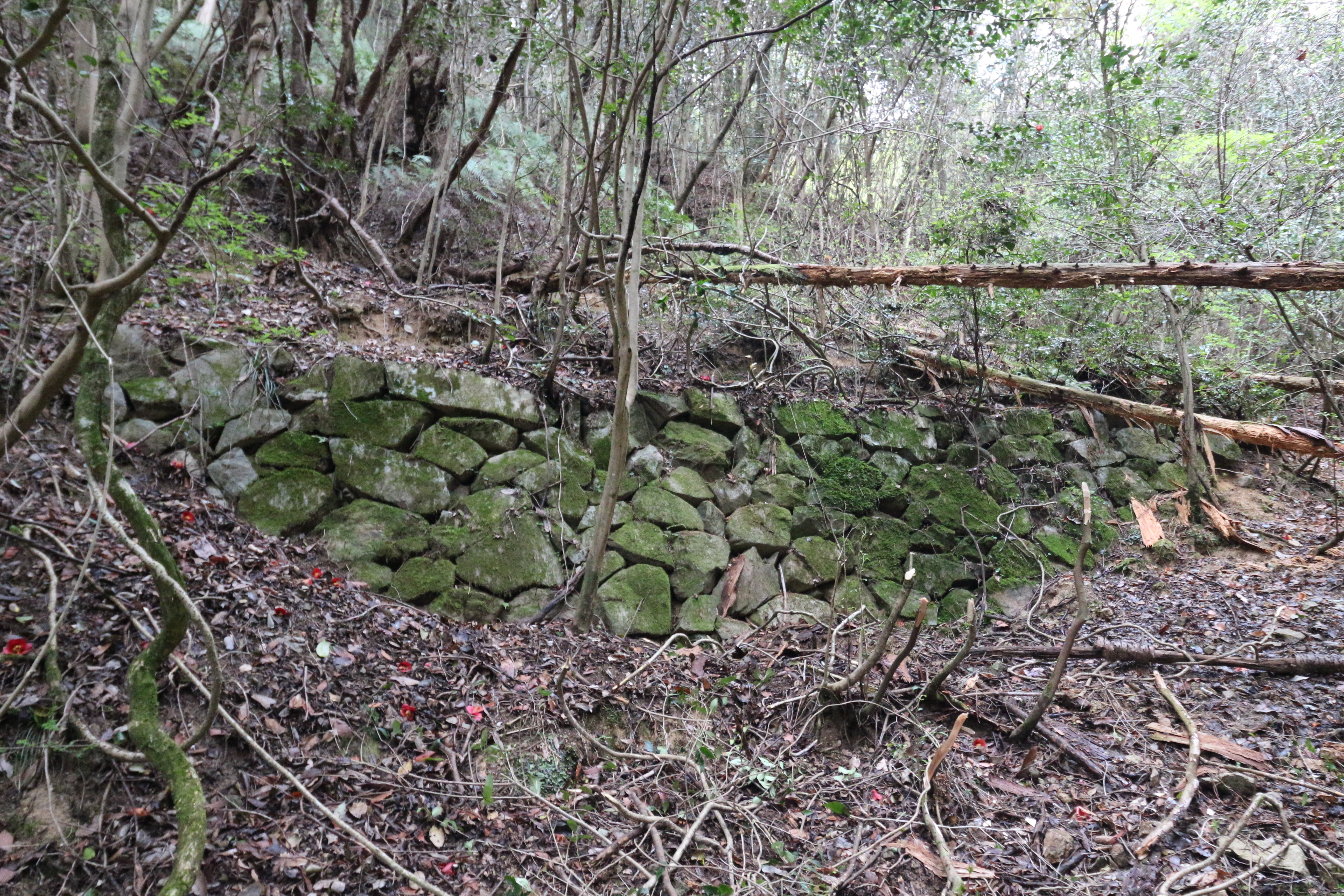
4番目の砂留の横にある石垣

### 堀町川

#### ため池跡
旧わらび荘の廃墟を過ぎて県道が左にカーブする箇所の右手側にある。堰堤の下流側は土塁となっており、中央に越流部がある。堰堤の内側には石垣が組まれている。昭和36年の「モデル治山治水大谷山観光森林公園圖」には未貯水の状態で描かれており、当時より貯水していない状態だったことが分かり、堀町川が溢れたときに一時的に貯水する目的で作られたと思われる。ため池を1周する歩道が残されている。元ため池の底だった部分には、近世に造られた井戸が残っている。北緯34度30分25.9秒 東経133度15分39.4秒 / 北緯34.507194度 東経133.260944度

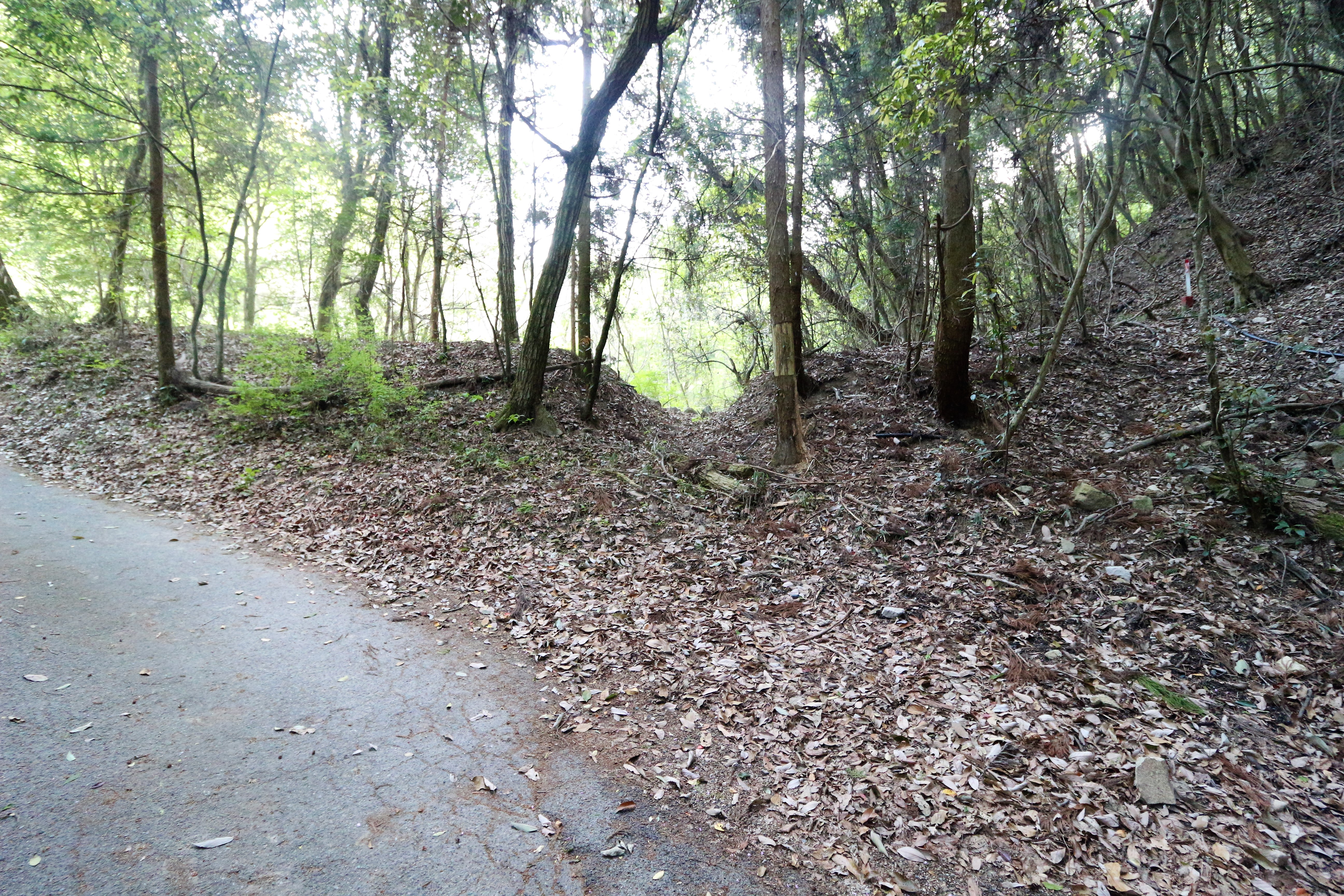
下流側は土塁となっている。手前の道は県道
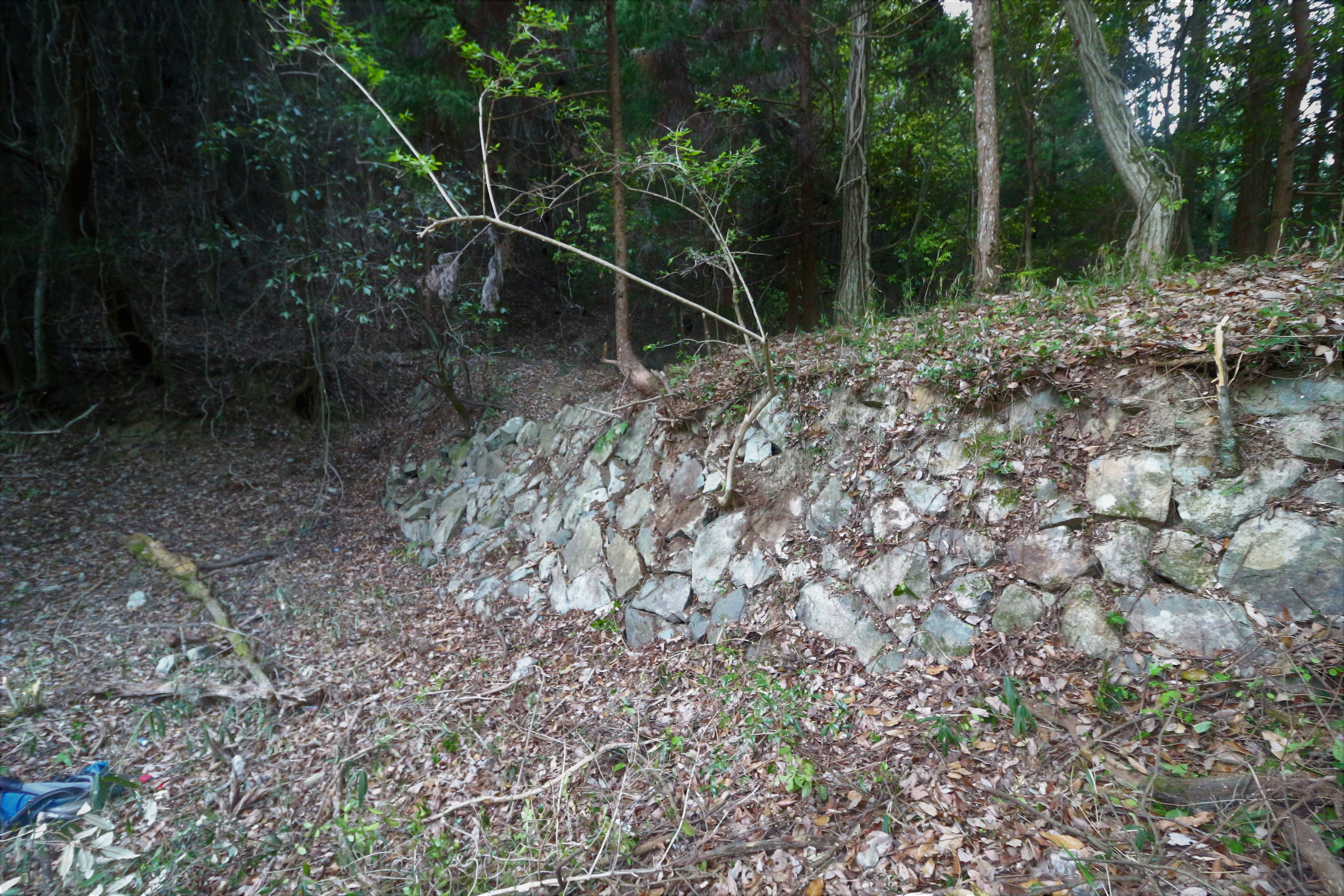
内側は石積み
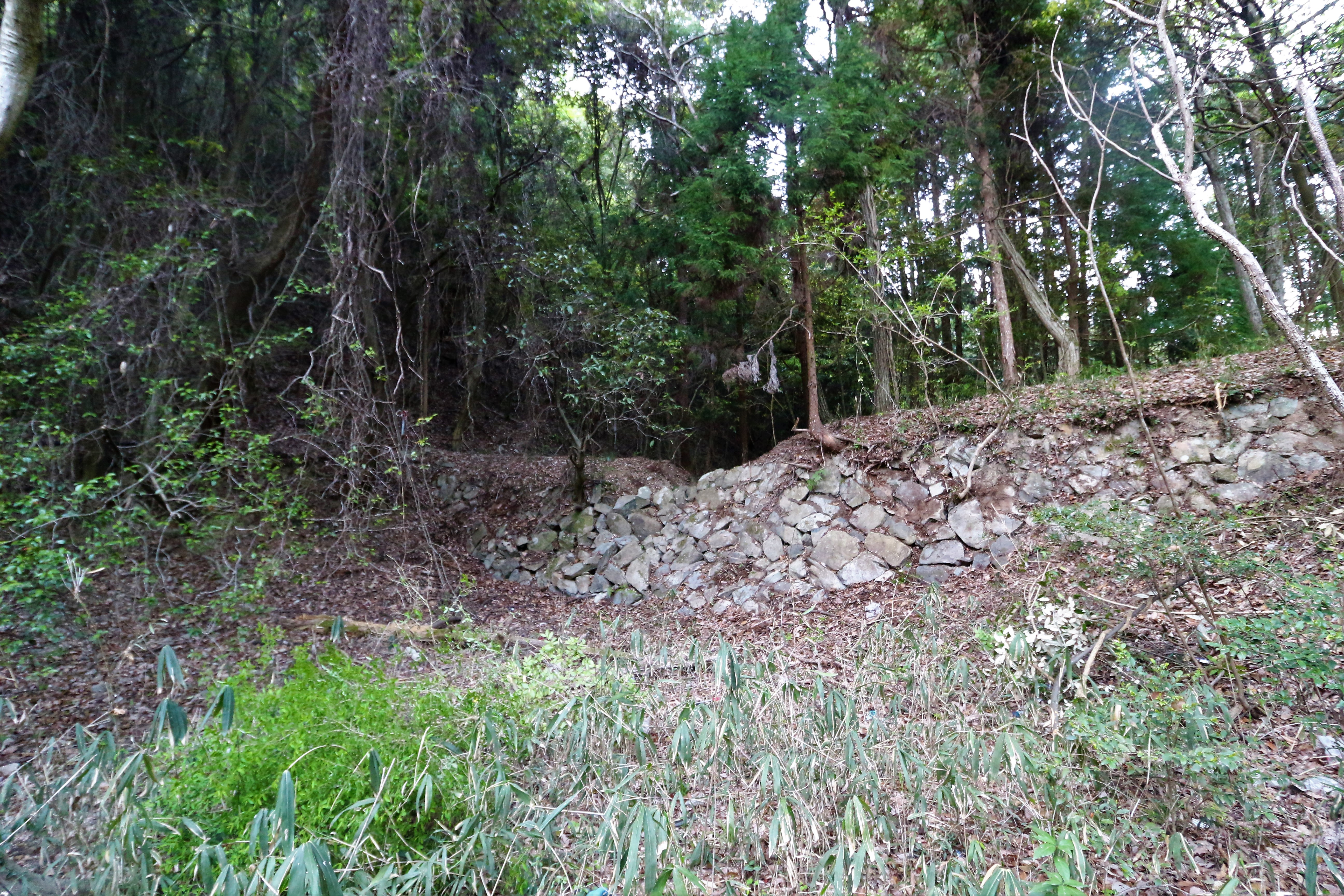
上流側より
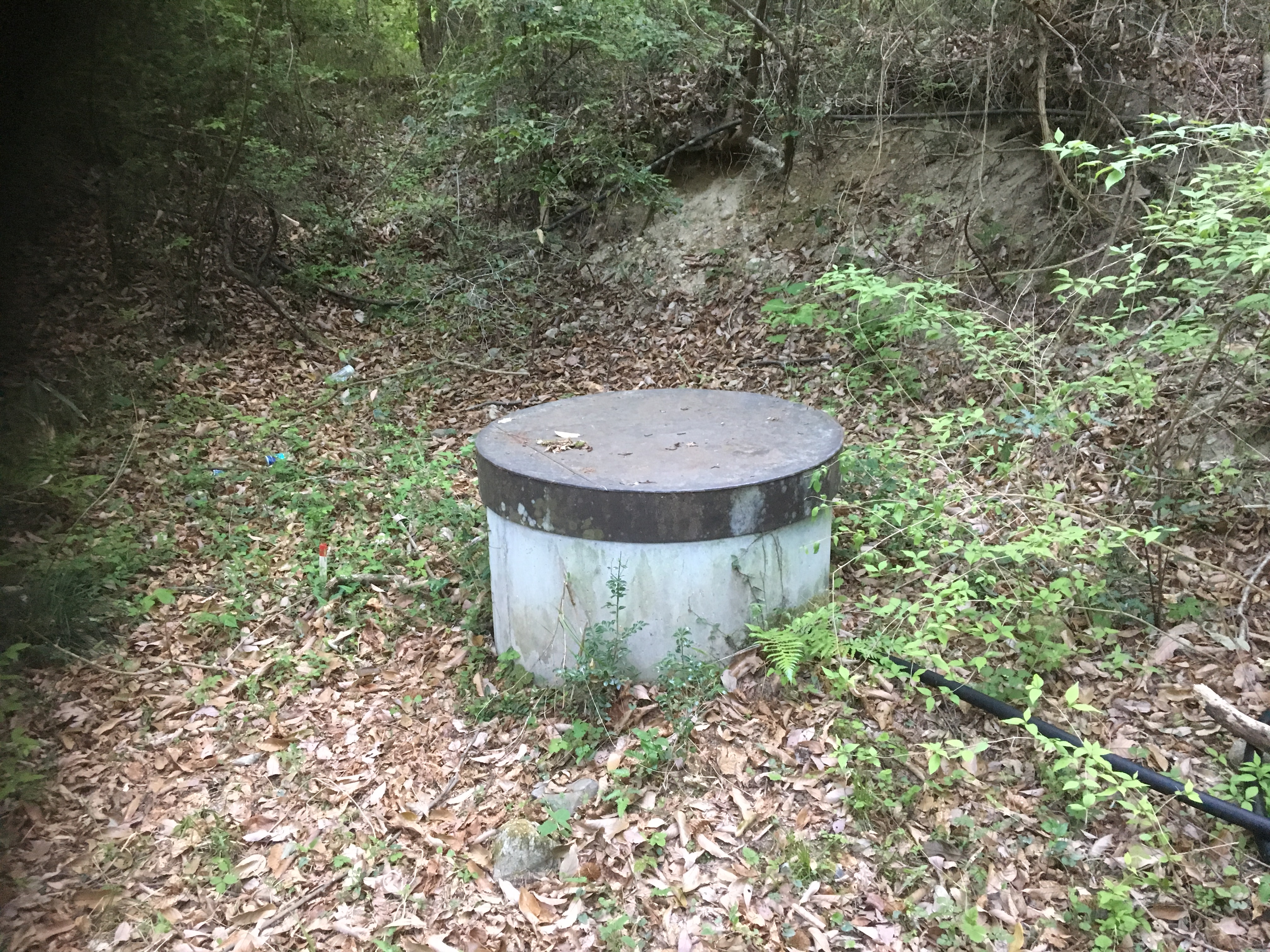
ため池跡の中にある井戸

#### 砂防ダム（中）
堀町川を更に上流に登っていくと車道が右岸から左岸に移ったのちに中規模のコンクリート製砂防ダムがある。堀町川の右手側にかつて歩道があったが、土砂崩れや川の侵食で寸断されている。その後、ため池(B)（後述）との間に形が崩れた石積砂留が1基残されている。

#### 青笹池
県道に沿って存在し、上流側では堀町川を県道が再び左から右にクロスする。急斜面に築かれており、下流側の堤防は大規模な造りになっている北緯34度30分17.5秒 東経133度15分21.6秒 / 北緯34.504861度 東経133.256000度。「モデル治山治水大谷山観光森林公園圖」では周囲に小型の砂留が数多く記載されているが、2018年現在では、近世に造られたコンクリート製砂防ダムが数基残っているのみで、石積みの砂留は現存していない。

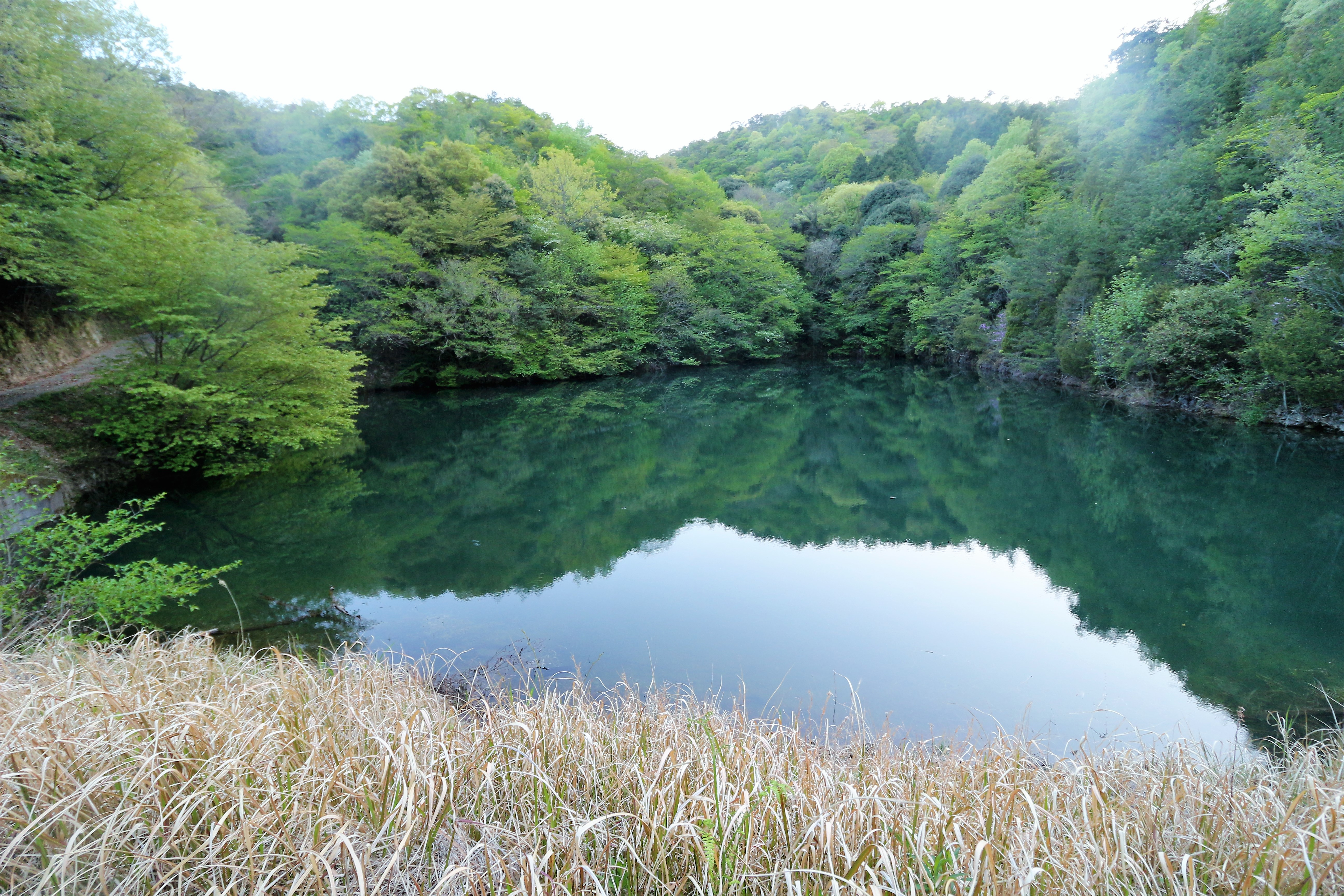
堀町川源流近くにある青笹池。土手の上から撮影
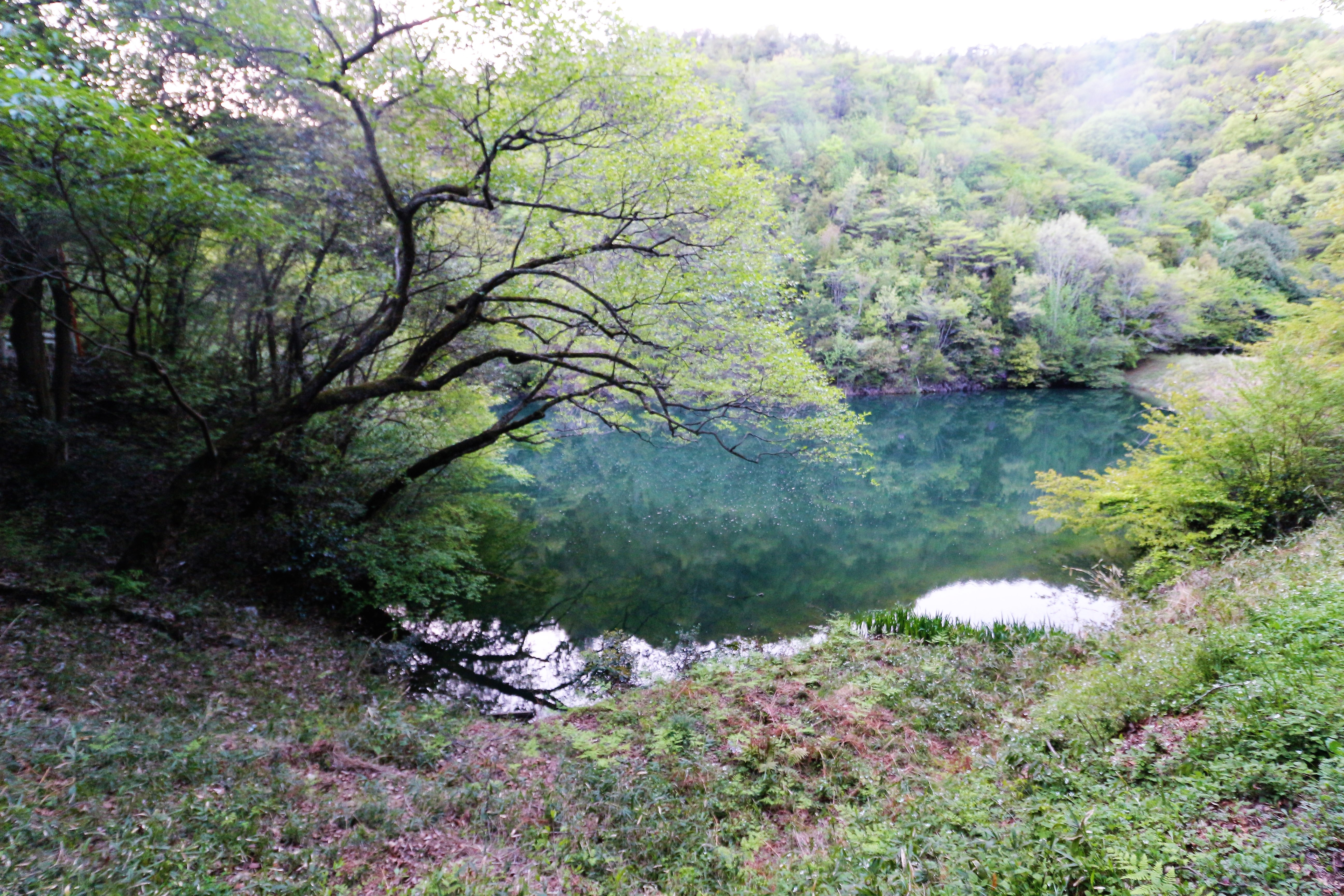
左手の県道から撮影。
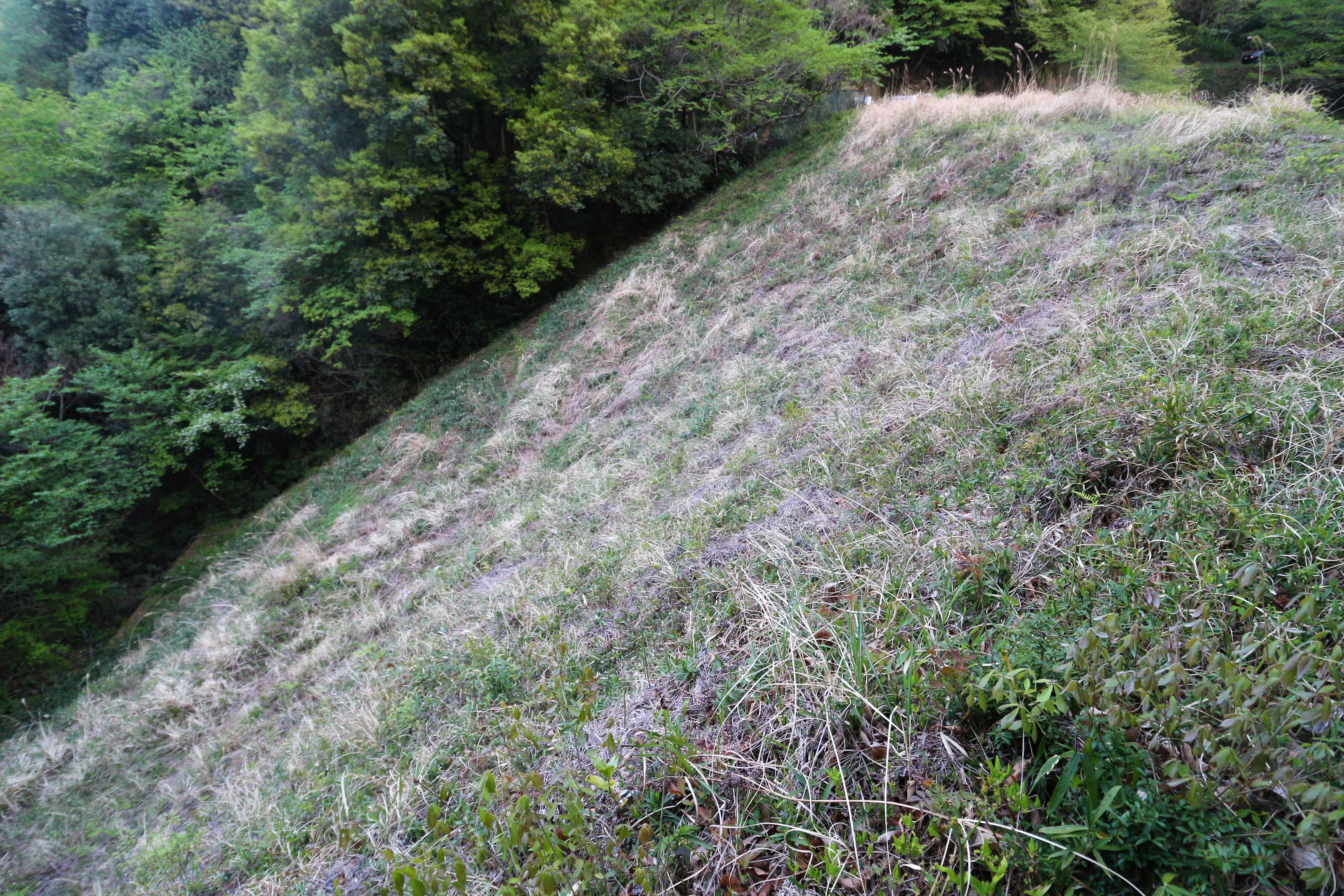
下流側の土手
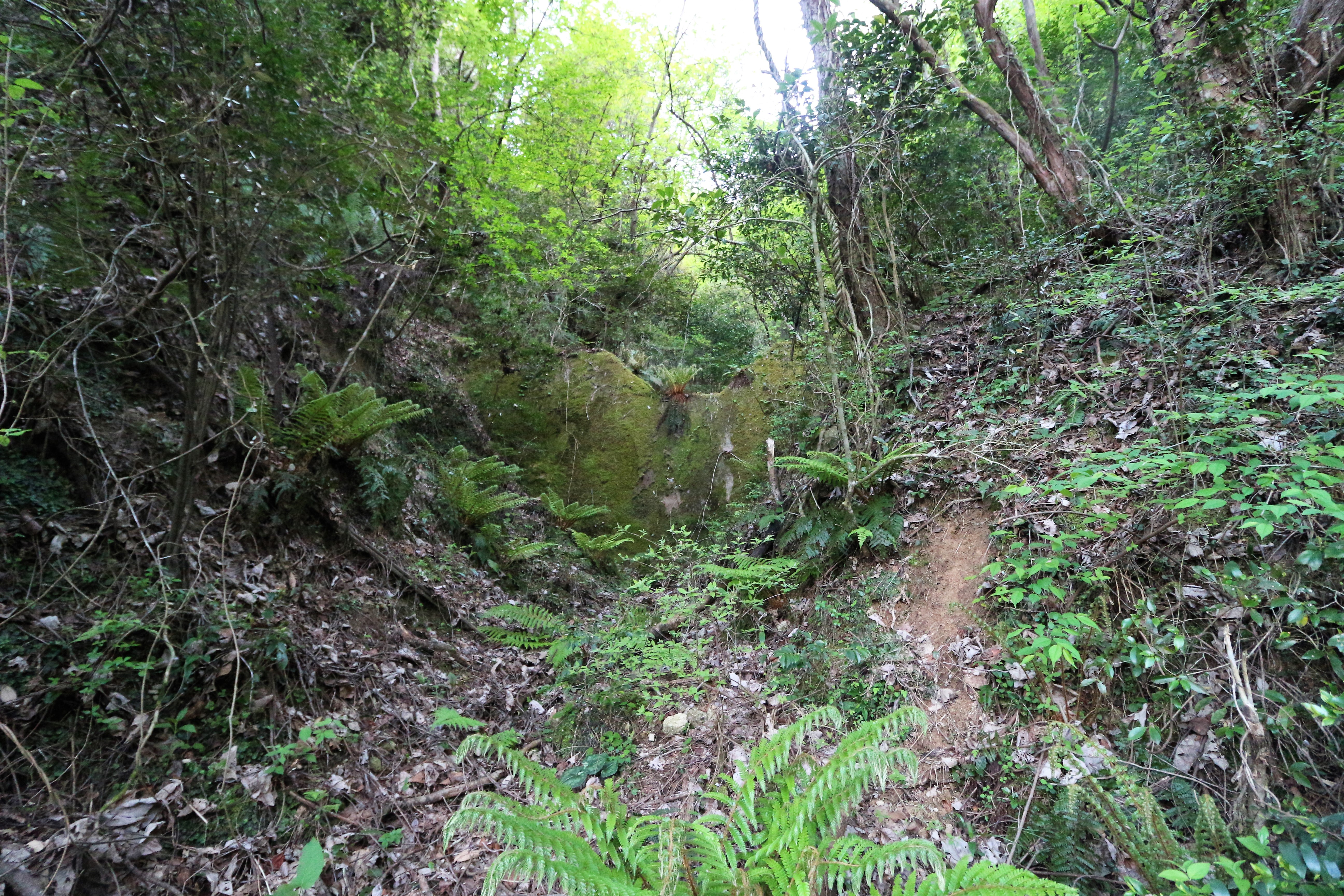
青笹池の手前の県道山側にあるコンクリート製の砂防ダム

## 大谷池について
大谷池は大谷砂留を通る渓流が注ぐ「ため池」。堤高は14.5m、貯水量は9100トン、標高は112m。大谷池の西岸を広島県道158号線が南北に走っている（狭小路）。手前には有地隆信が築城し、有地景信が居城した大谷城跡 や採石場跡 がある。また、数多くの神社 もあり、湖畔にも大谷荒神社が祭られている。大谷荒神社脇にも渓流があるが、こちらには砂留は存在しない。出水ゲートは池の北東部にあり、堀町川の水源となっている。大谷池は、2016年の広島県の耐震性調査によって安全性を示す「健全度」がA-B-Cの3ランクの内の最低のC（震度5強程度の地震で決壊の恐れがある）とされ、貯水量の制限がかけられている。今後は、堤防の耐震補強工事が実施されなければ満水にしてはならないとされる。決壊した場合は50分以内に芦田町福田までの範囲で水深0.5-1m前後の床上床下浸水になるとされる。また有地川、堀町川の水深は2-3mになると予想されている。

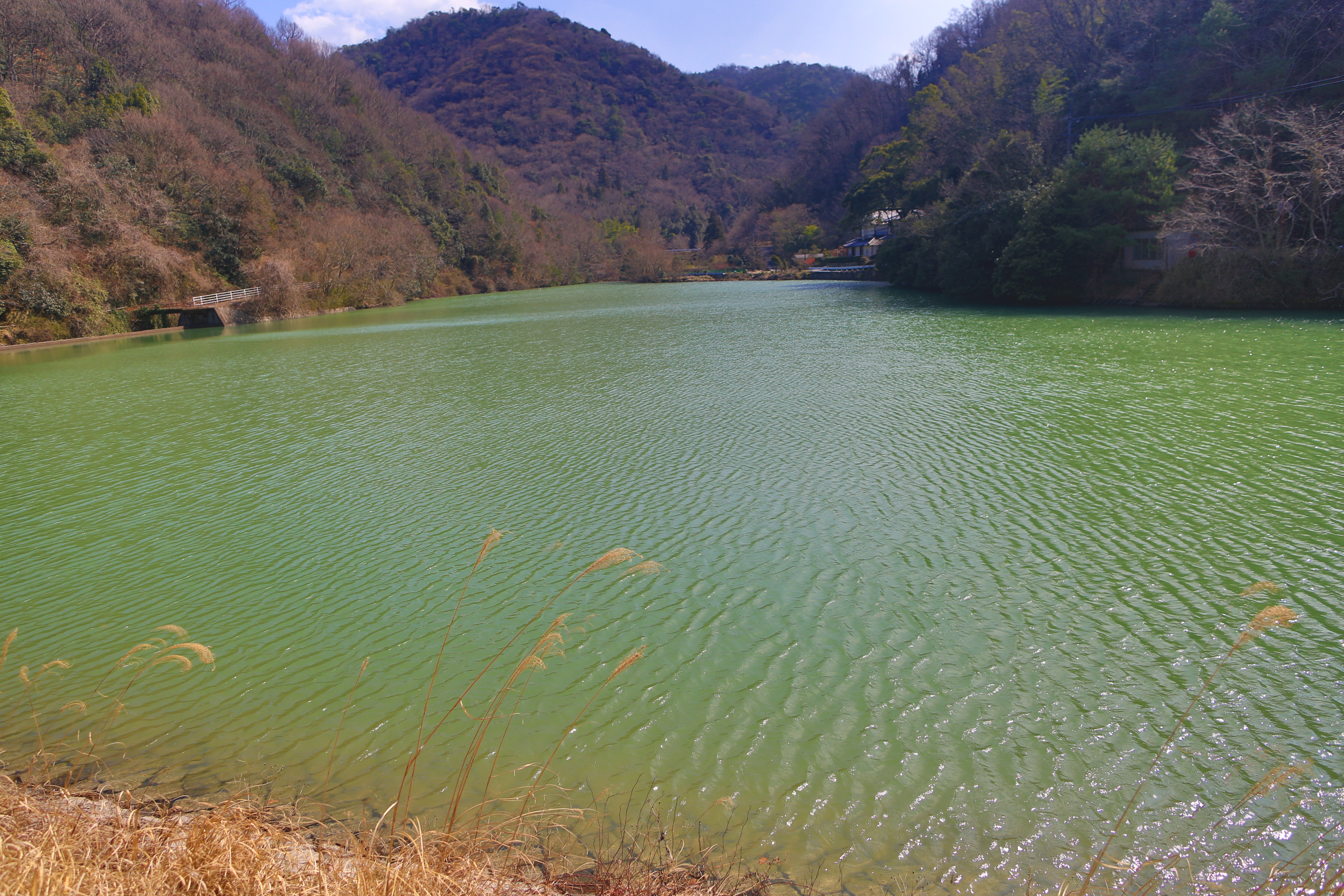
北から大谷池を見る
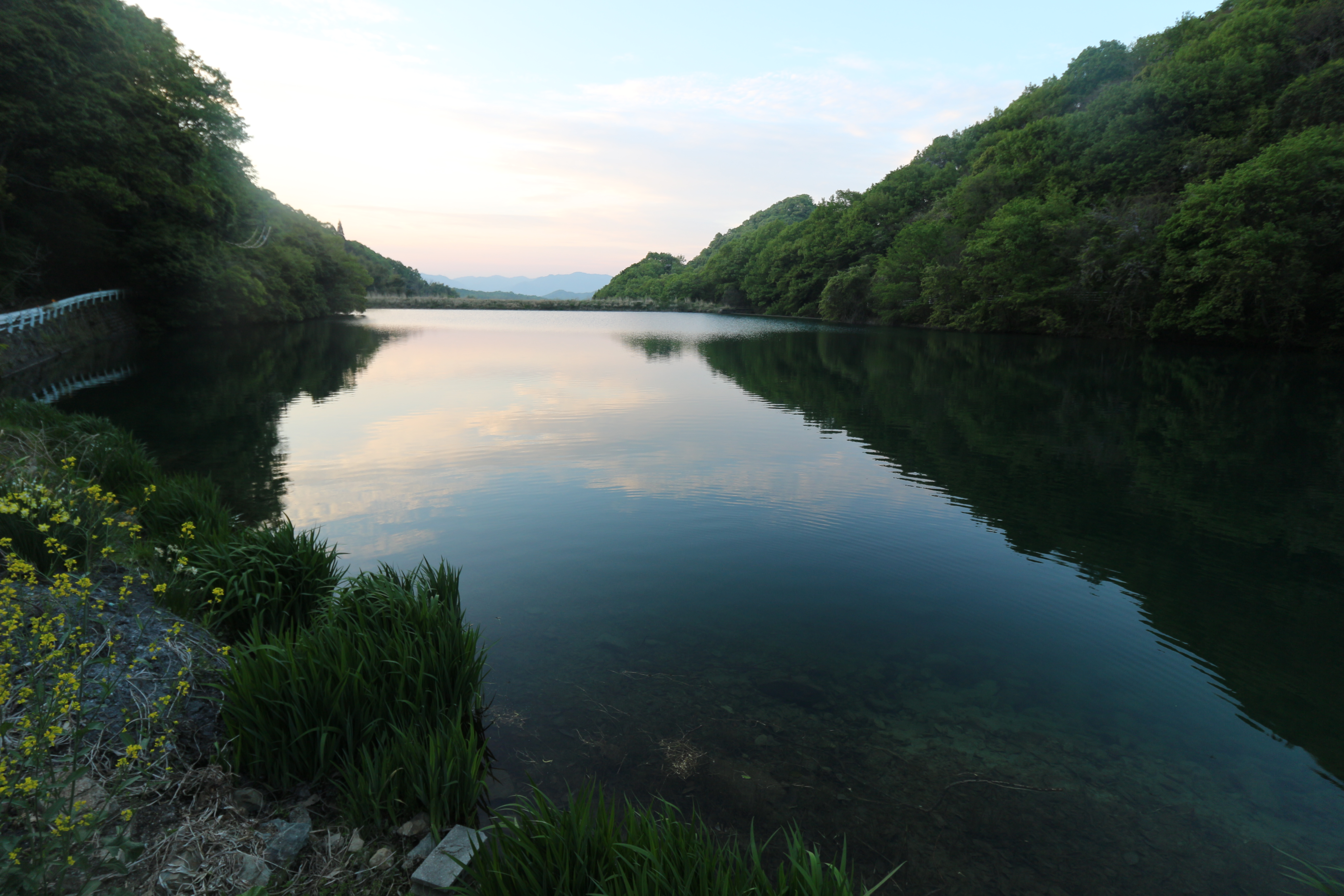
北東側より堤防を見る

## 林道大谷線について
林道大谷線は広島県道158号線の大谷池南端から東側に分枝して、大谷砂留に沿って大谷山の斜面を登る林道。福山市建設局土木部農林整備課が管理している。1951-1952年（昭和27-28年）にかけて改修工事が実施され道幅が280cmに拡張された。入り口より200mほどのところに左手に入る林業用の枝道があるが廃道となっている。さらに登ると、大谷第3-4-5の各砂留に直接降りれるような仮設路が設置されている。また2017-2018年に第4砂留の少し上に、別所10番砂留に行ける登山道（梯子）が仮設された。第6砂留を過ぎて少し上った左右の沢にも未整備の小型の砂留が存在する（コモンスに写真がアップロードされている）。第6砂留を過ぎて少し登ると未舗装路とあり、荒れた山道となる。その先で林道は三差路となり、右に降りると本郷憩いの森キャンプ場に繋がり、左に登ると大谷山山頂手前を経由して広島県道157号線に繋がる。大谷山山頂には、真言宗金剛院派の本覚寺別院円空山聖宝寺とその社務所、関連する八十八ケ所巡りの石像がある。また電波塔などの複数の通信設備があるものの、周囲は木が茂っており展望は開けていない。なお「林道大谷線」は、斜面の崩壊や落石のために砂留入口部分より2018年3月現在車両通行止めとなっている。

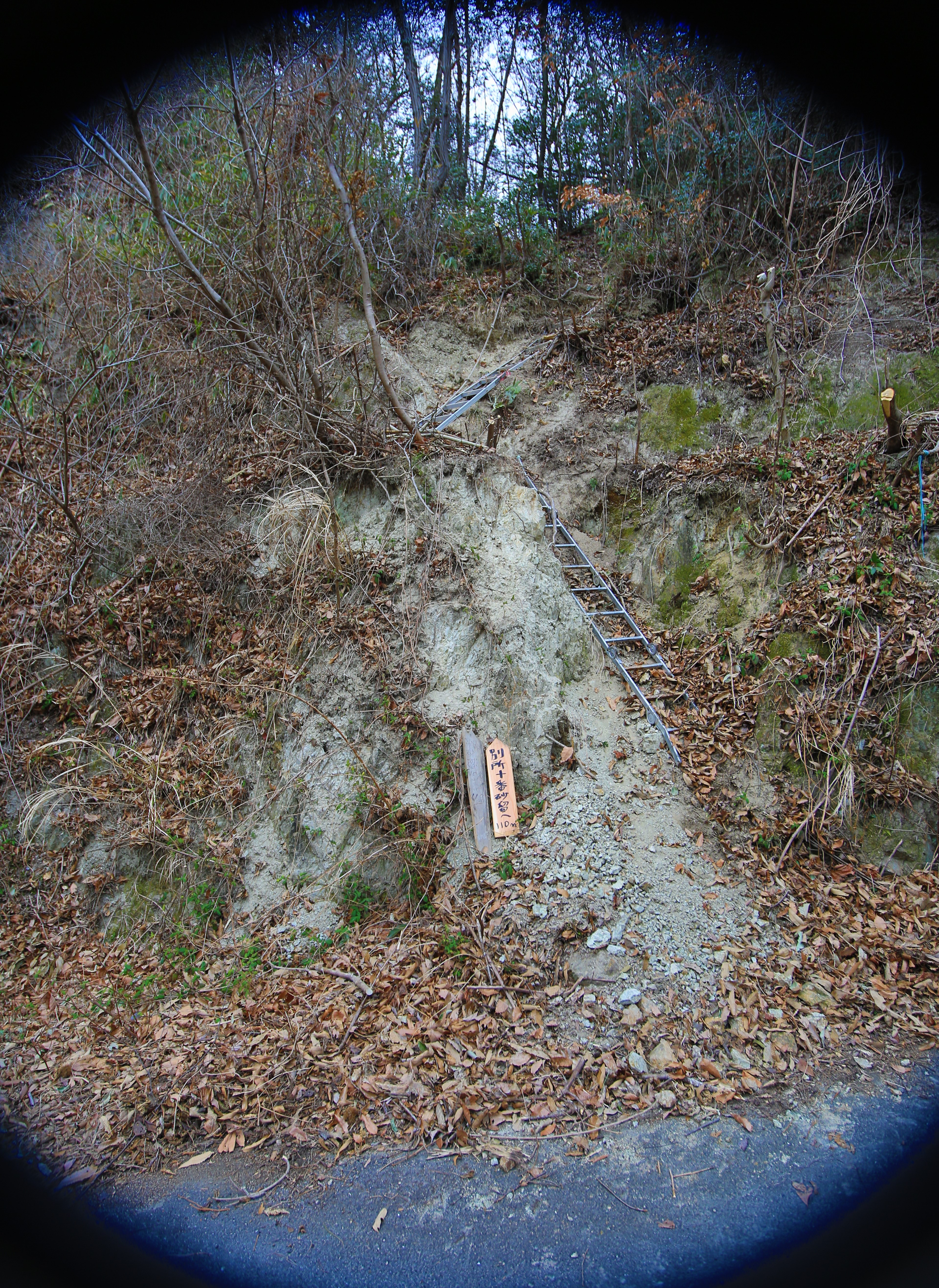
第4砂留近くにある、別所砂留への登山道登り口
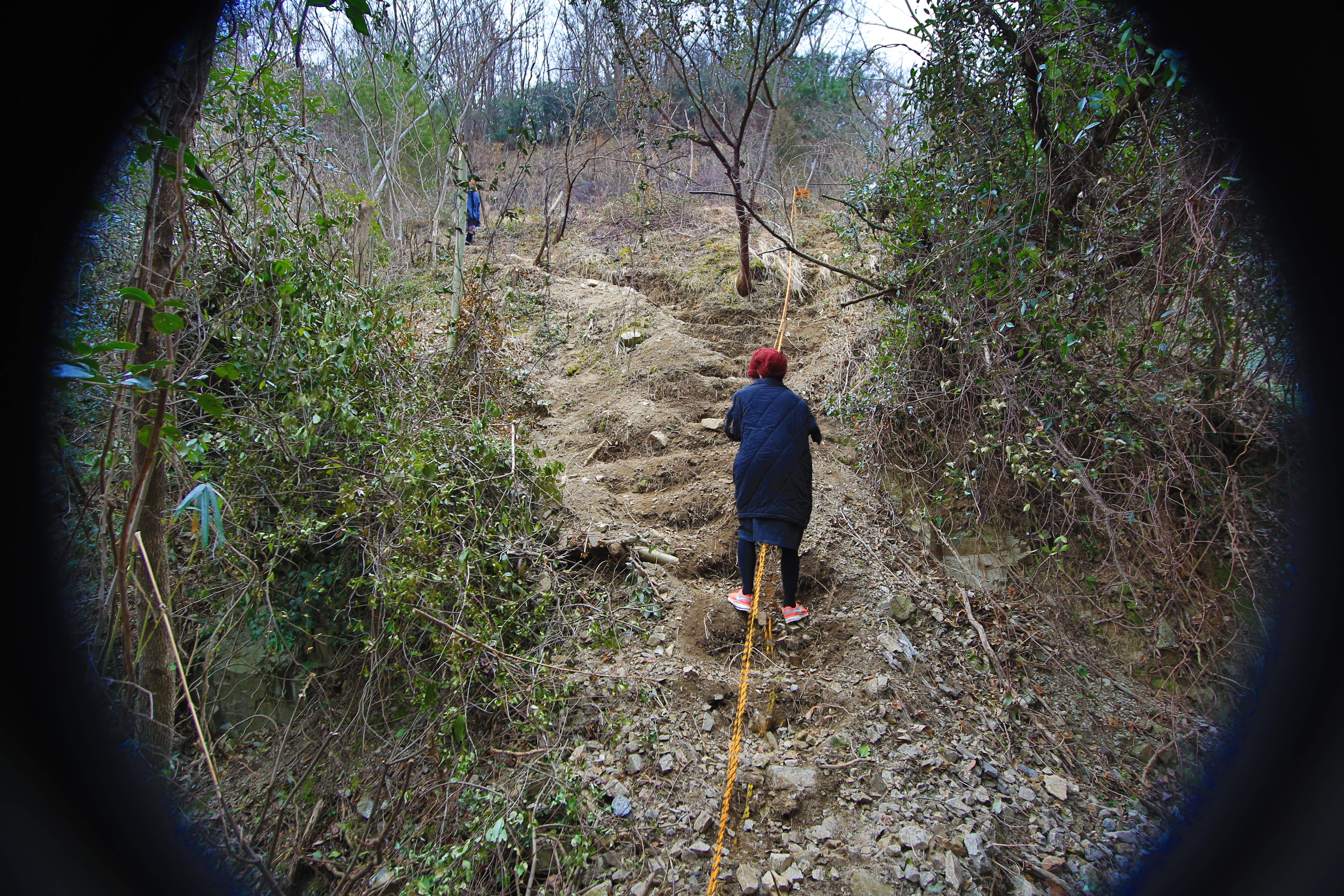
林道大谷線からの直接第4砂留に降りるアプローチ経路
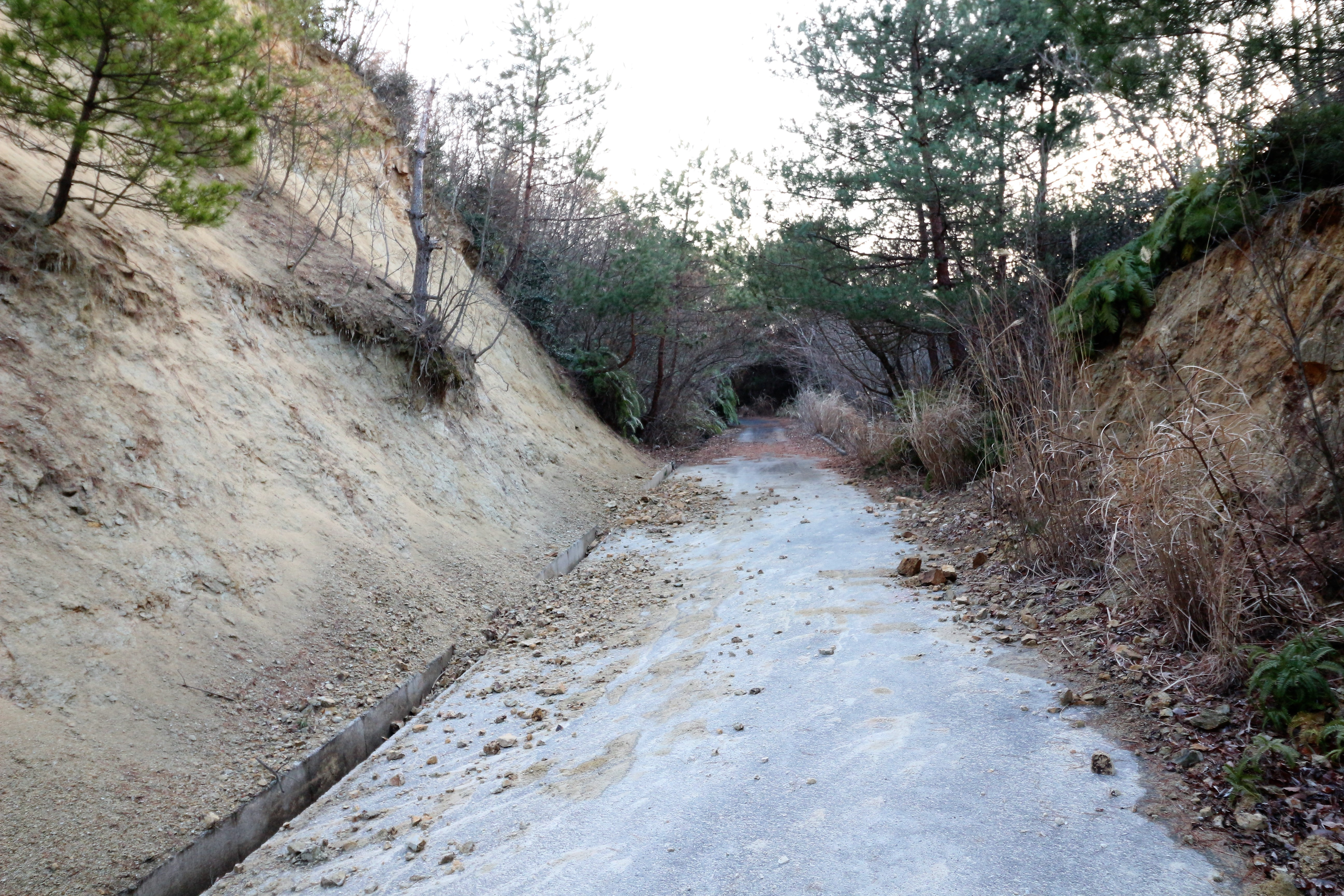
第6砂留より更に登った場所。林道大谷線の左右の斜面は崩れやすい

## 周辺

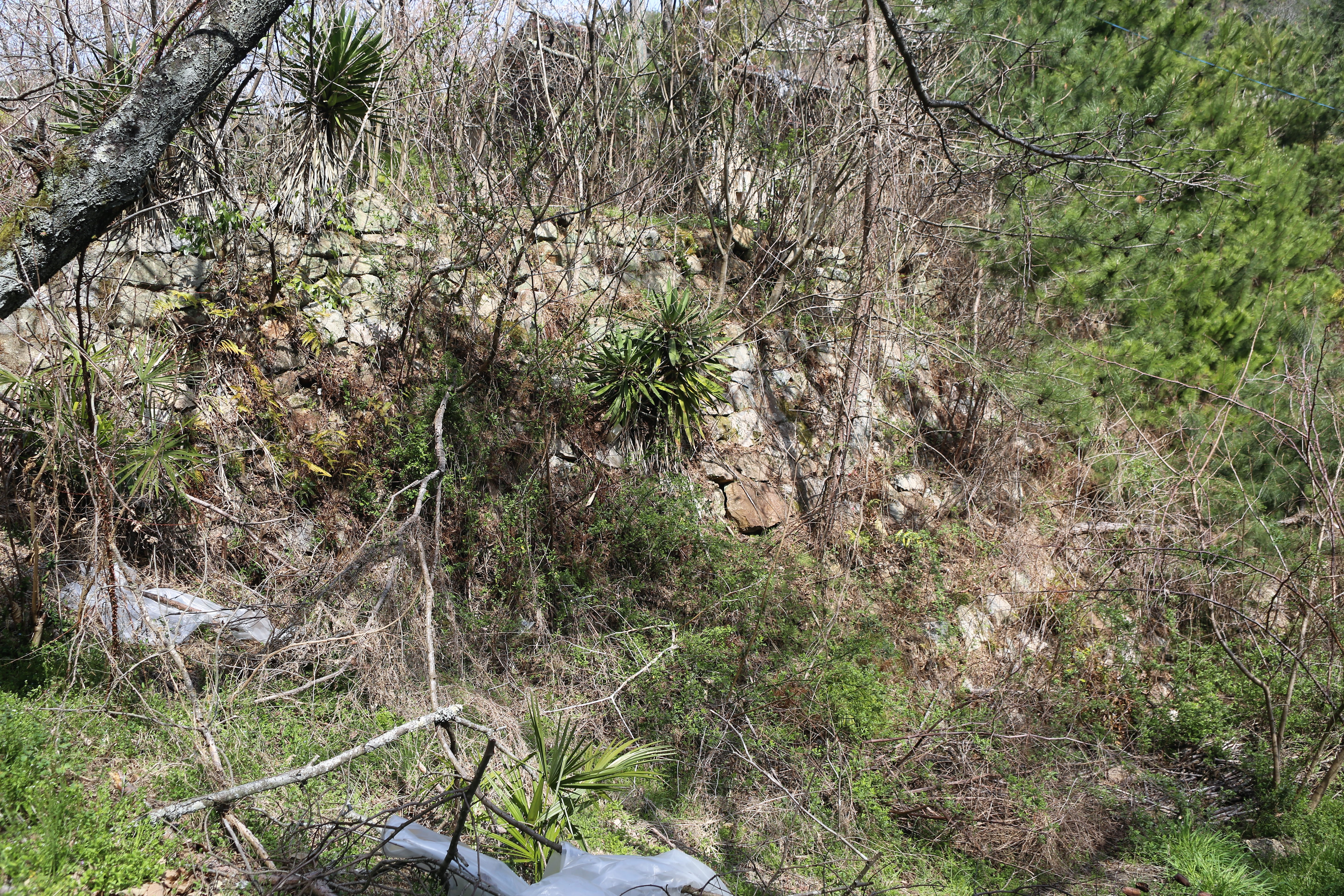
第三本郷砂留

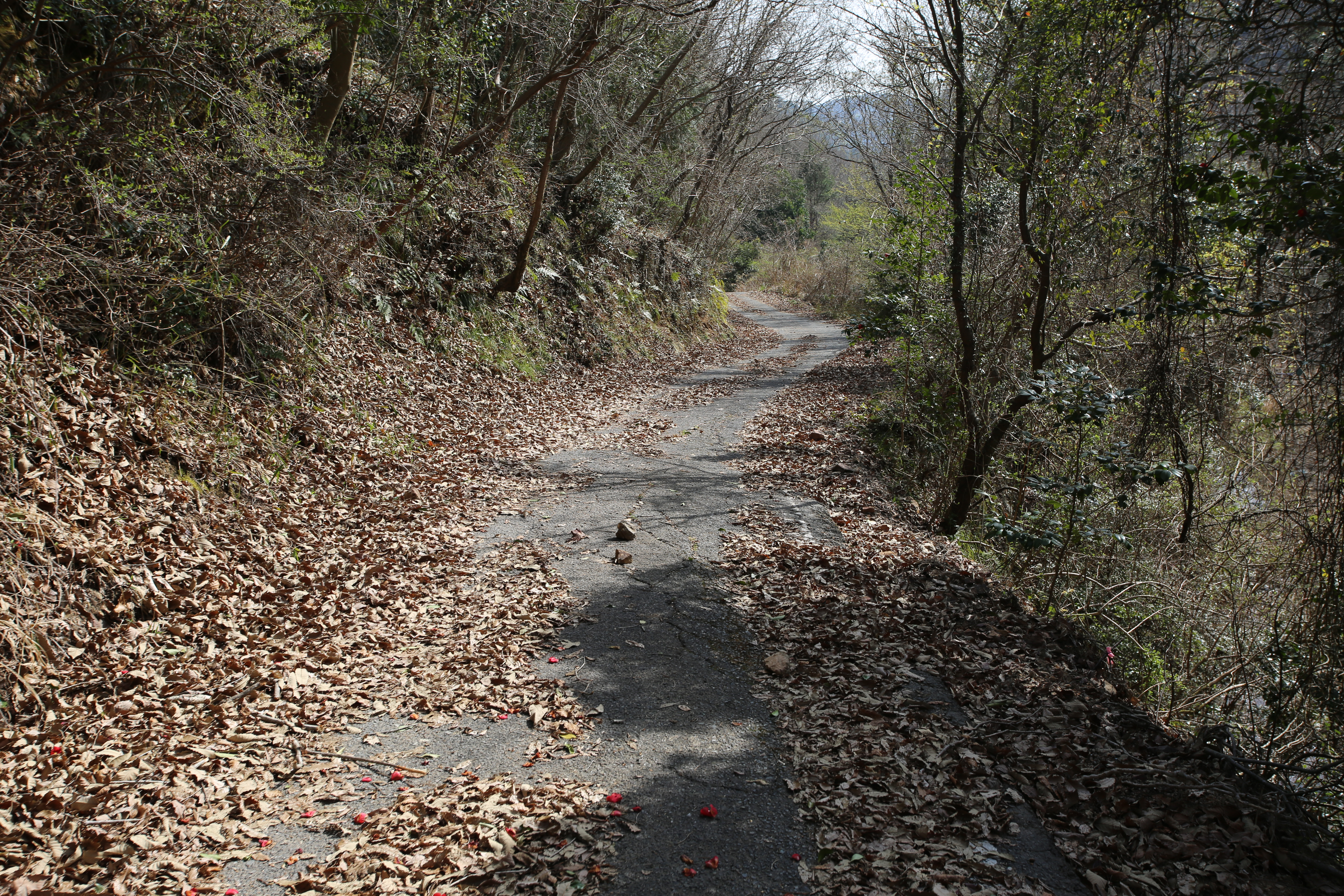
広島県道158号線

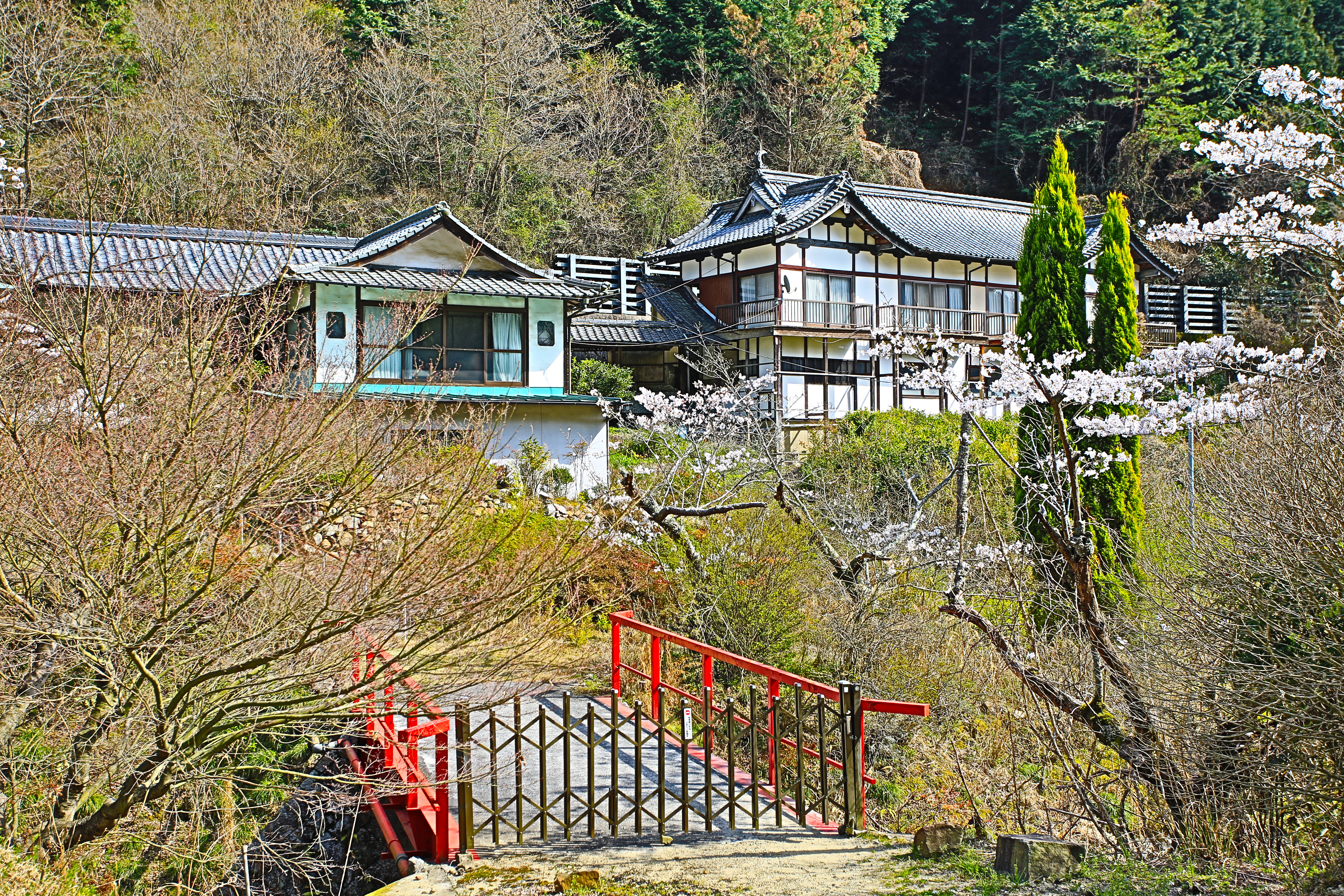
廃墟となった本郷温泉の旅館群

林道大谷線と広島県道158号線の分枝部から広島県道158号線の方を南に進むと、左手の森の中に「大谷温泉わらび荘」と呼ばれていた木造廃墟がある。これは昭和50年頃まで営業していた温泉歓楽施設である。大谷池に注ぐ堀町川は、わらび荘のあたりまで近年護岸工事がなされており、少なくともこの間には砂留は存在しない。「大谷温泉わらび荘」を過ぎて直ぐに渓流B系に進む脇道が左手に分枝する。これより奥の山中には、かつて大谷鉱山（本郷鉱山とも）と呼ばれる銅鉱山があり、山中や山腹には立坑跡や坑道跡が残っている。室町時代より銅を採掘していたといわれ、峠を越えた松永側には「千人坑」と呼ばれる大規模な坑道跡も残されている。尾根を越えた南側には大谷鉱山からのラジウム冷鉱泉を利用した「本郷温泉」があった。最盛期には12件程の旅館やホテルが営業したが、2017年現在は全て廃業している。本郷温泉を南へ流れる渓流は「大谷川」と呼ばれる。この大谷川にも1番から3番までの砂留があり、中でも金山寺跡近くの「本郷3番砂留」 は1787年（天明7年）に造られたことが分かっており、歴史的な価値がある土木建築遺産である。これらの砂留は、本郷銅山の採掘が活発な時期に造られ、砂防の役割の他に、鉱山からの鉱毒を防ぐ意味もあった。3番砂留の堰堤の長さは38m、高さは8mで、明治時代末期までに4回のかさ上げ工事を受けている。現在は東側の堰堤を切れた部分を大谷川が流れており、砂留としては機能していない。また、長らく管理されていないため、樹木に覆われてしまっており、全容を見ることはできなくなっている。北緯34度29分21.9秒 東経133度14分34.7秒 / 北緯34.489417度 東経133.242972度